# Chapeau (champignon)
Pour les articles homonymes, voir Chapeau (homonymie) et Pileus (homonymie).

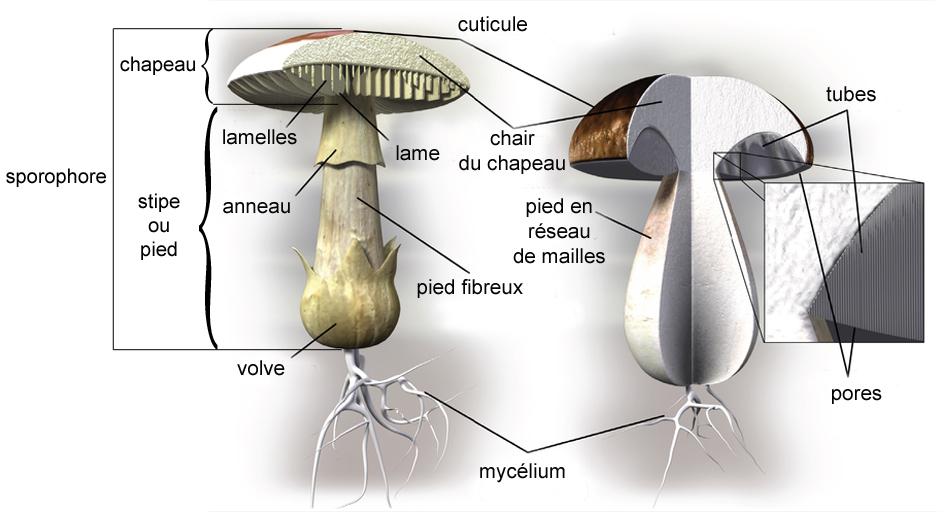
Sporophore chez les agaricales et les boletales : le pied ou stipe, le chapeau formé de l'hyménophore (chair et cuticule) et l'hyménium, ici des lamelles et des tubes.

Chez les champignons basidiomycètes et ascomycètes, le chapeau, appelé aussi piléus (du latin pileus, sorte de bonnet phrygien porté par les esclaves), est la partie du sporophore qui renferme les organes de fructification. Il est composé de trois tissus : la cuticule, qui est une membrane de surface, l'hyménophore qui constitue la chair du champignon  et l'hyménium qui produit les spores. Ce dernier peut être lisse, formé de plis, de lames, de tubes ou d'aiguillons.
Chez de nombreux Basidiomycètes et quelques Ascomycètes, le chapeau est supporté par un organe appelé stipe ou pied du champignon. Ces champignons sont dits stipités. Le stipe peut également présenter de nombreux états différents, être muni ou non d'un anneau ou être réduit, voire absent (astipité).
La morphologie (forme) du chapeau est très importante pour identifier et classer la plupart des champignons supérieurs. Schématiquement, il existe quatre grands types de forme : conique, concave, convexe et crêtées. Ces différentes formes vont évoluer en fonction du stade de croissance du champignon. L'aspect de la marge du chapeau et de sa cuticule constituent autant de caractères complémentaires permettant d'affiner la détermination du champignon.

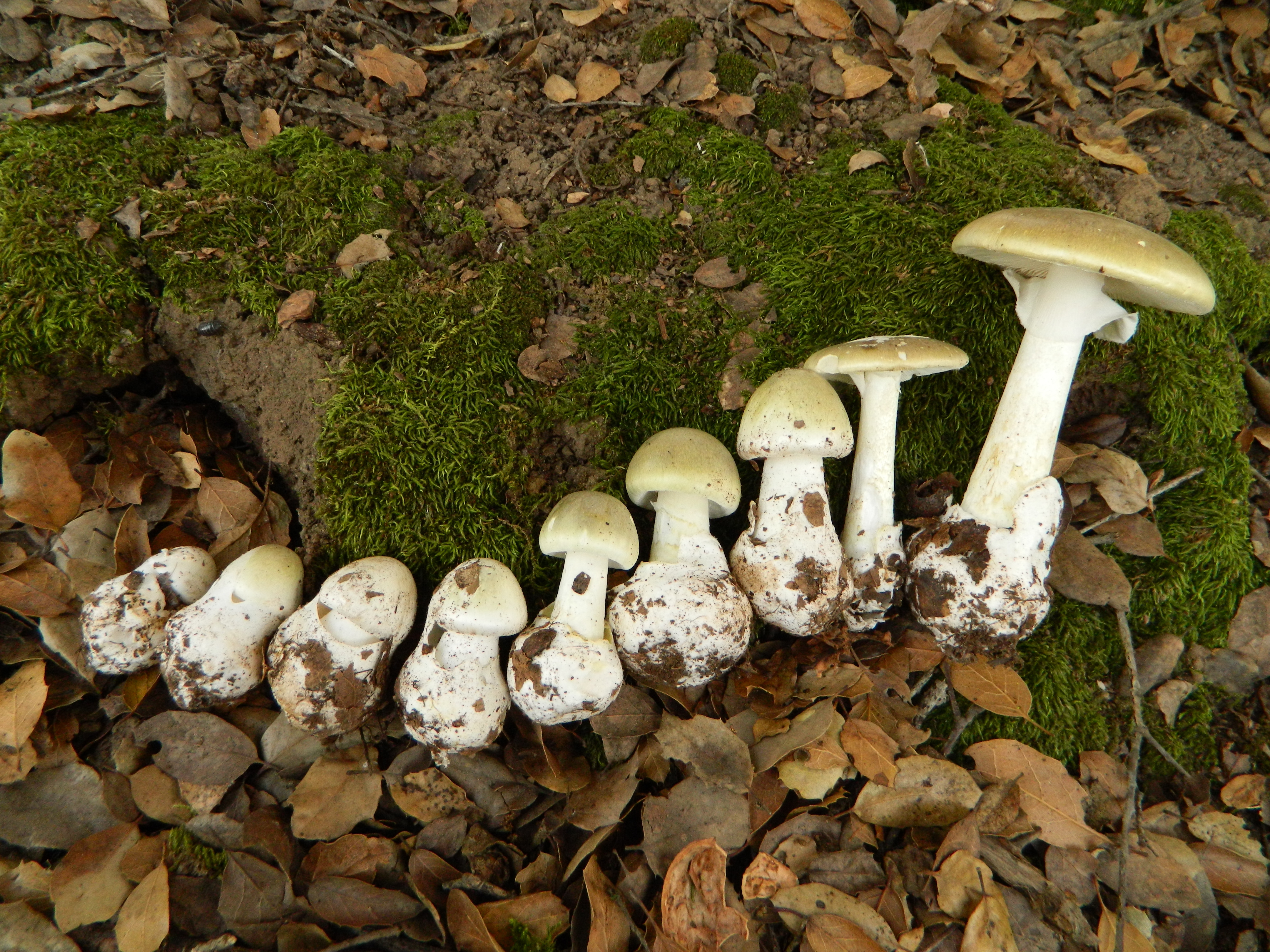
Le chapeau d'Amanita phalloides, ovoïde à l'état jeune, s'étale progressivement pour devenir convexe à maturité

## Morphologie conique
Les quatre types définis ci-dessous, conique simple, umboné, mamelonné et papillé,  peuvent facilement être confondus. De plus, certains champignons peuvent être simplement coniques à l'état jeune mais évoluer en vieillissant vers des faciès différents : umboné, mamelonné ou papillé. L'évolution peut être variable même au sein d'une même espèce. La base du cône — la marge — est aussi très variable et peut évoluer d'infléchie à arrondie et de récurvée à révolutée selon le taux d'humidité ou l'âge du champignon.

### Chapeau conique simple
On parle de chapeau conique lorsque sa morphologie s'apparente à celle d'un cône.
Le genre Hygrocybe et parfois des espèces des genres Coprinus et Gliophorus se retrouvent dans ce type.

Schéma et exemples de sporophores à chapeau conique simple
Chapeau conique
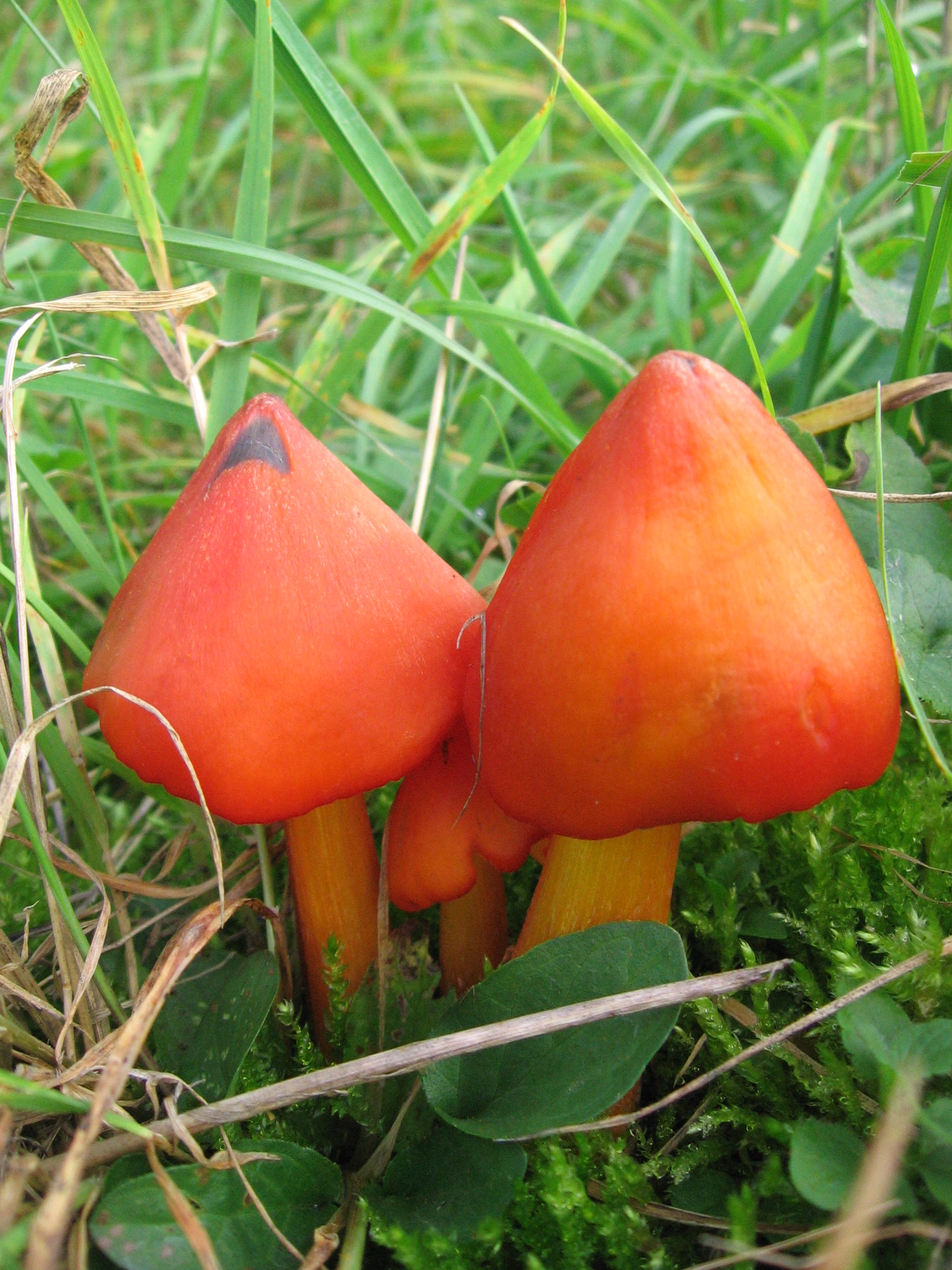
Hygrocybe conica
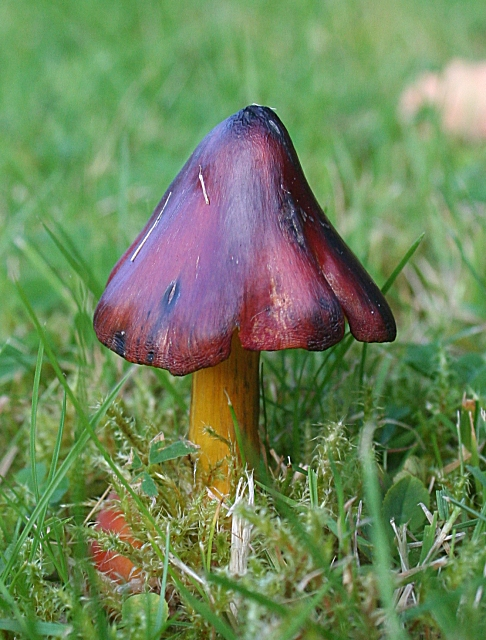
Hygrocybe conica
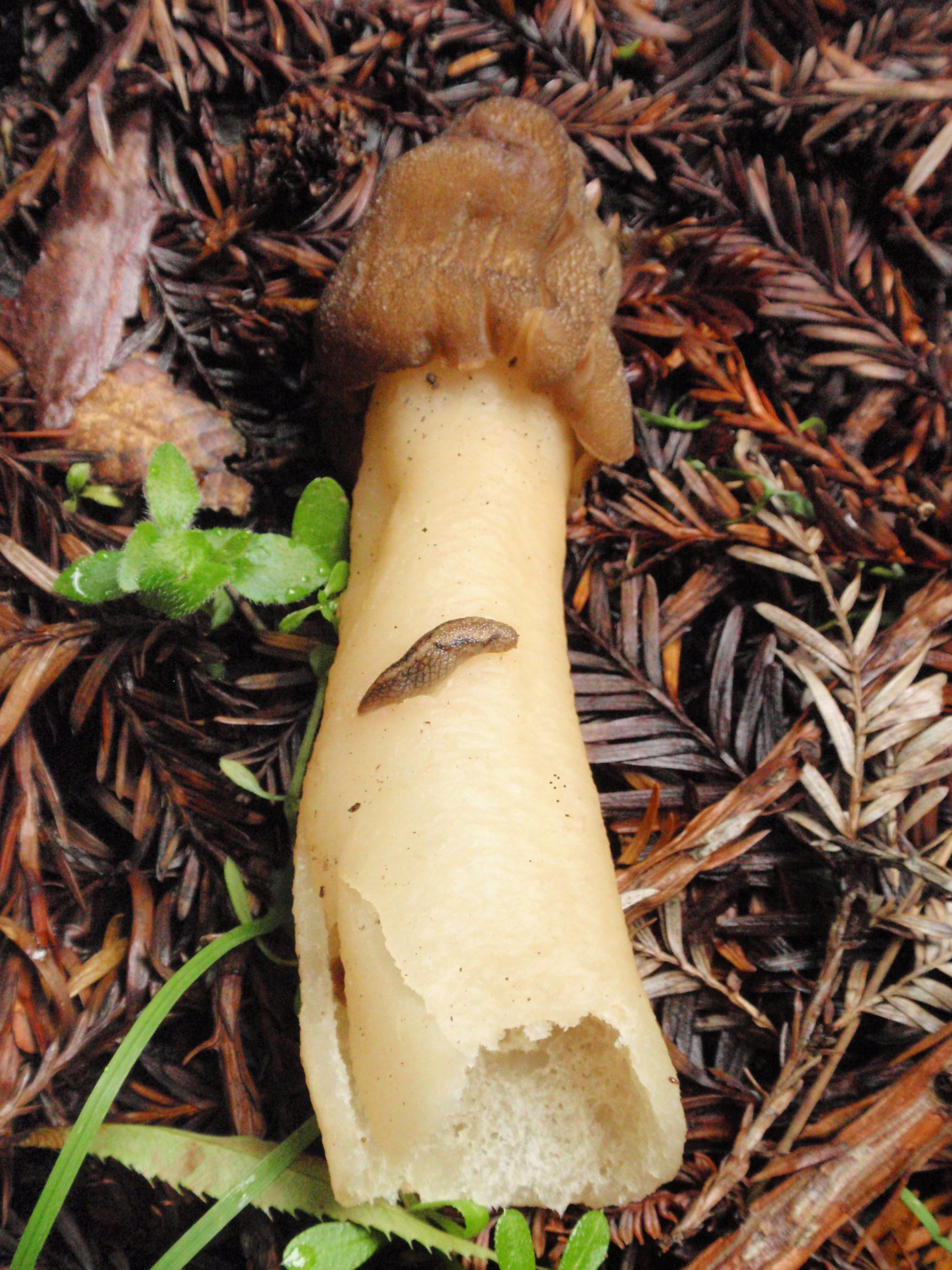
Verpa conica

### Chapeau ogival
Un chapeau est ogival si sa forme ressemble à une ogive. 
On retrouve ces formes chez les genres Mycena, Coprinus et les Panaeolus

Schéma et exemples de sporophores à chapeau ogival
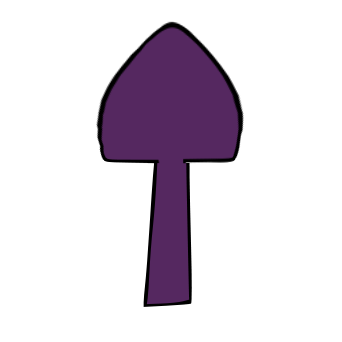
Chapeau ogival
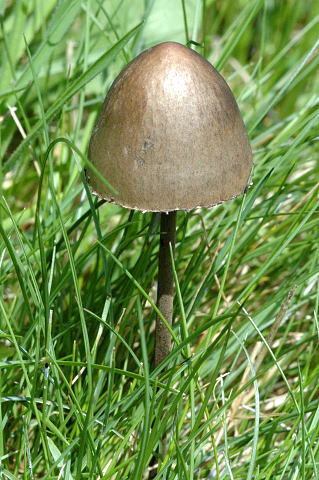
Panaeolus sphinctrinus
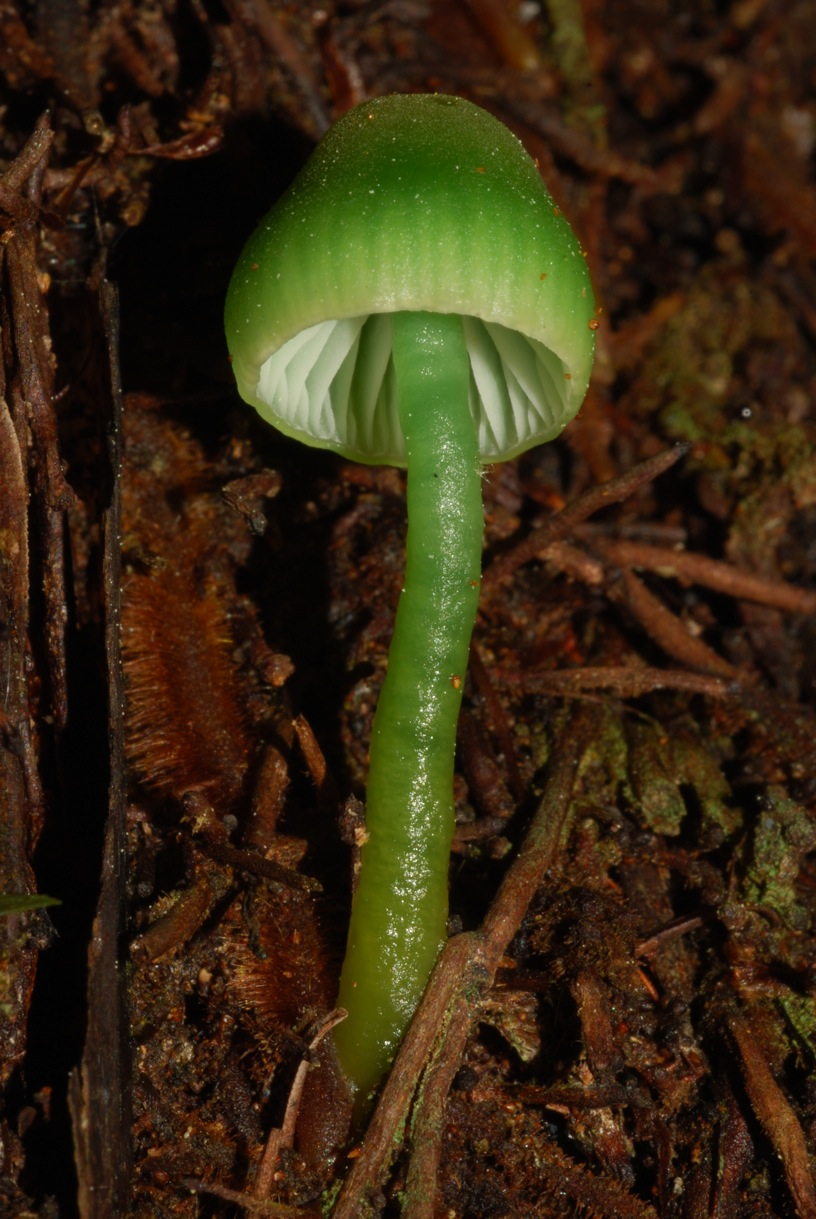
Gliophorus viridis
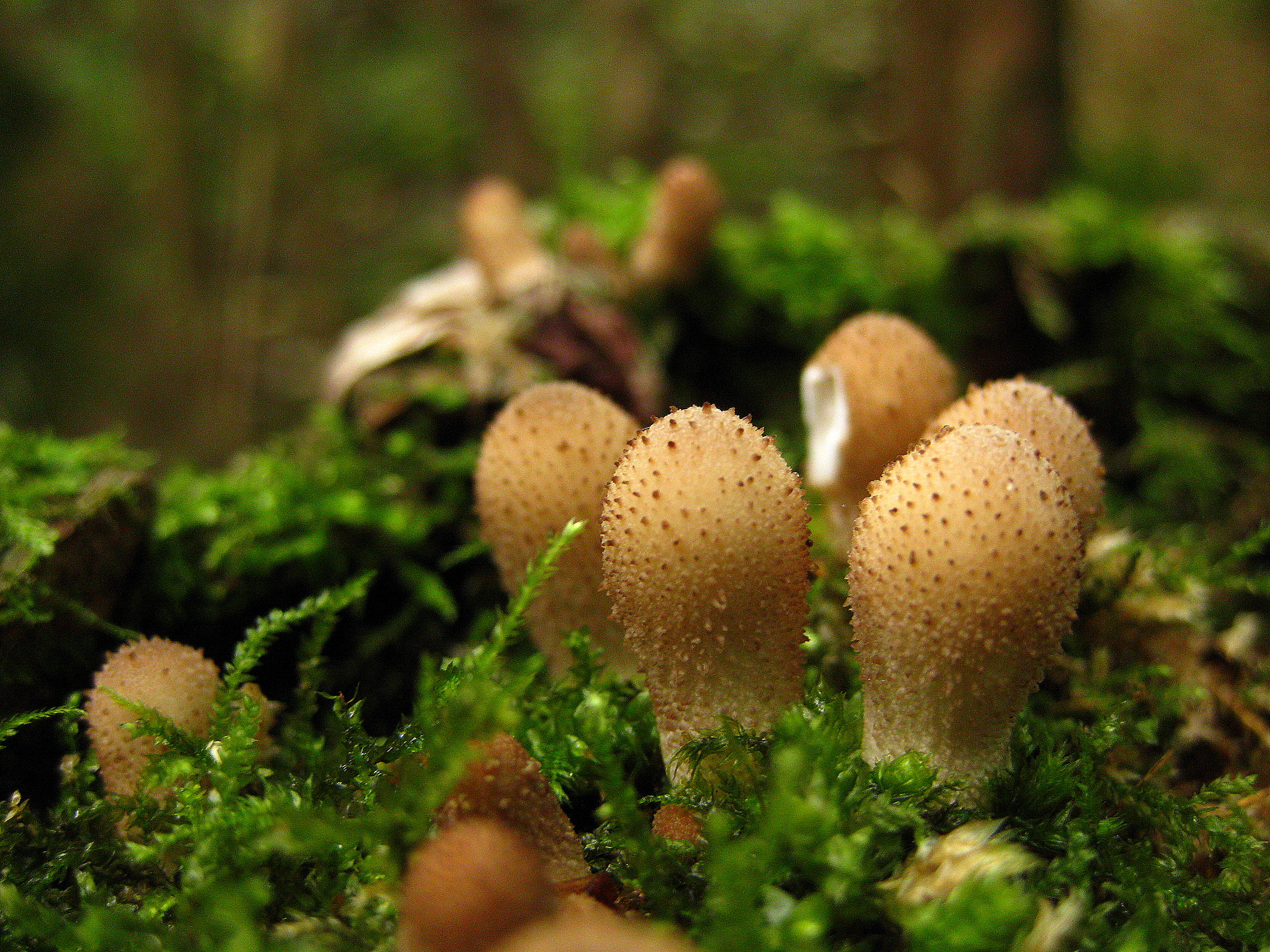
Lycoperdon pyriforme

### Chapeau ovoïde
Un chapeau est ovoïde ou ové s'il ressemble à une  forme d'œuf dont la partie la plus large est proximale, soit proche du stipe (pied). Il est parfois appelé campanulé paraboloque
Cette morphologie se rencontre souvent dans le genre Hygrocybe, et parfois dans les genres Coprinus, à l'état jeune et à maturité, et Gliophorus.
Le genre Amanita présente chez plusieurs de ses espèces, une morphologie ovoïde à l'état jeune, avant de s'étaler à maturité. Plus mûre, l'espèce Amanita ovoidea présente aussi cette morphologie.

Schéma et exemples de sporophores à chapeau ovoïde
Chapeau ovoïde
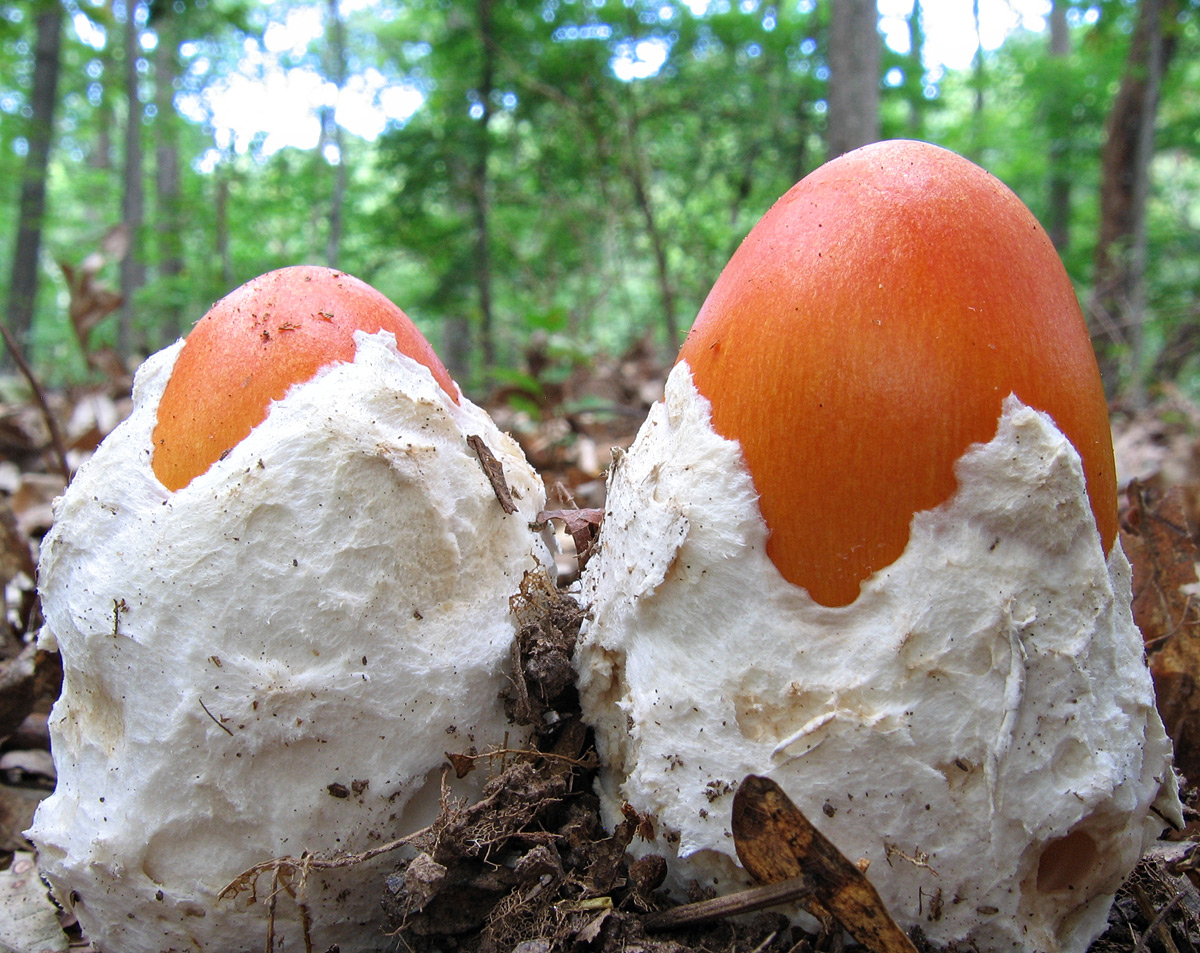
Amanita jacksonii
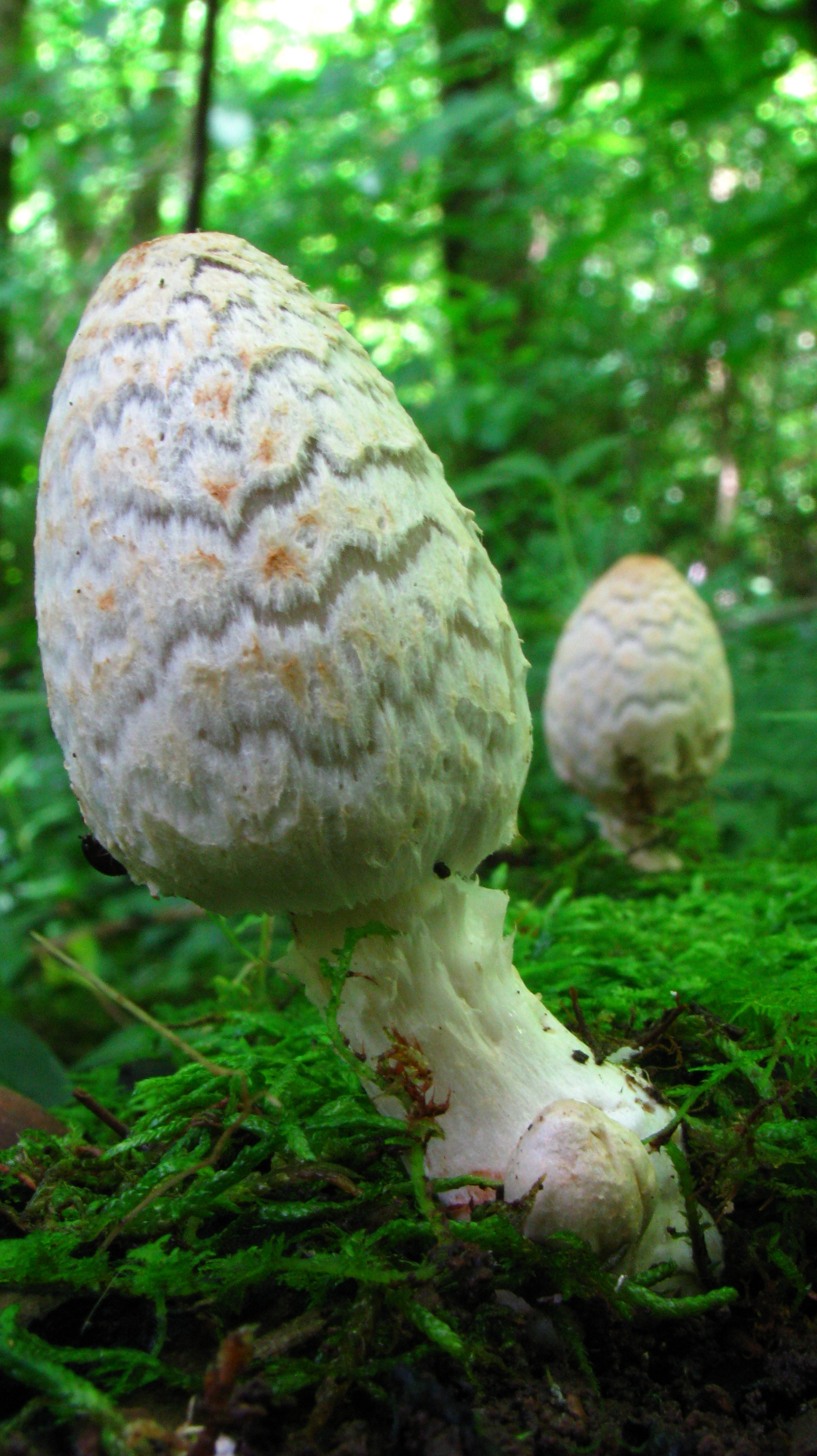
Coprinopsis variegata (en)
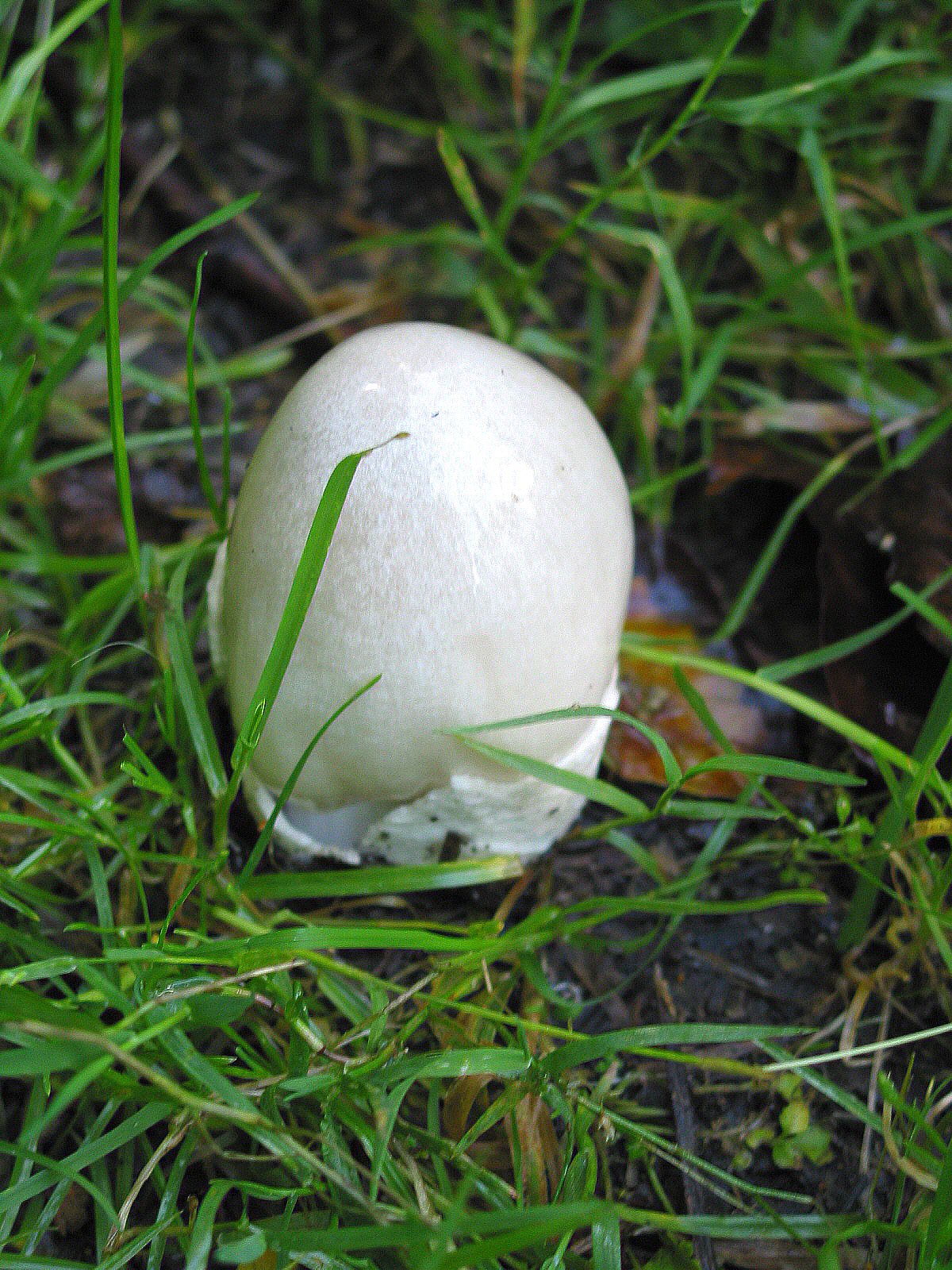
Volvariella gloiocephala

### Chapeau piriforme
On parle de chapeau piriforme lorsque sa morphologie s'apparente à celle d'une poire.
Les membres de la famille des Morchellaceae se retrouvent, entre autres, dans ce type.

Exemples de sporophores à chapeau piriforme
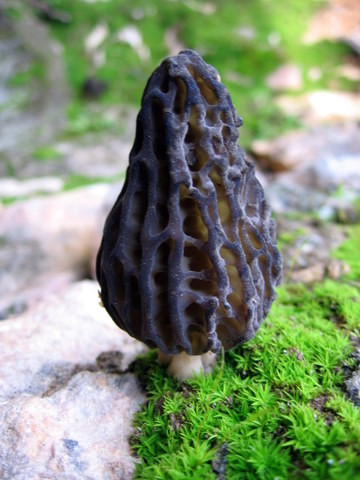
Morchella elata chapeau piriforme alveolé
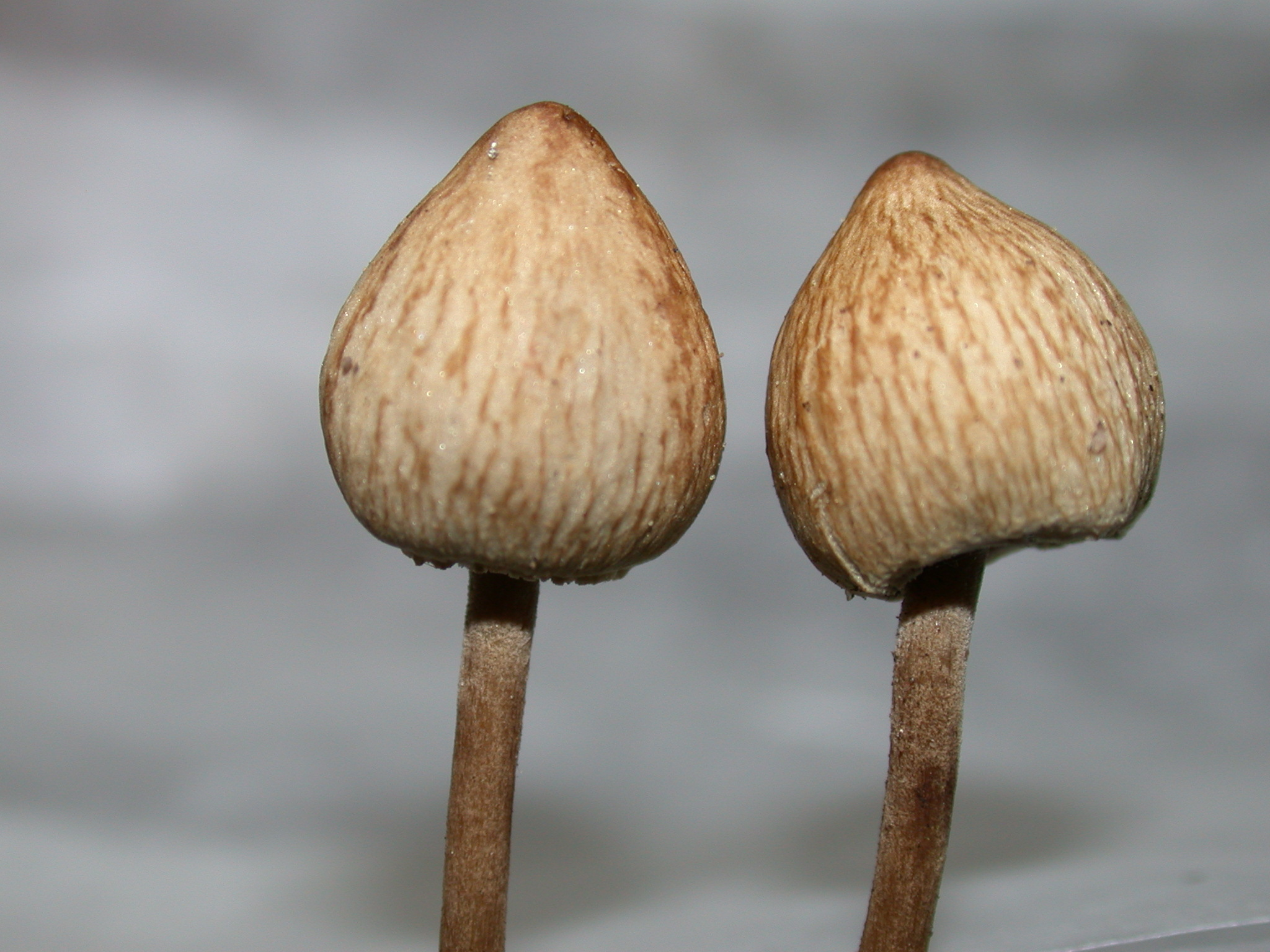
Panaeolus sphinctrinus chapeau piriforme

### Chapeau galériculé
On parle de chapeau galériculé lorsque sa morphologie s'apparente à celle d'un casque.
C'est le cas dans le genre Mycena.

Exemples de sporophores à chapeau galériculé
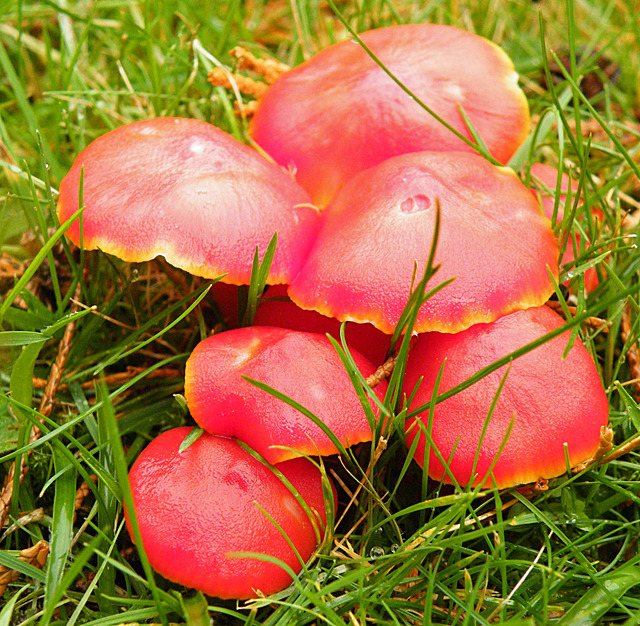
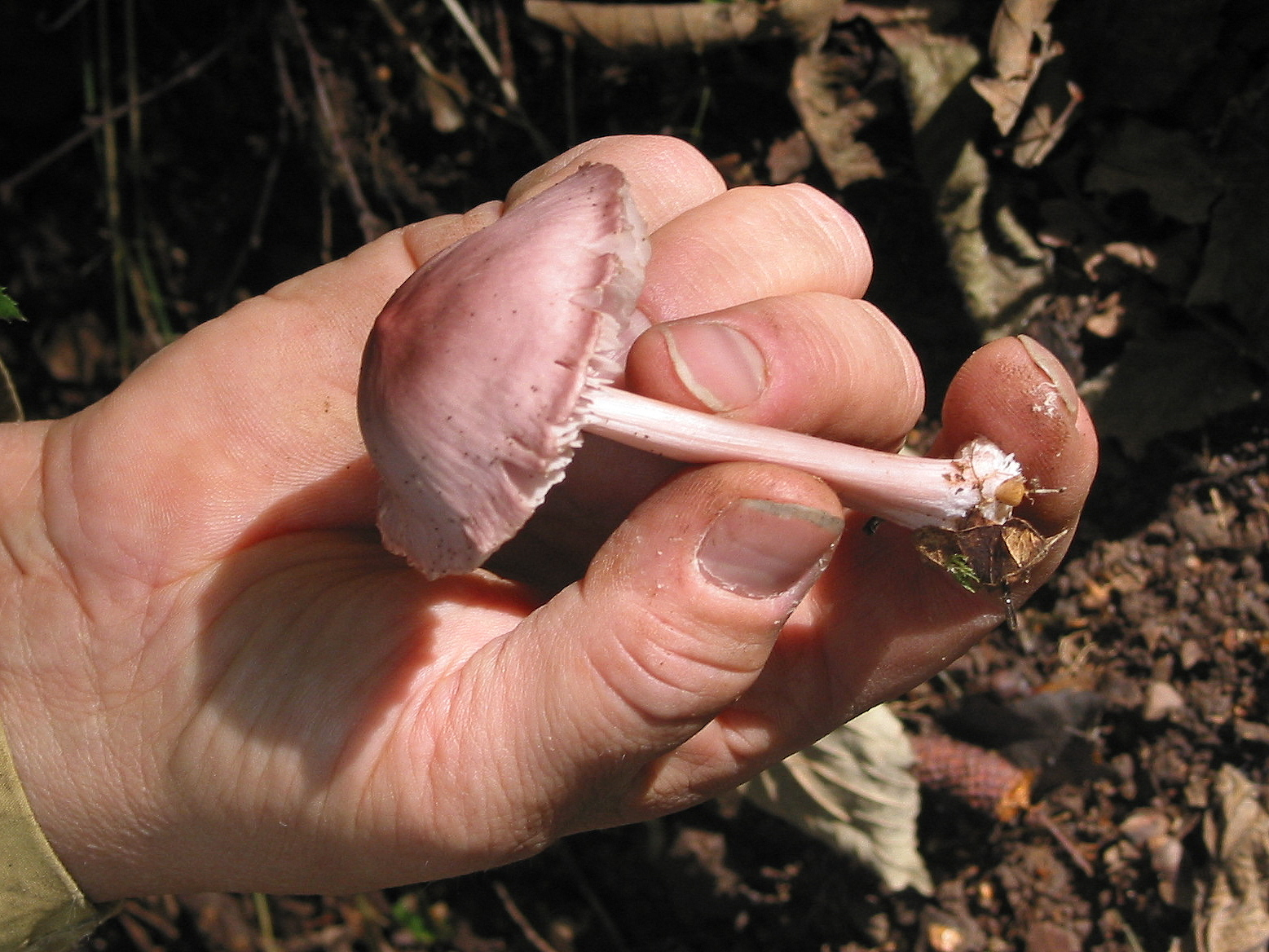
Mycena pura
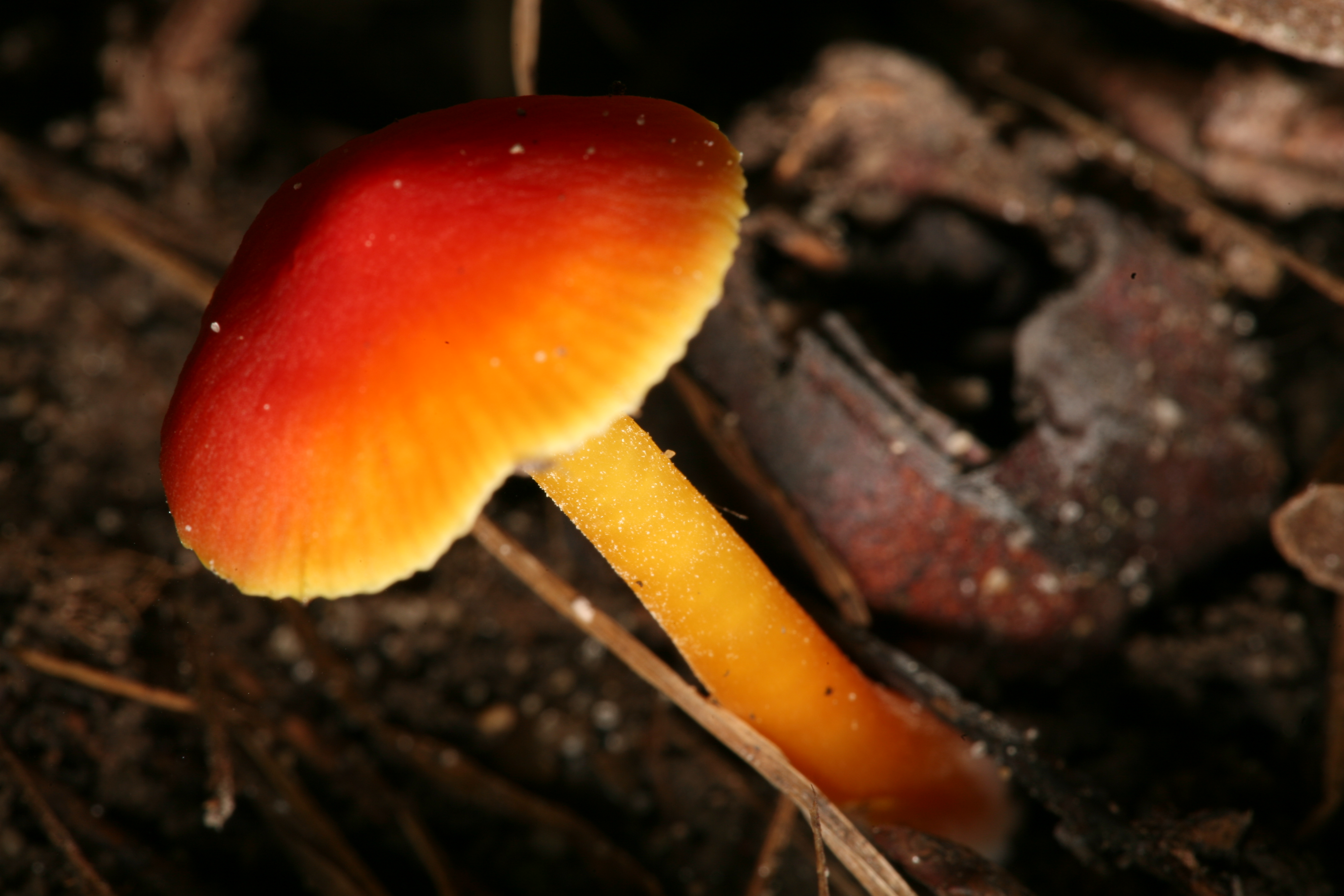

### Chapeau campanulé
Le chapeau est campanulé quand il présente un morphologie en forme de cloche, et plus précisément en forme de la fleur de la campanule et non pas campanulé parabolique, plutôt synonyme d'ovoïde.
Cette morphologie se rencontre dans les genres Cortinarius et Hygrocybe, chez certains Mycènes ou encore des Entolomes du genre Nolanea.

Schéma et exemples de sporophores à chapeau campanulé
Chapeau campanulé
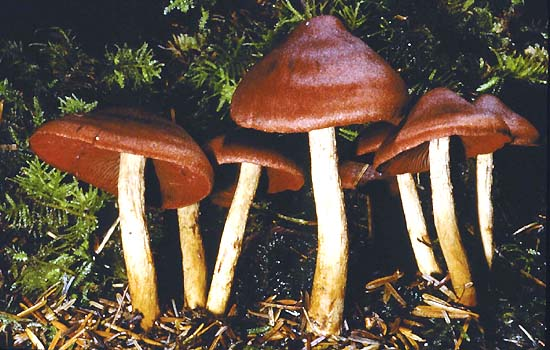
Cortinarius phoeniceus

### Chapeau papillé
Un chapeau est papillé ou papilleux, s'il  présente une éminence en forme de papille, non aiguë, en son centre.
Cette morphologie se rencontre notamment dans les genres Calocybe, Armillaria ou Floccularia.

Schéma et exemples de sporophores à chapeau papillé
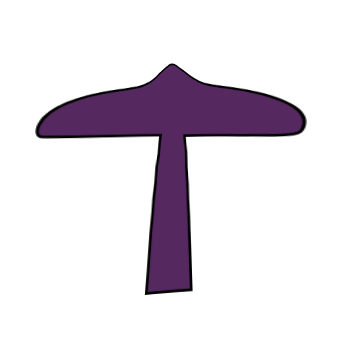
Chapeau papillé
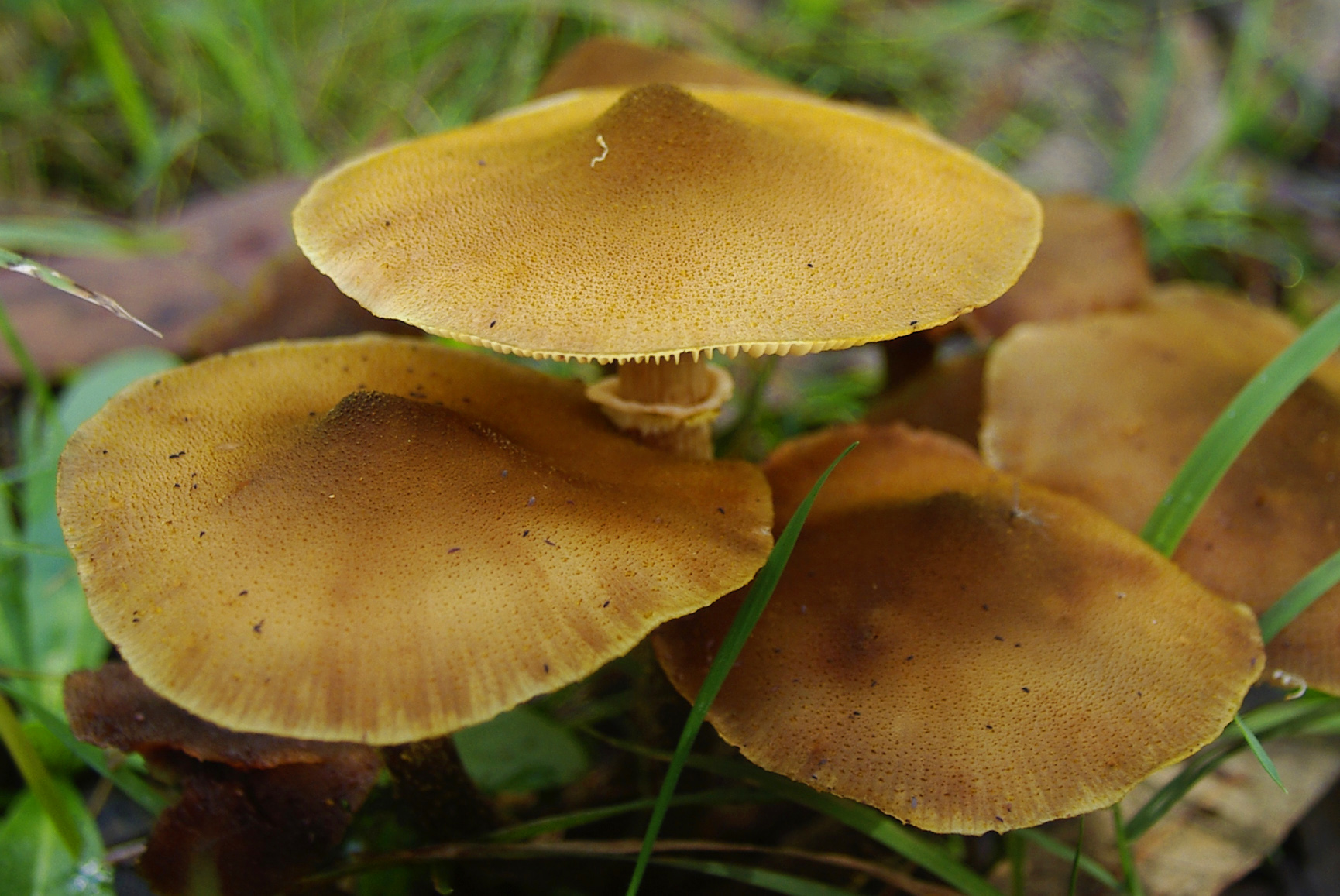
Armillaria luteobubalina
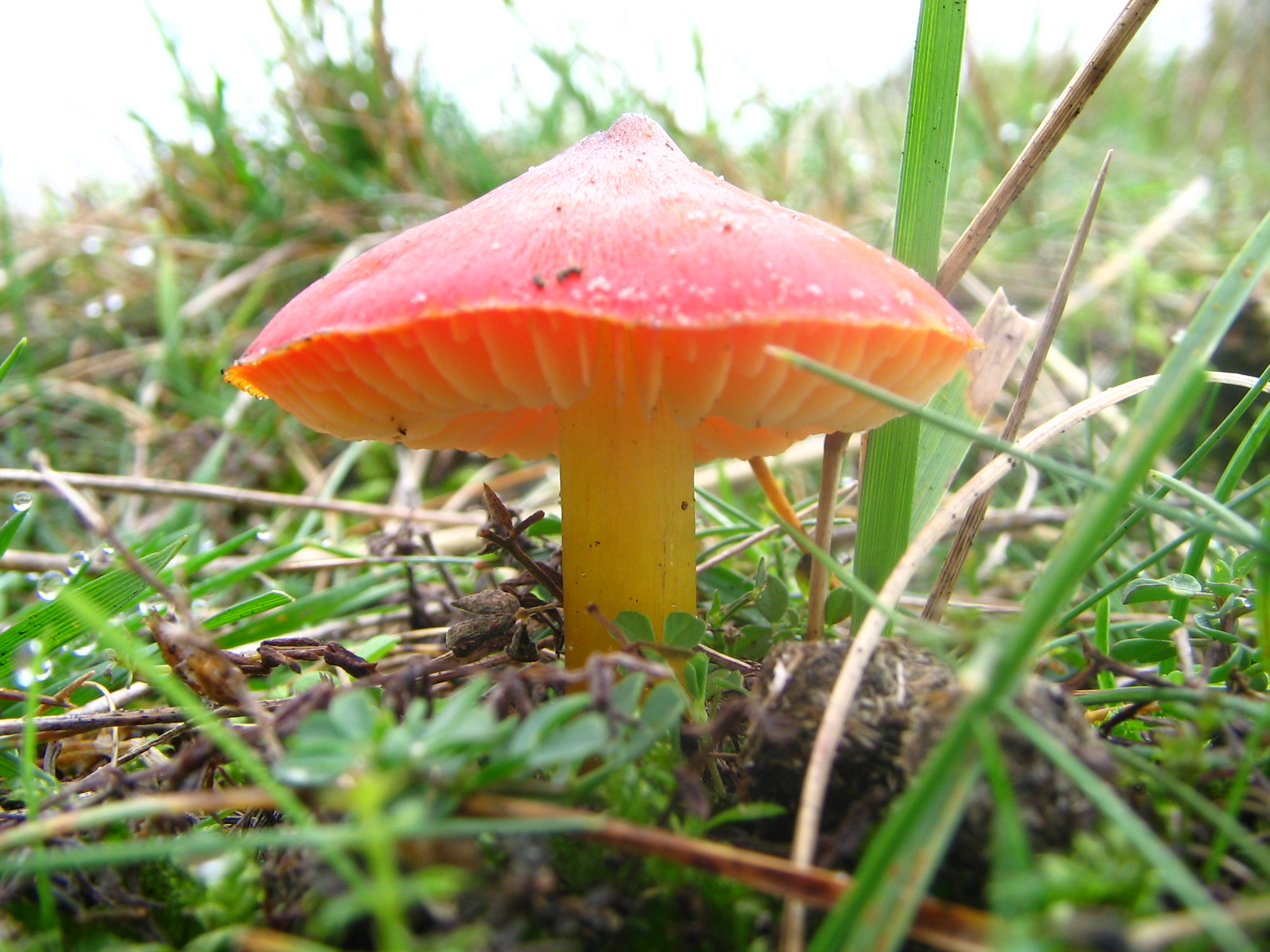
Hygrocybe conica, spécimen adulte
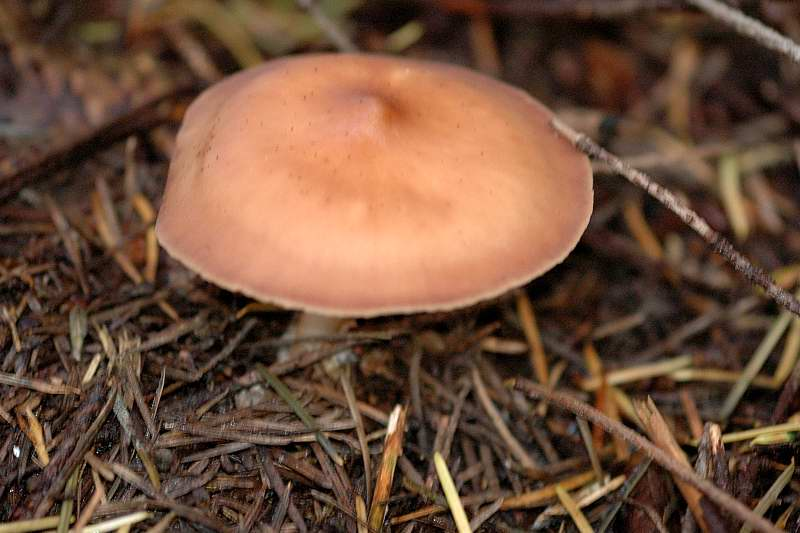
Calocybe persicolor

### Chapeau umboné
Le chapeau est umboné s'il présente une morphologie en forme d'umbon, sorte de bouclier convexe dont le centre est saillant.
Cette morphologie se rencontre notamment dans les genres Cortinarius, Hygrocybe et Entoloma.
On parle parfois de chapeau subumboné, c'est-à-dire légèrement umboné dans un creux central du chapeau, comme chez certains lactaires.

Schéma et exemples de sporophores à chapeau umboné
Chapeau umboné
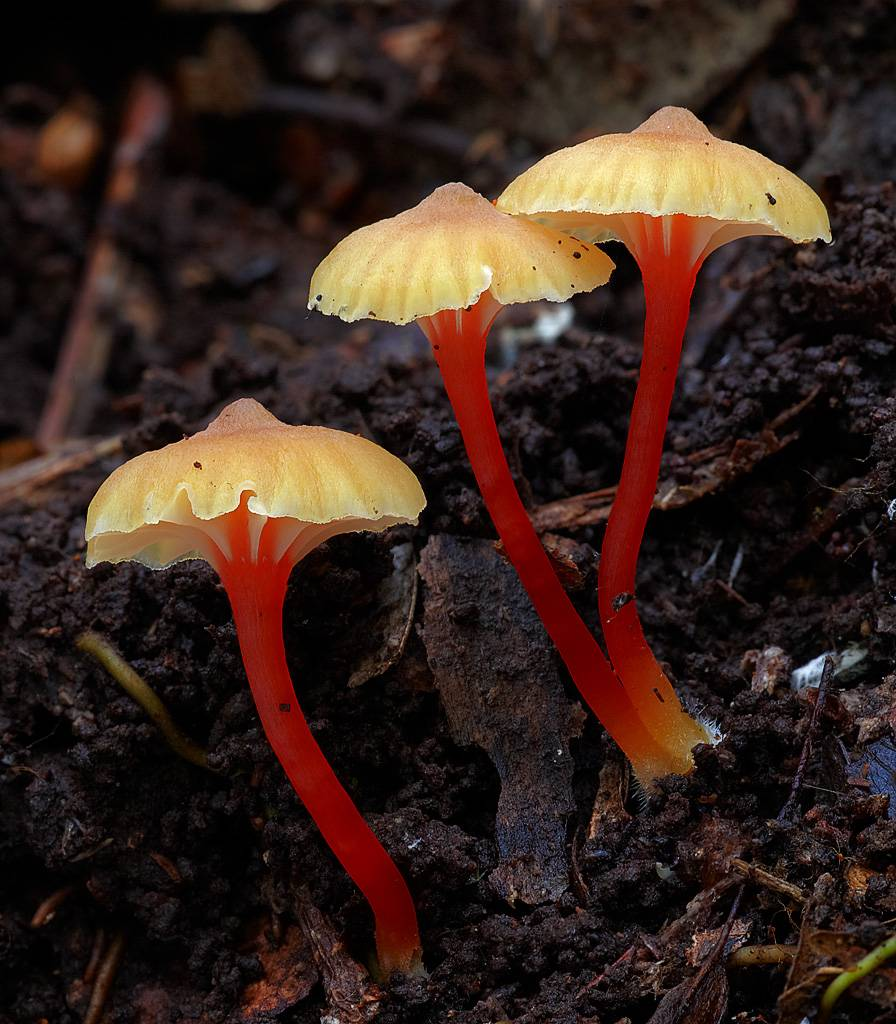
Hygrocybe anomala
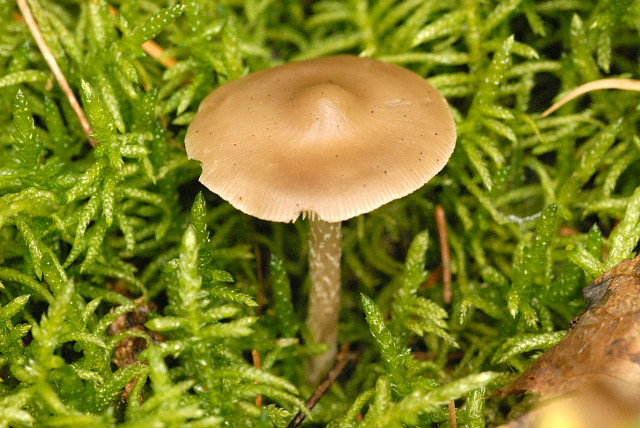
Entoloma turbidum
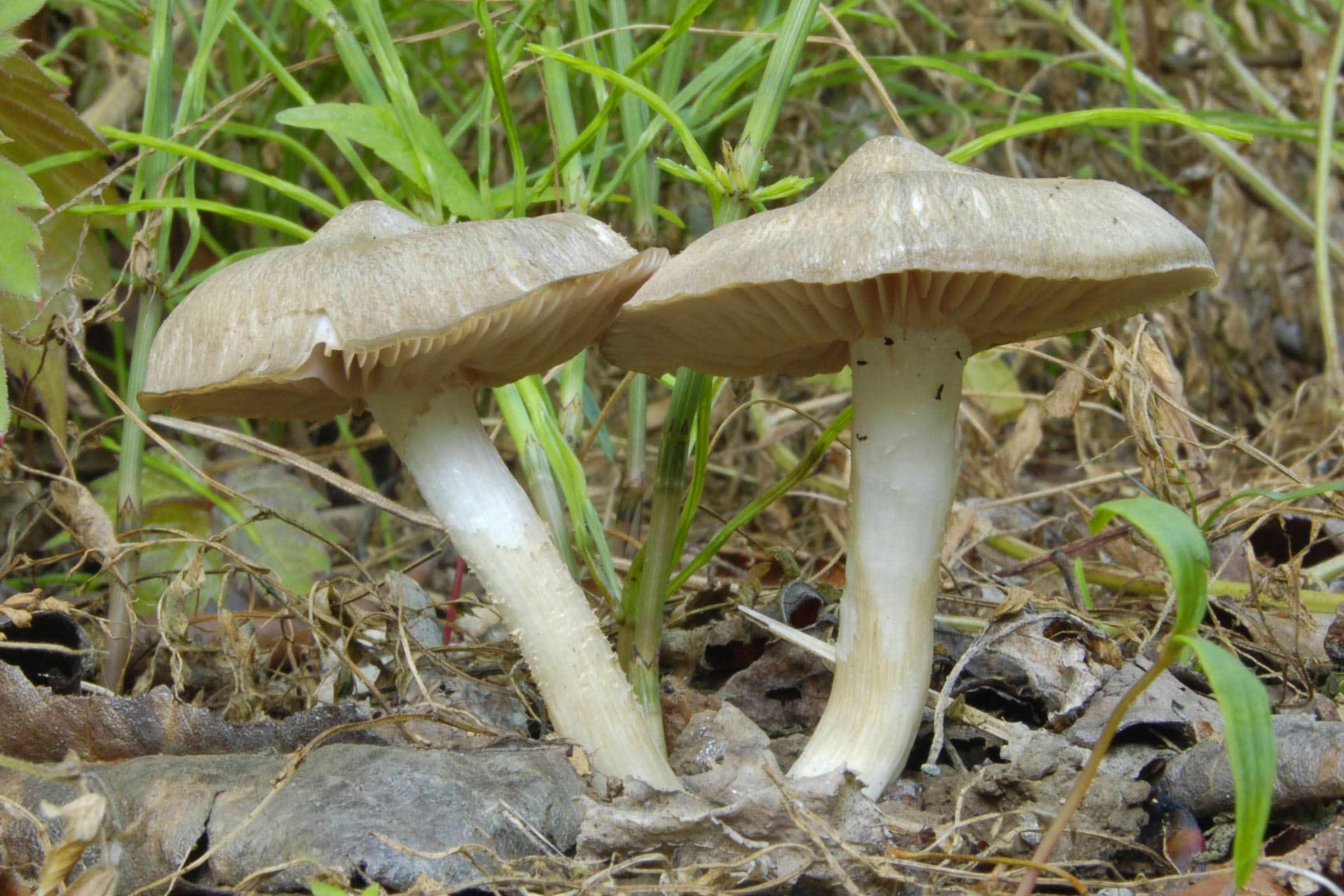
Entoloma sp, profil umboné

### Chapeau umboné et papillé
Certains sporophores peuvent, en vieillissant, présenter les deux caractéristiques simultanément.

Exemples de sporophores à chapeau umboné et papillé
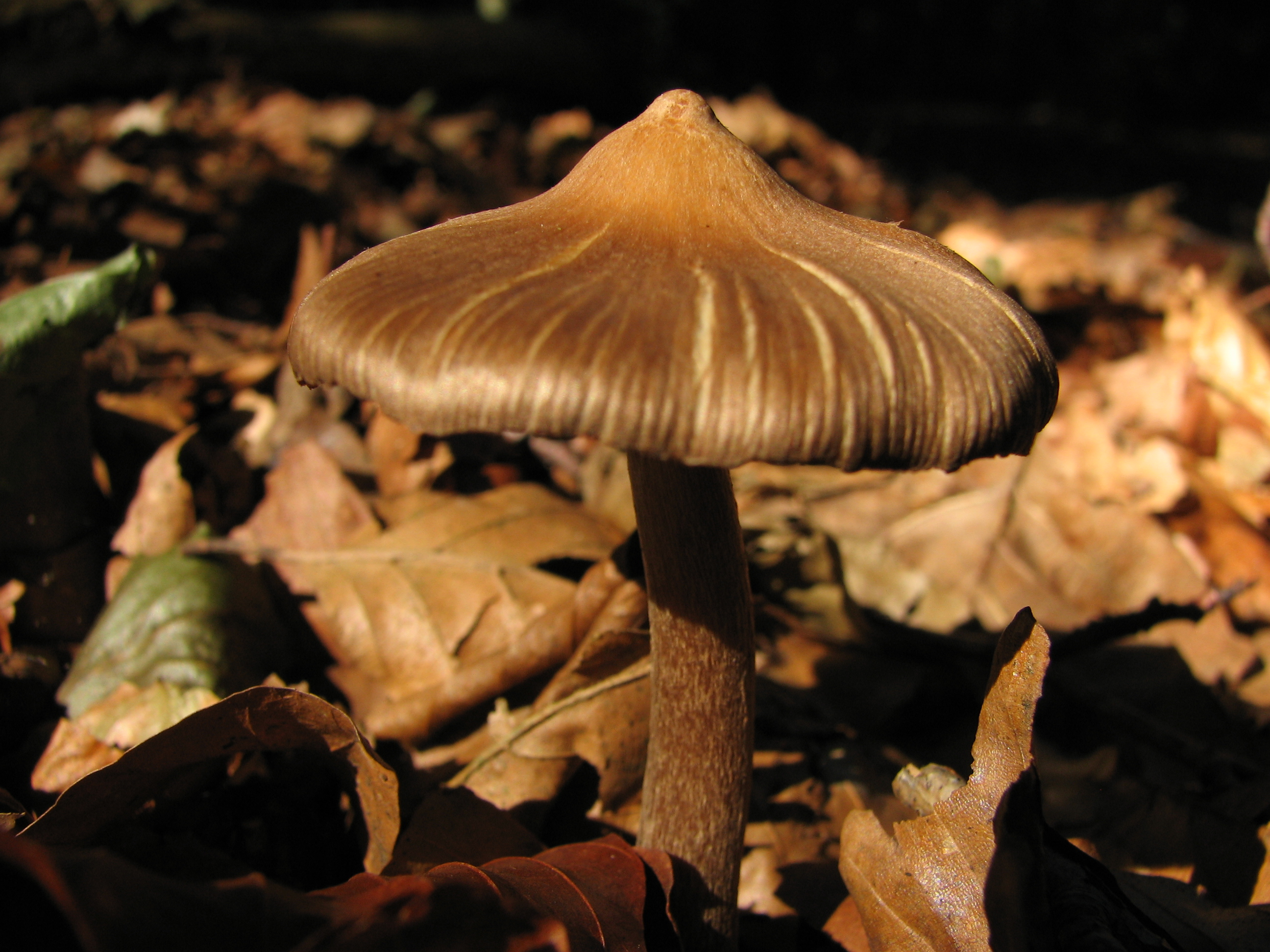
Espèce du genre Inocybe

## Morphologie concave

### Chapeau déprimé
Le chapeau du champignon est déprimé lorsqu'il présente un léger creux central. En cas d'humidité, l'eau qui s'accumule peut modifier la couleur de la cuticule.
Cette morphologie fréquente chez les Basidiomycètes se rencontre par exemple chez les Russulaceae du genre Russula ou chez le genre Lactarius.

Schéma et exemples de sporophores à chapeau déprimé
Chapeau déprimé
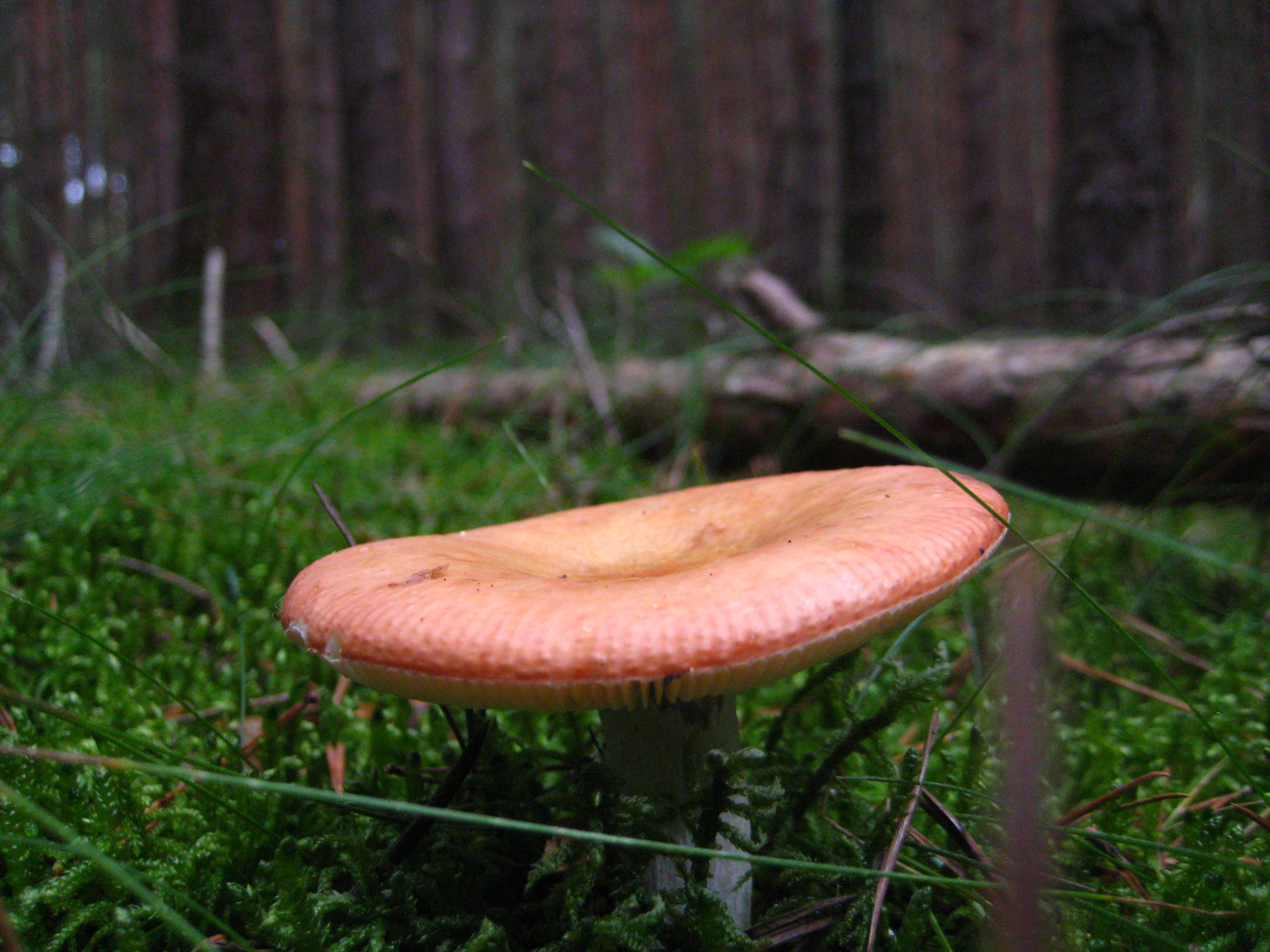
Russula
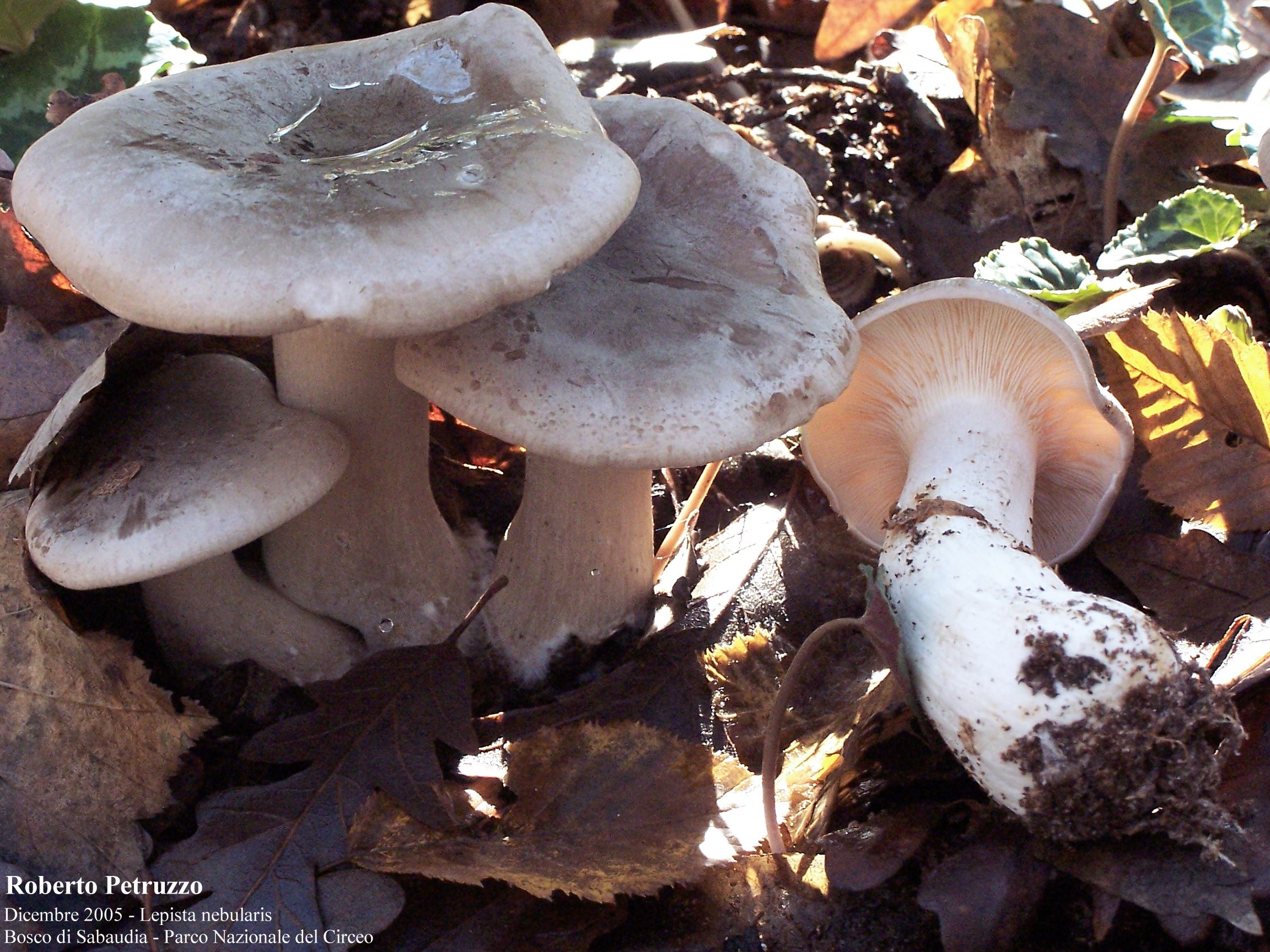
Clitocybe nebularis adulte
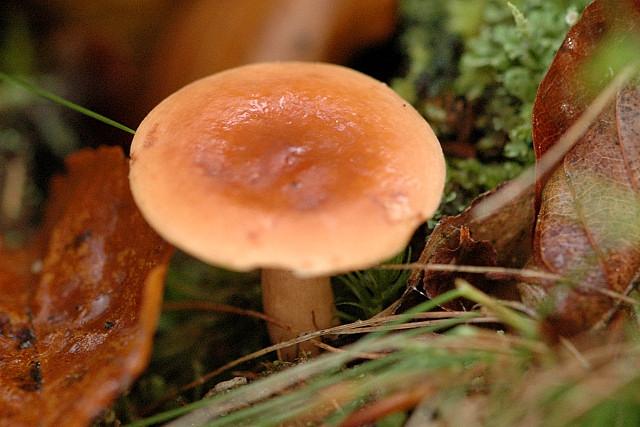
Lactarius theiogalus

### Chapeau ombiliqué
Le chapeau est ombiliqué s'il présente en son centre une forme d'ombilic ou de nombril.
Cette morphologie se présente chez la chanterelle en tube, Hydnum umbilicatum et chez Clitocybe langei.

Schéma et exemples de sporophores à chapeau ombiliqué
Chapeau ombiliqué
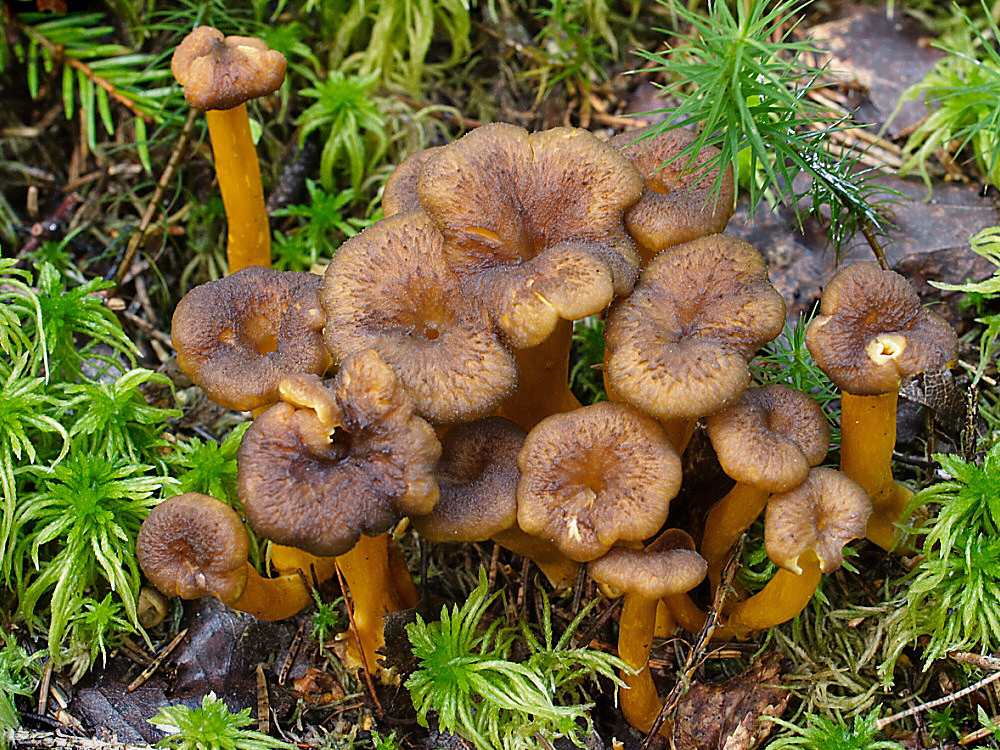
Craterellus
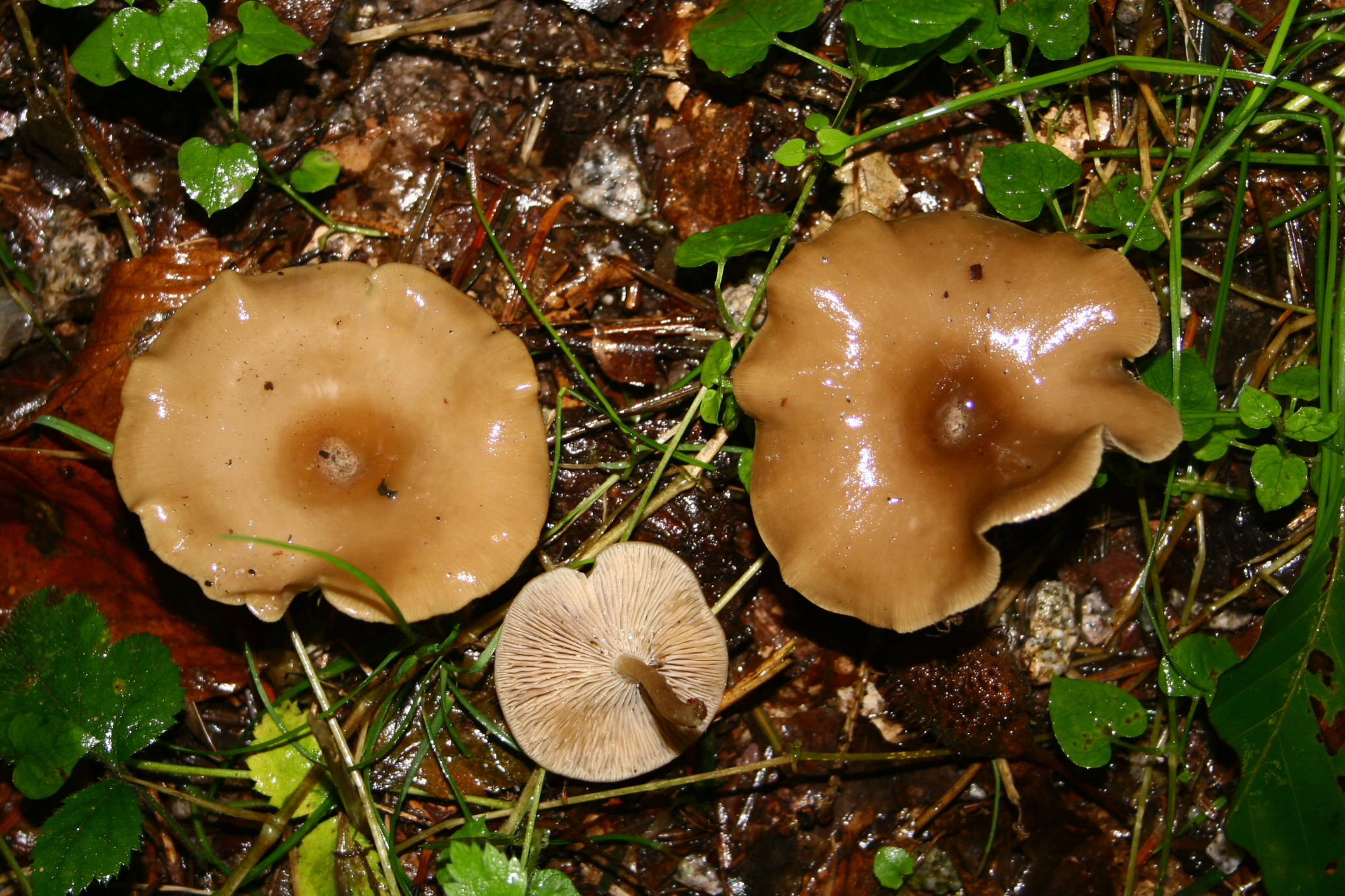
Hydnum umbilicatum
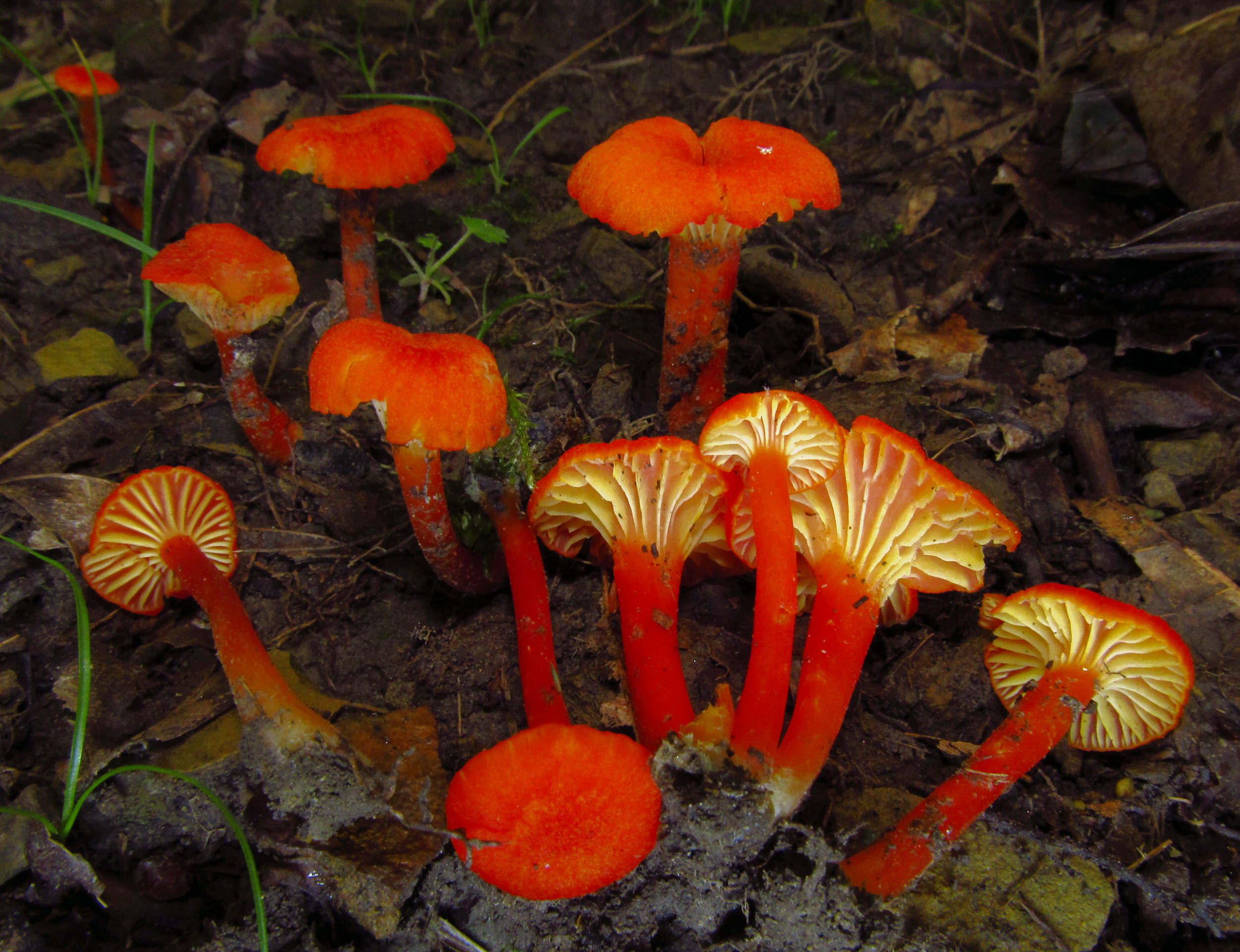
Hygrocybe cantharellus

### Chapeau obconique
Le chapeau est obconique lorsqu'il présente la forme d'un cône renversé comme chez les genres Hydnellum, comme Hydnellum scrobiculatum et Hydnellum concrescens) et le genre Pycnoporus.

Schéma et exemples de sporophores à chapeau obconique
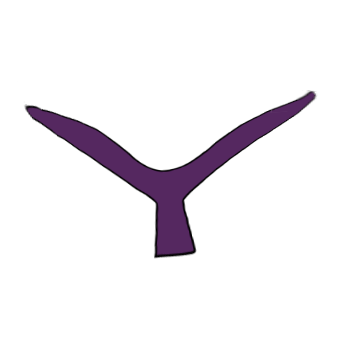
Chapeau obconique
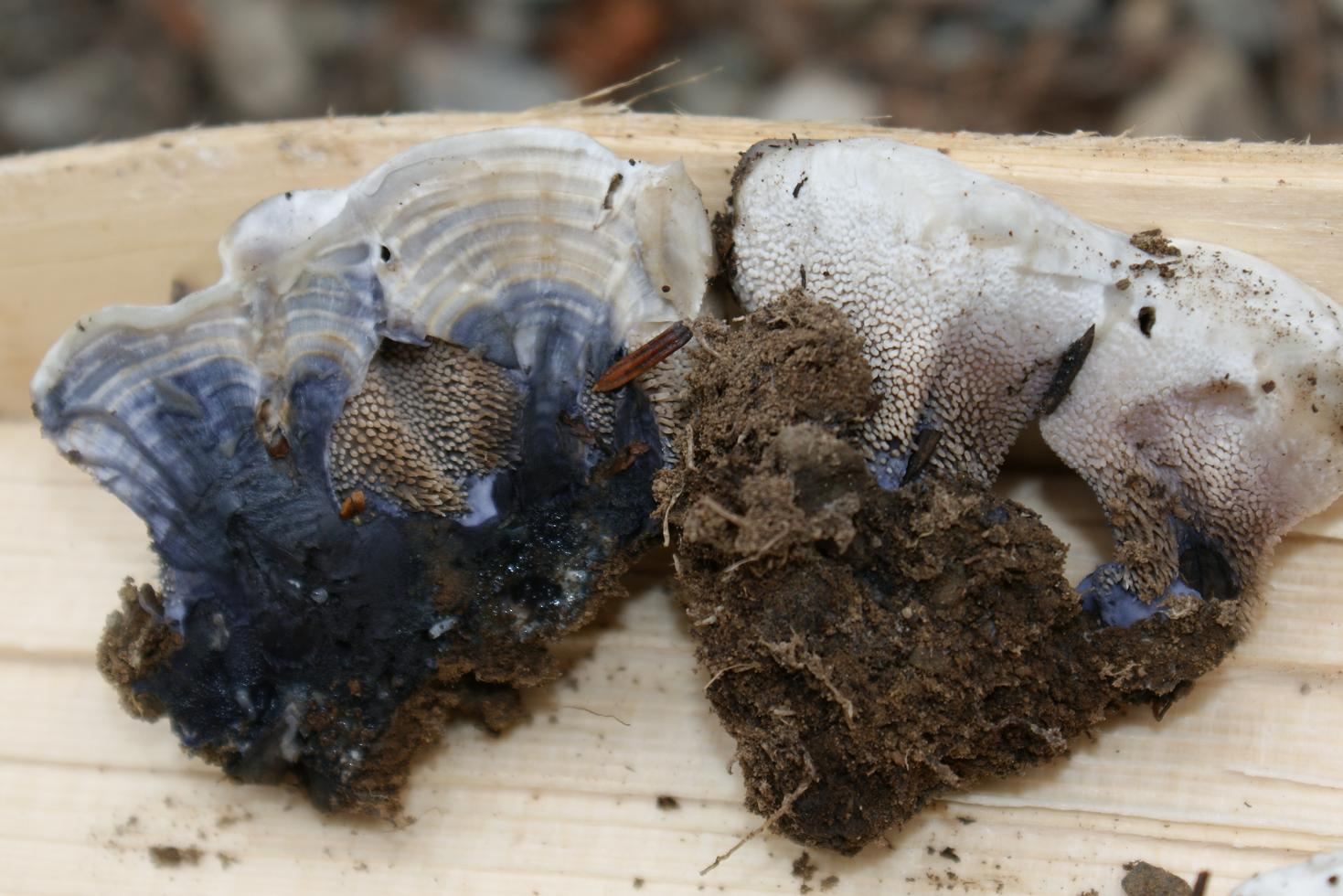
Hydnellum suaveolens
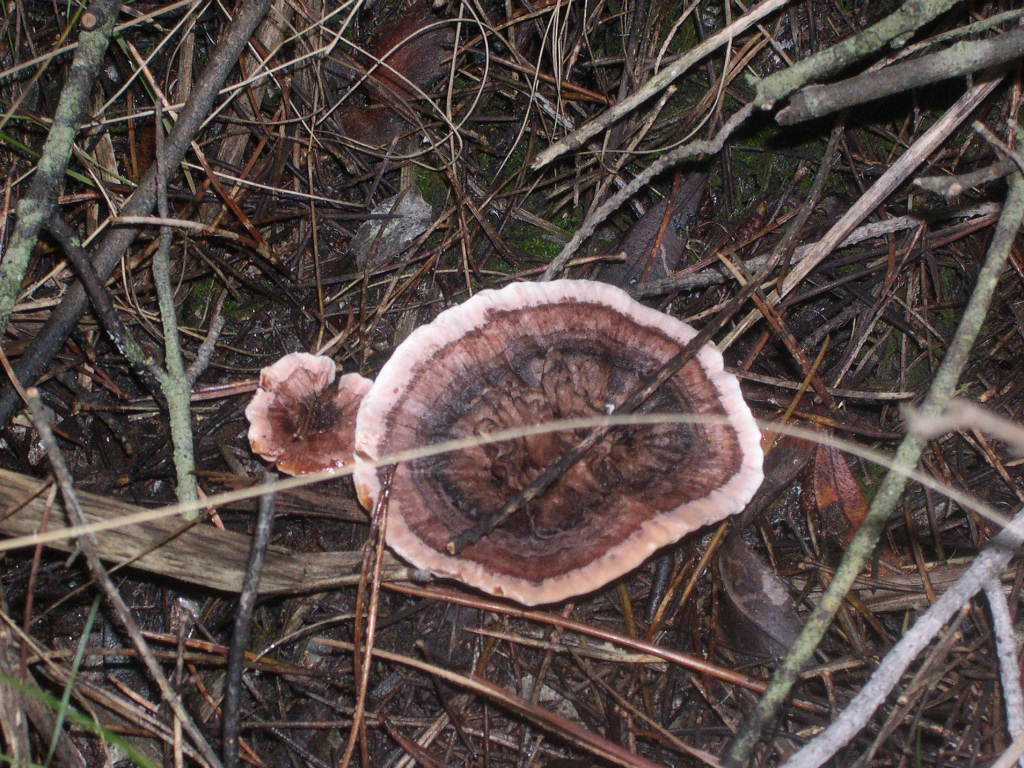
Hydnellum concrescens chapeau obconique
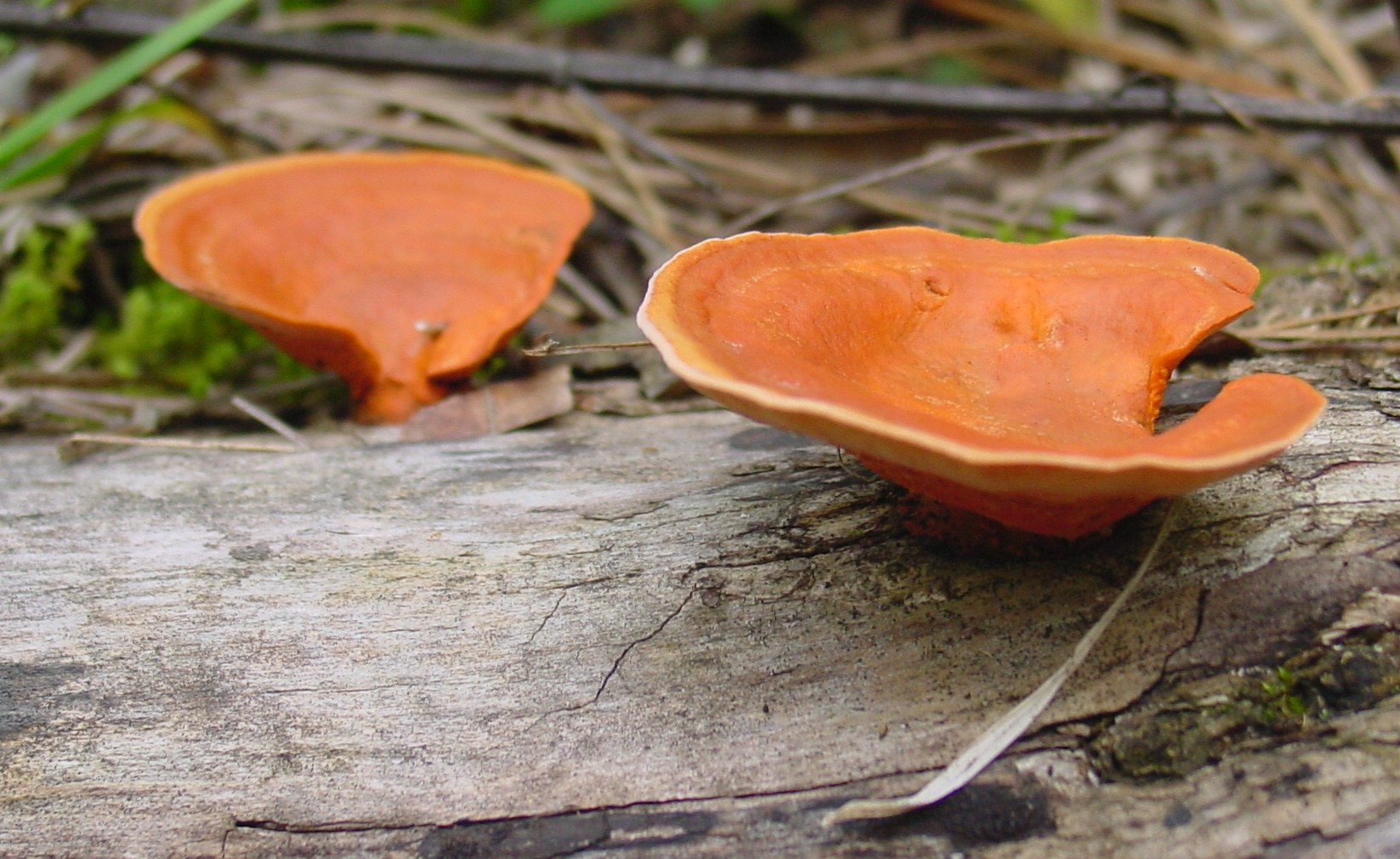
Pycnoporus sp.

### Chapeau infundibuliforme
Le chapeau est infundibuliforme lorsqu'il est en forme d'entonnoir, c'est-à-dire qu'il présente un creux plus profond qu'un chapeau déprimé. Il ne faut pas le confondre avec un chapeau cornucopié ou déprimé.
Cette morphologie se rencontre chez les clitocybes du genre Infundibulicybe, comme l'espèce Infundibulicybe geotropa, ou les Craterelles du genre Craterellus.

Schéma et exemples de sporophores à chapeau infundibuliforme
Chapeau infundibuliforme
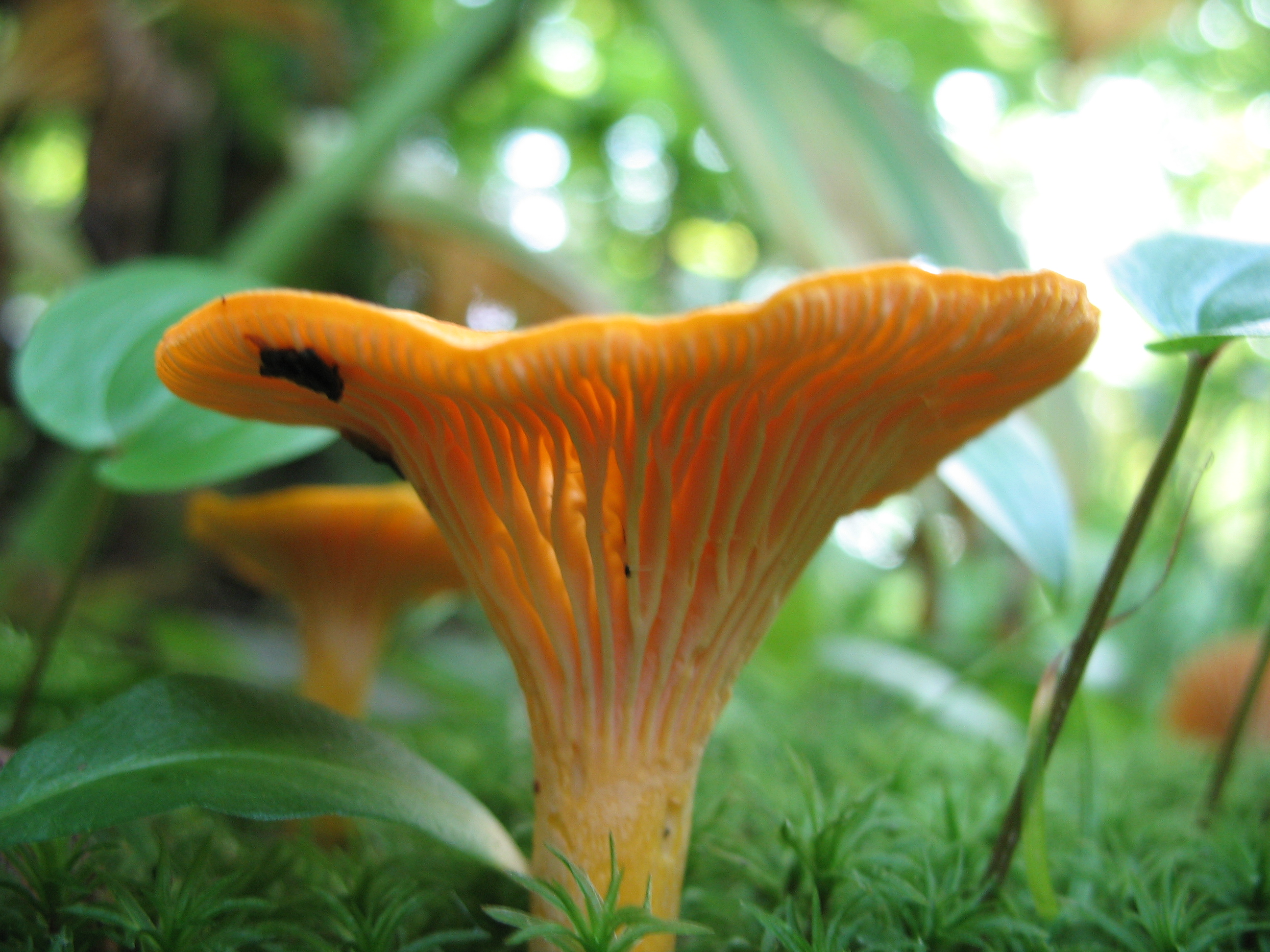
Cantharellus cibarius
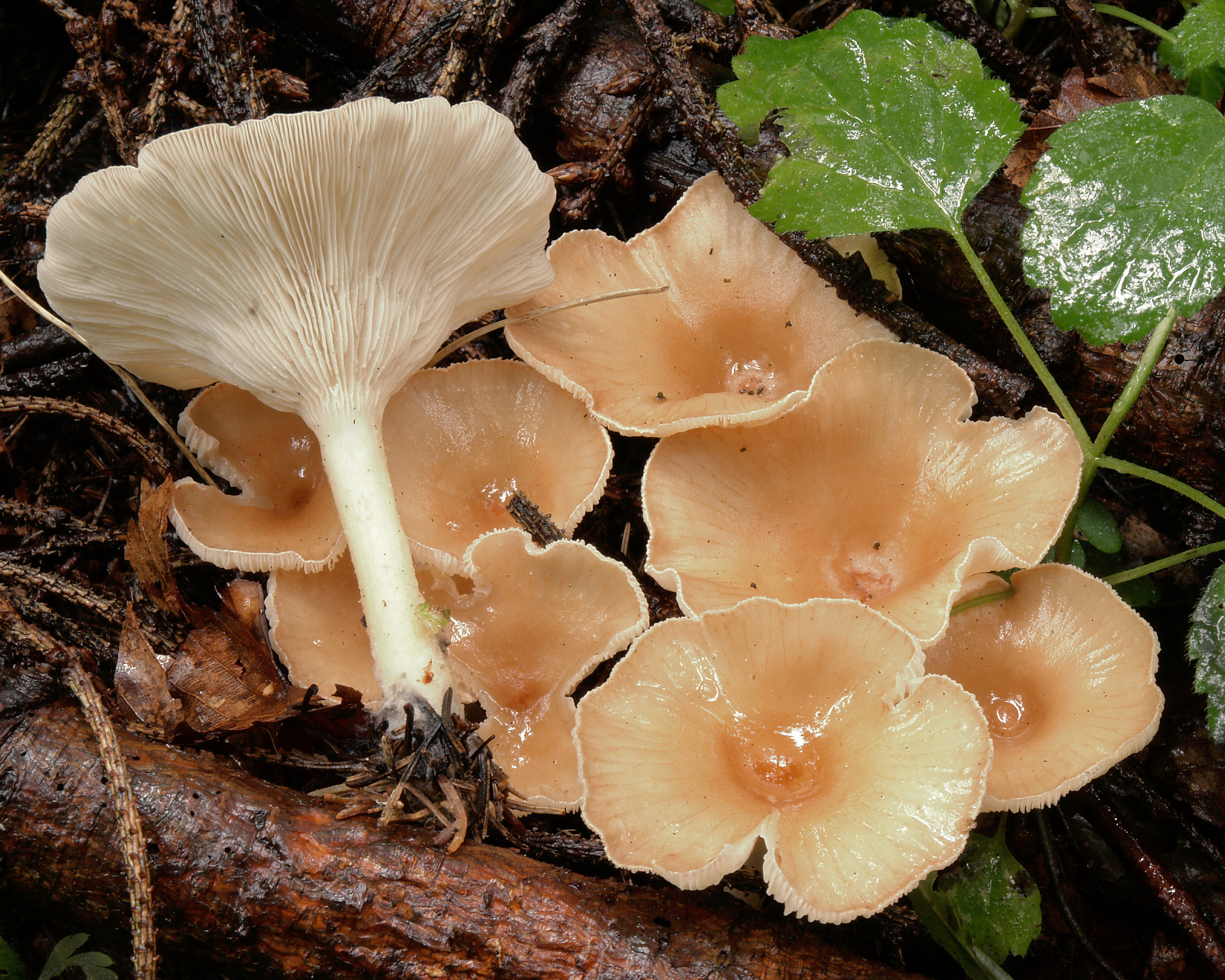
Infundibulicybe gibba
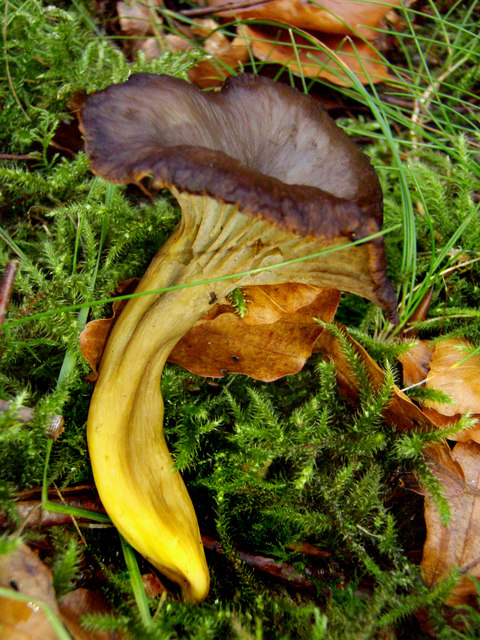
Craterellus infundibuliformis

### Chapeau cornucopié
Le chapeau est cornucopié lorsqu'il présente un creux important et que son stipe (pied) est en entonoir et sinueux, lui conférant la forme d'une corne d'abondance, en latin cornucopia.
Cette morphologie se rencontre surtout chez les craterelles du genre Craterellus et chez certains Pleurotus.

Schéma et exemples de sporophores à chapeau cornucopié
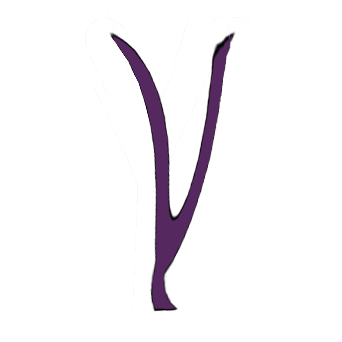
Chapeau cornucopié
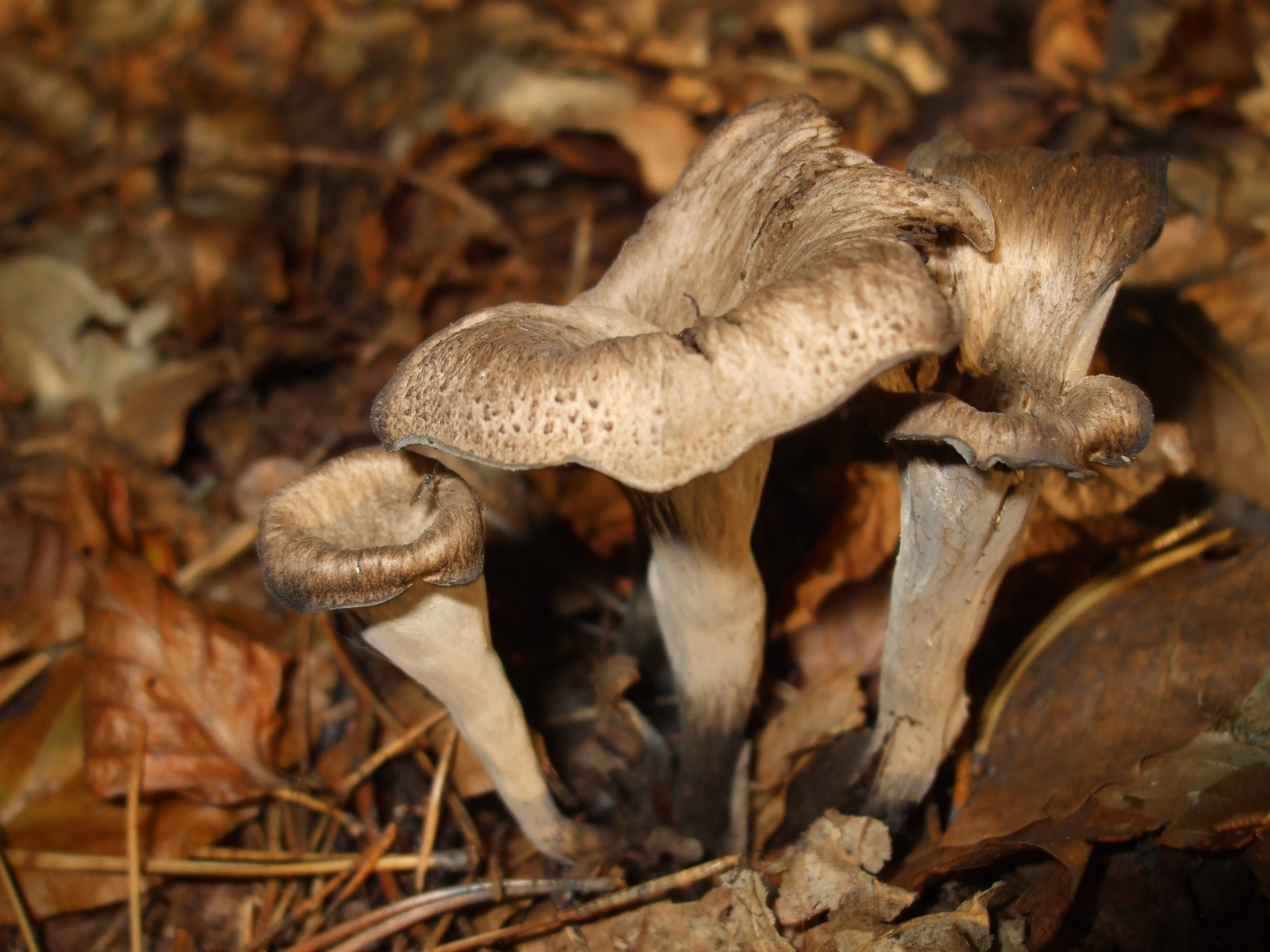
Craterellus cornucopioides (temps sec)
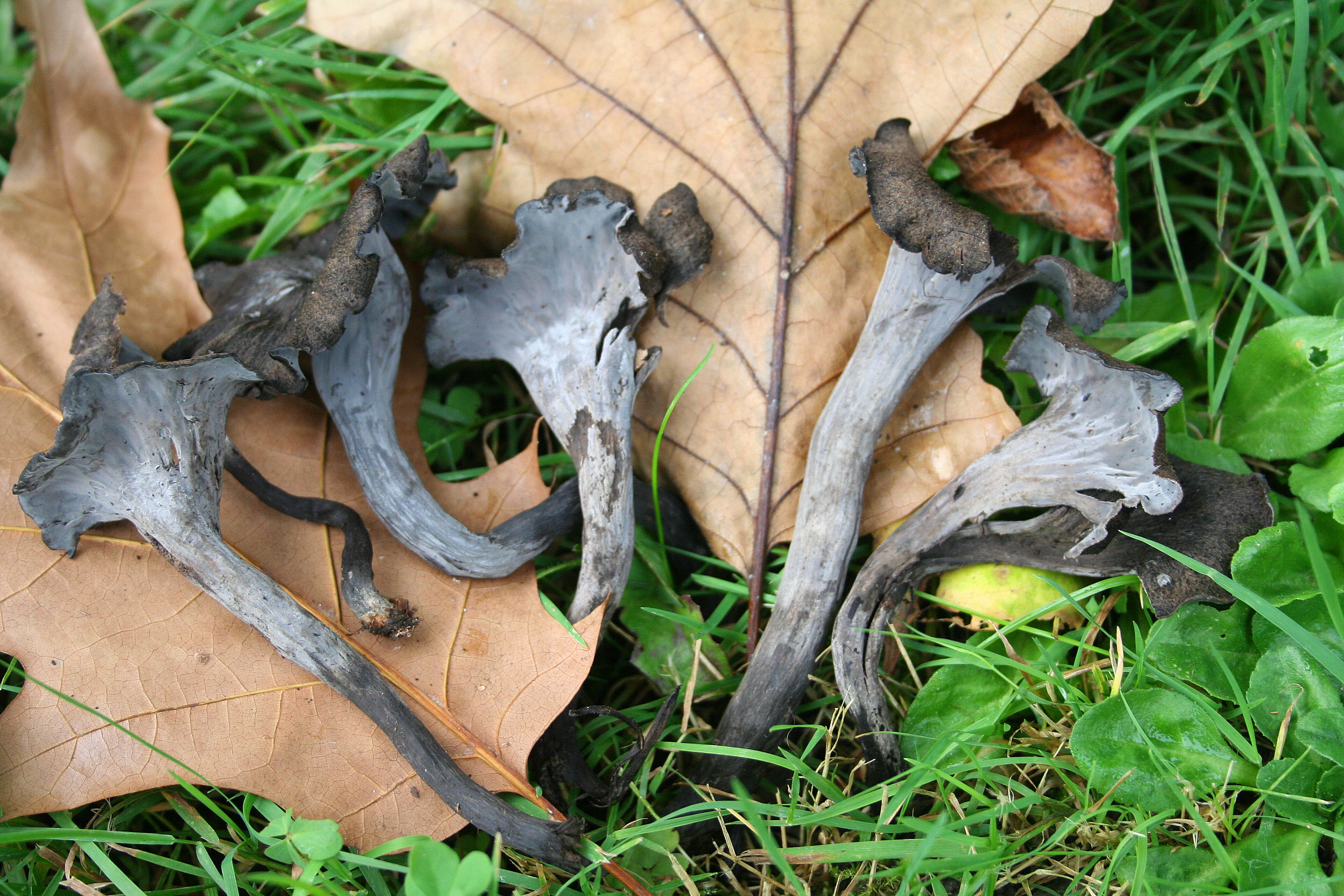
Craterellus cornucopioides (temps humide)
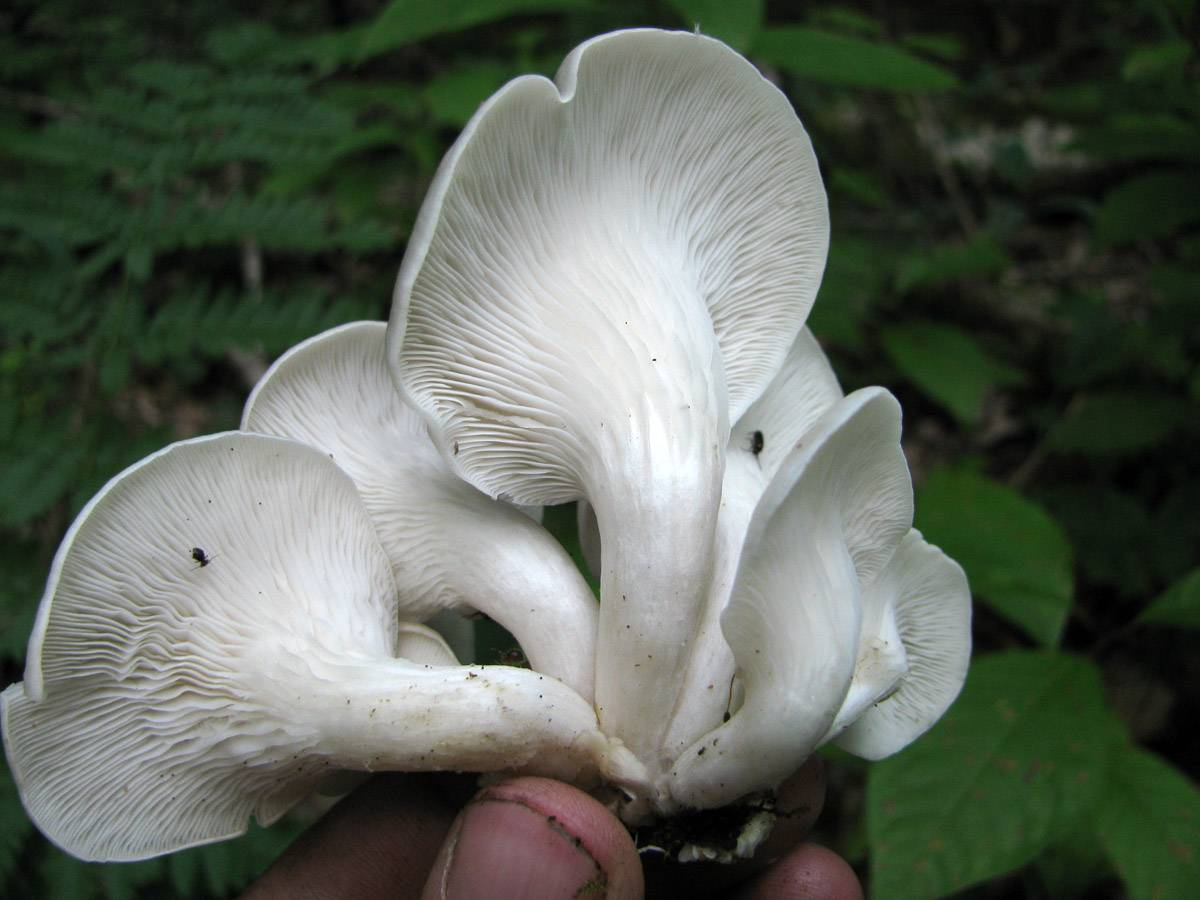
Pleurotus cornucopiae
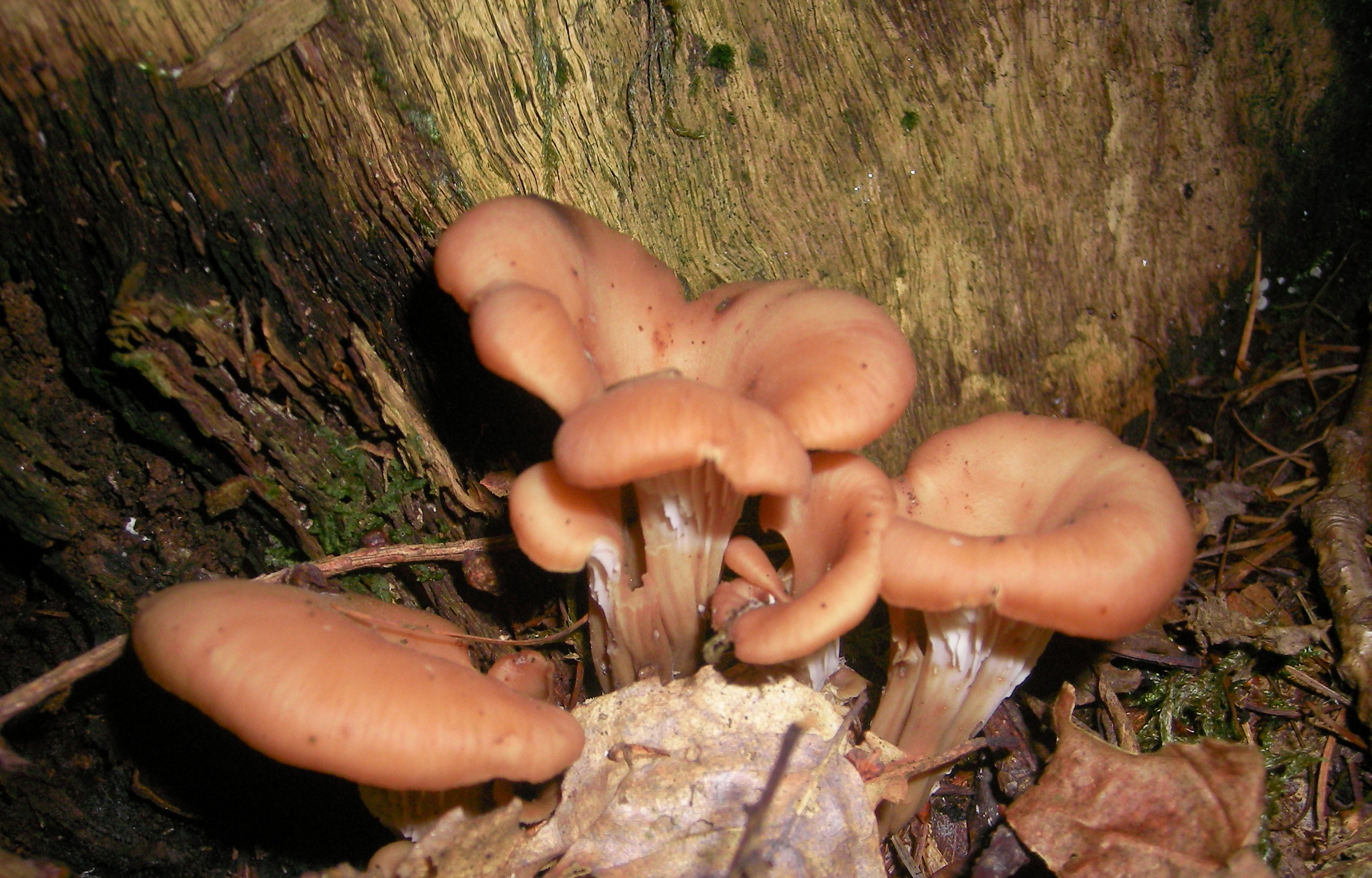
Lentinellus cochleatus

### Chapeau turbiné
Le chapeau est turbiné quand il présente une forme de turbine verticale. Cette morphologie se présente typiquement chez certaines espèces des genres Gomphus comme Gomphus clavatus, Hydnellum et Polyporus comme Polyporus alveolaris et Panus conchatus.

Schéma et exemples de sporophores à chapeau turbiné
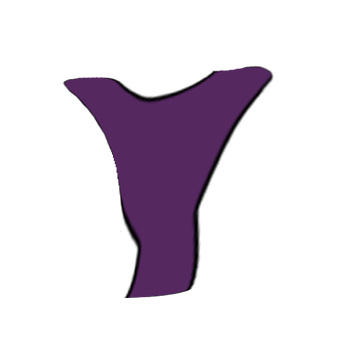
Chapeau turbiné
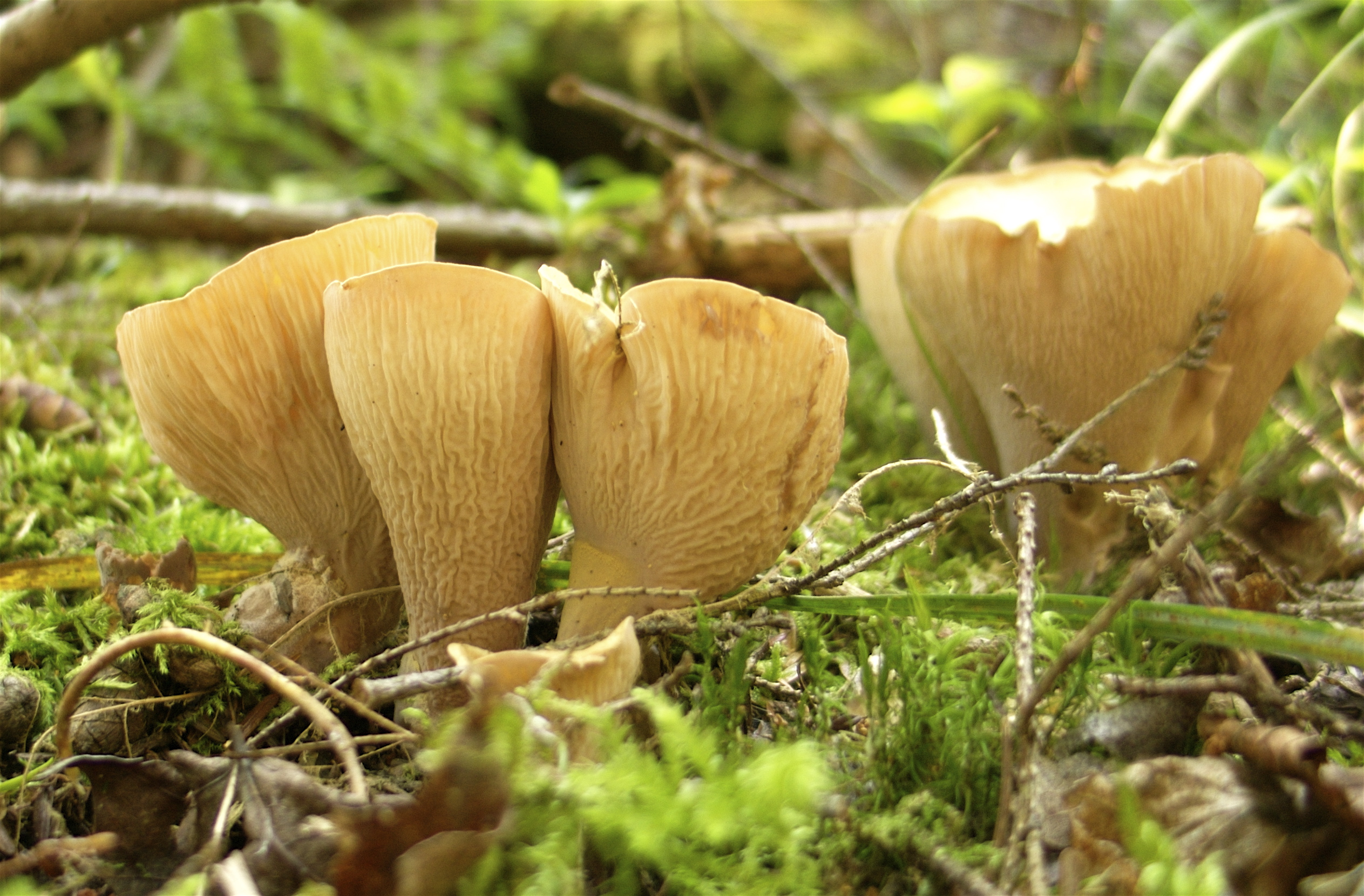
Gomphus clavatus, chapeau turbiné
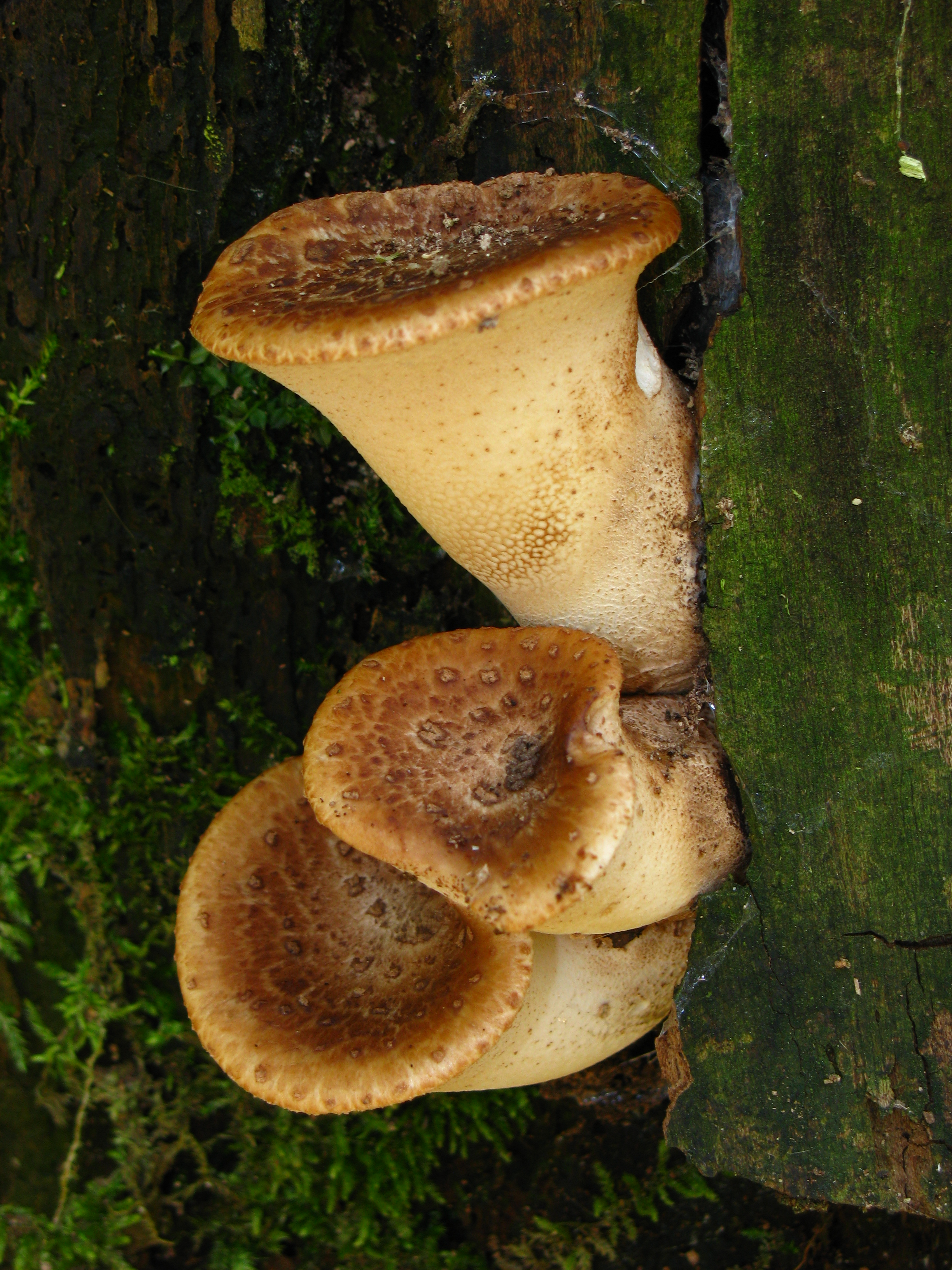
Polyporus squamosus
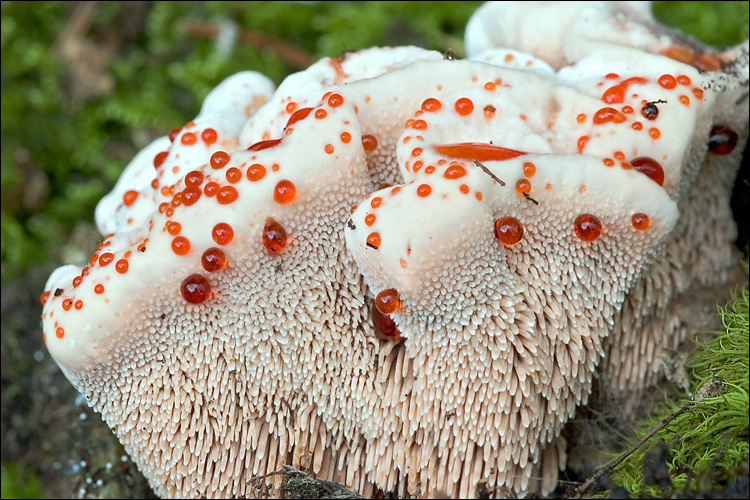
Hydnellum ferrugineum

### Chapeau pétaloïde
Le chapeau est pétaloïde quand il présente une forme de pétale. Cette morphologie se présente typiquement chez certaines espèces du genre Hohenbuehelia et certains Pleurotus.

Schéma et exemples de sporophores à chapeau pétaloïde
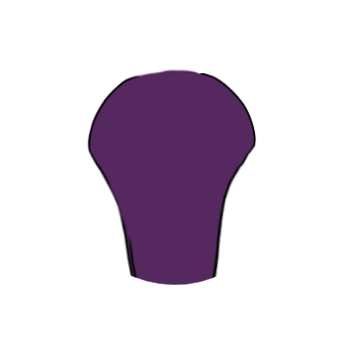
Chapeau pétaloïde
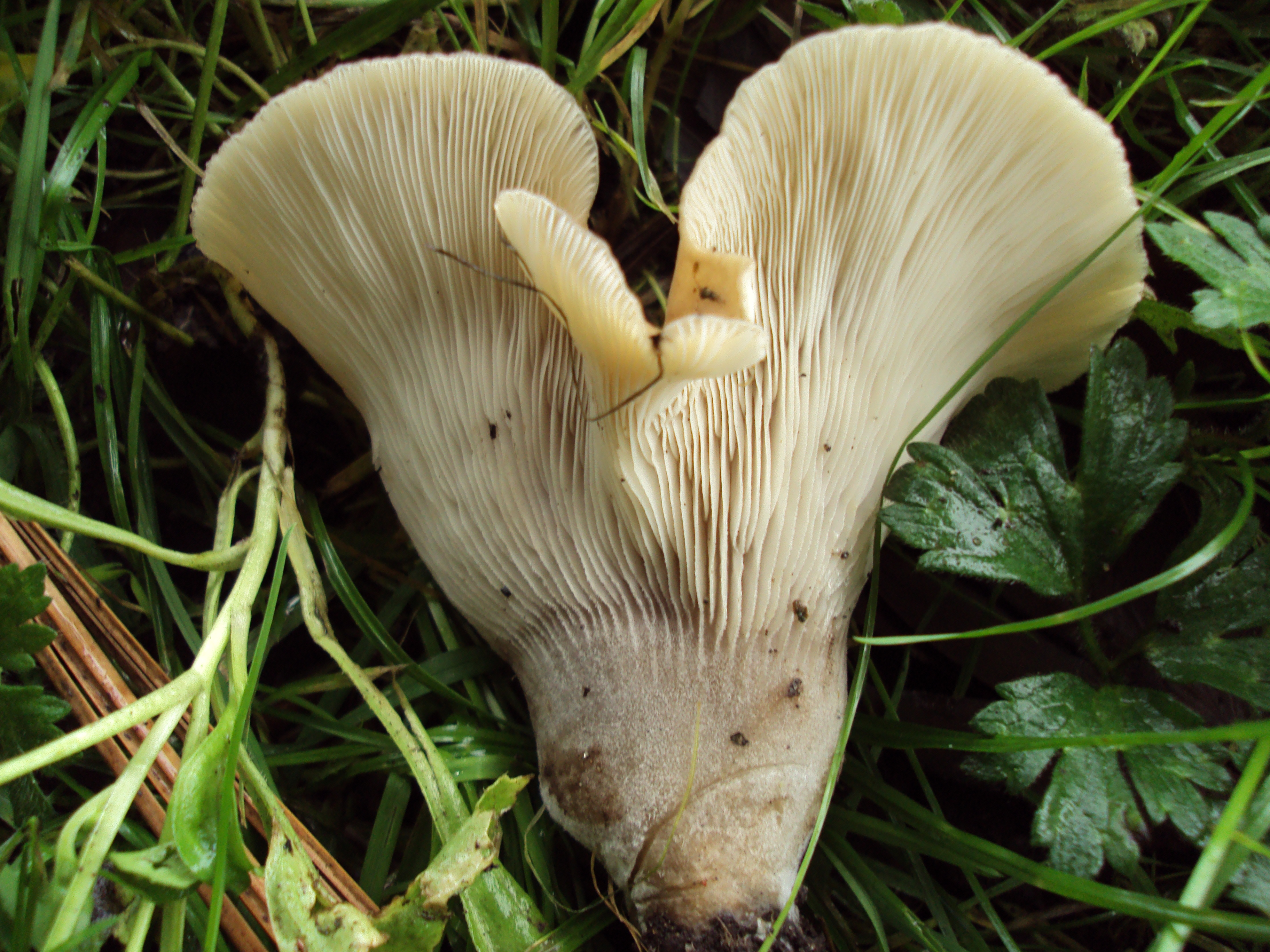
Hohenbuehelia petaloides
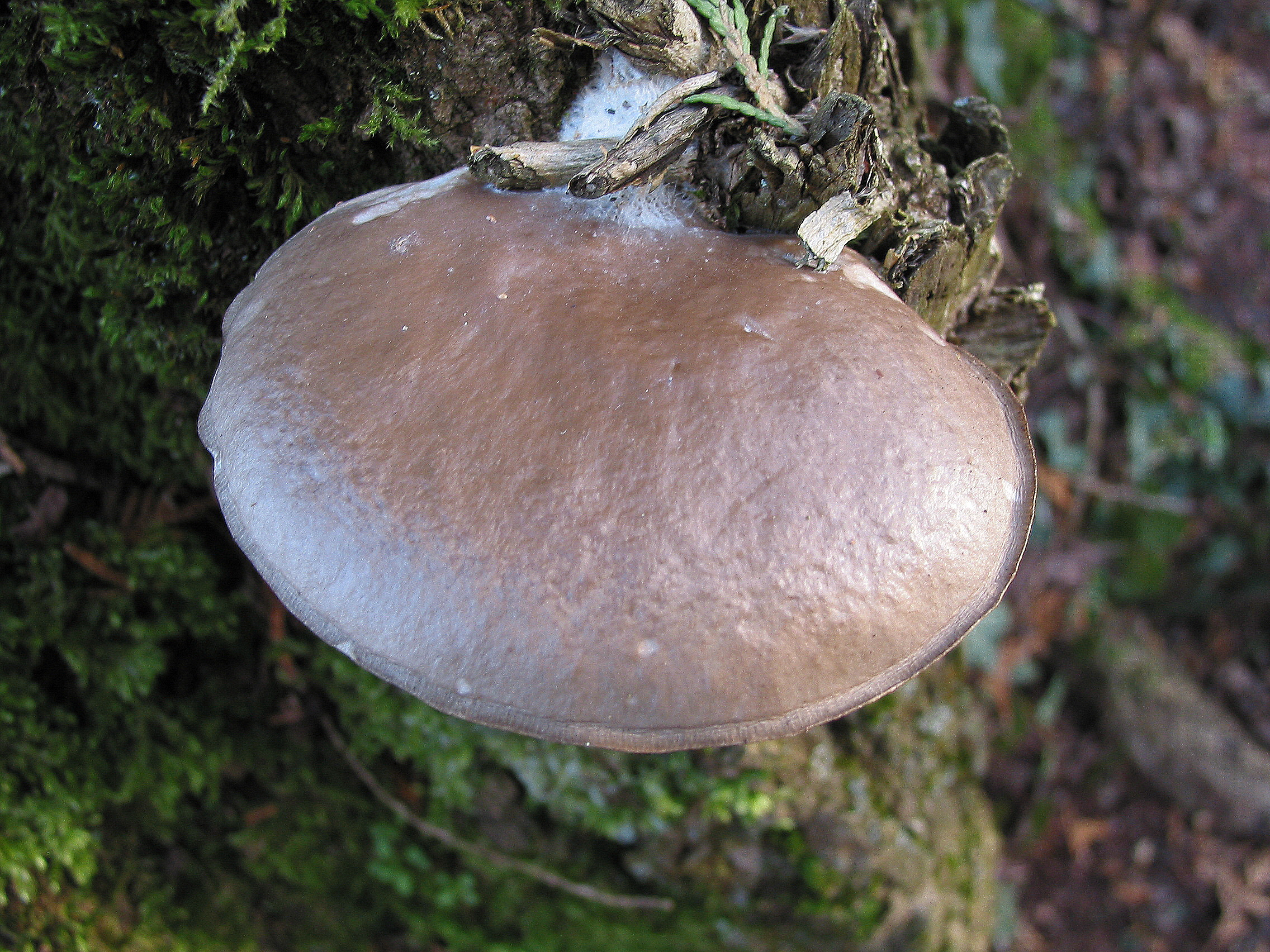
Pleurotus ostreatus

### Chapeau cupuliforme
Le chapeau est cupuliforme lorsqu'il présente une forme de cupule, c'est-à-dire d'une petite coupe. Certains chapeaux peuvent prendre cette forme sous l'effet de la sécheresse.
C'est le cas notamment des pézizes, et du genre Dumontinia.

Exemples de sporophores à chapeau cupuliforme
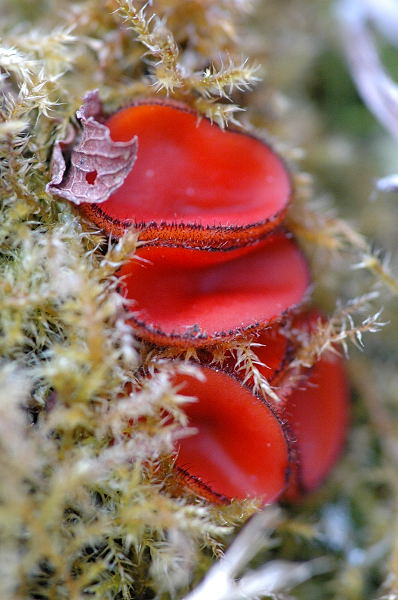
Scutellinia scutellata
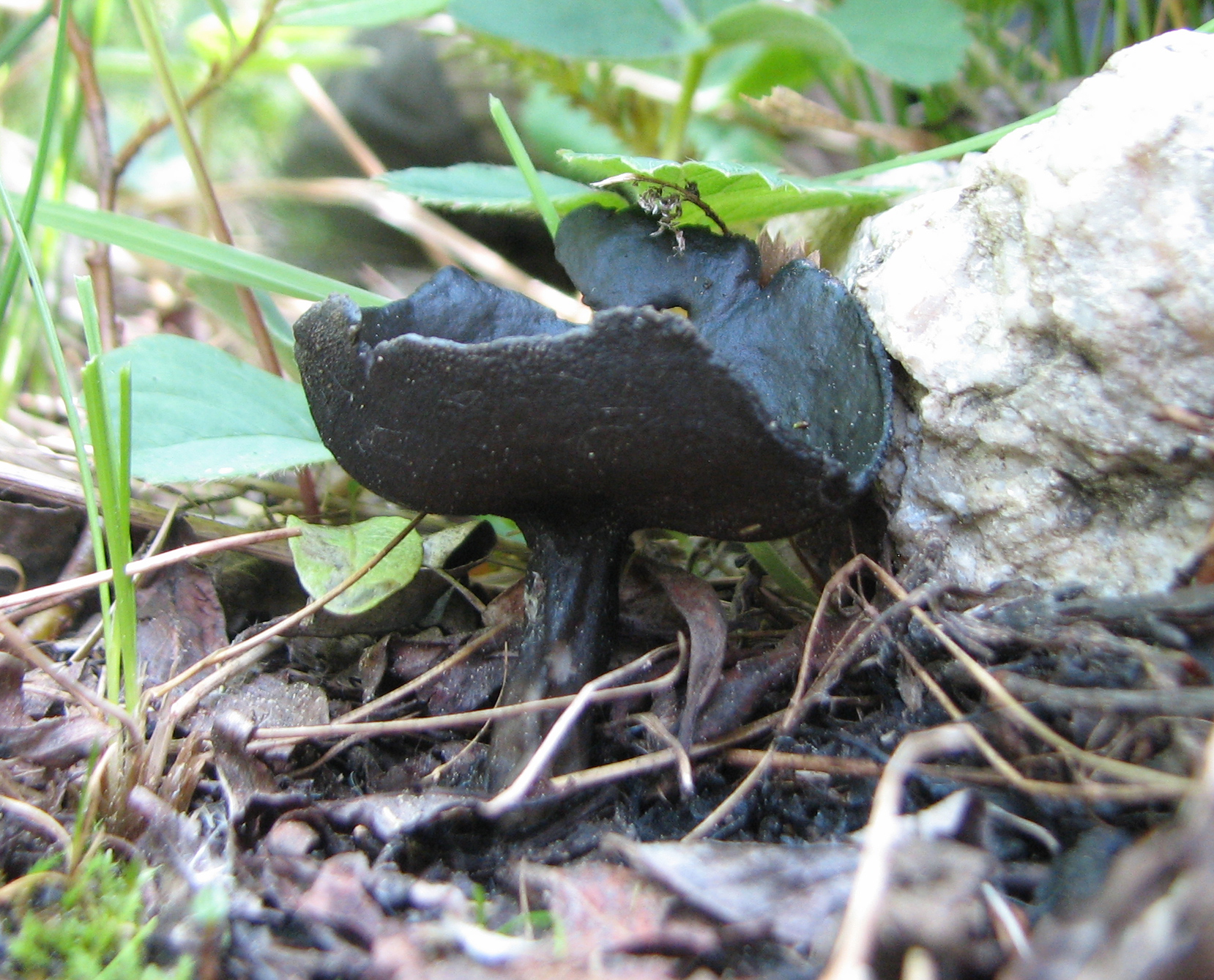
Helvella corium
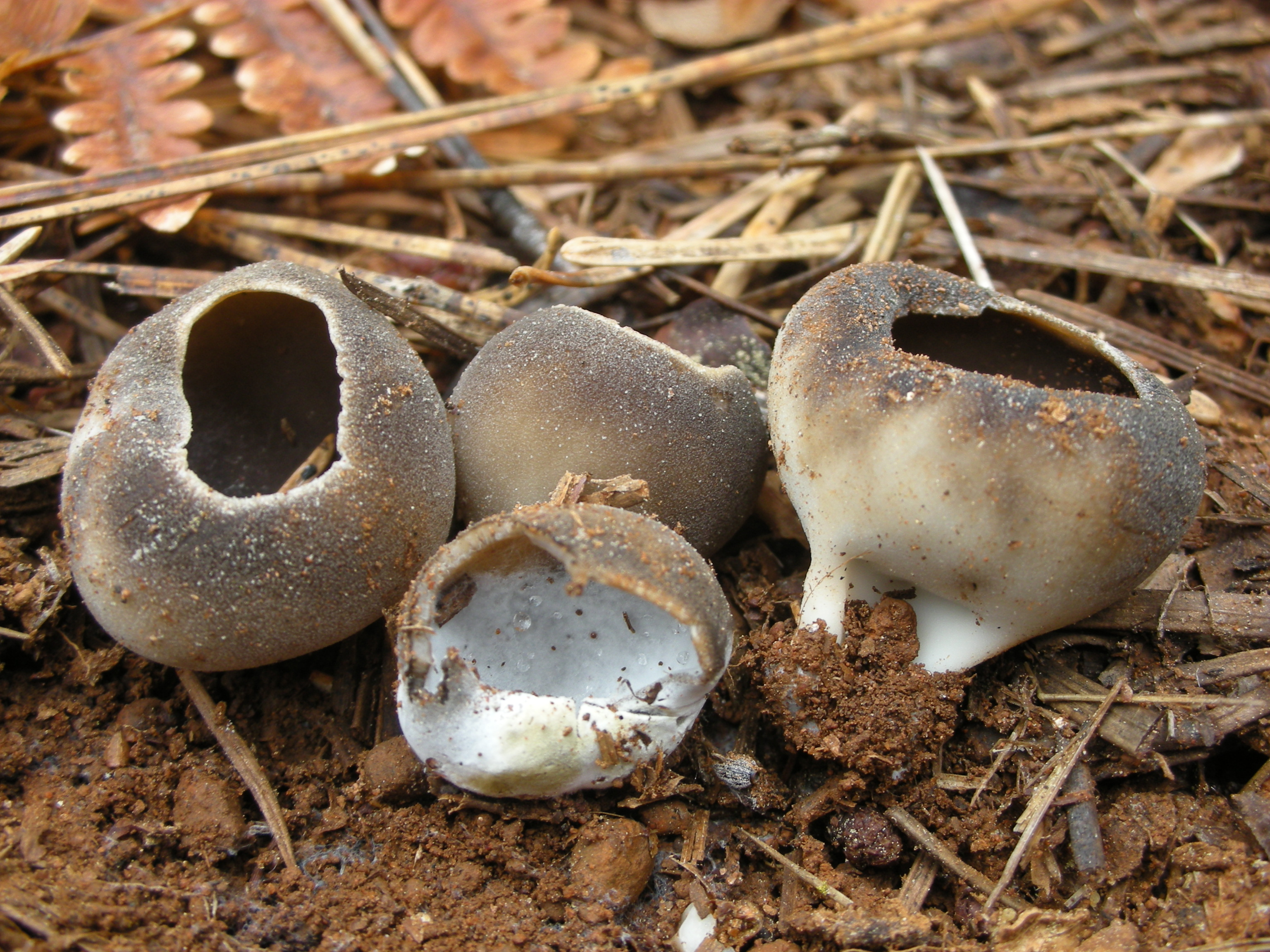
Helvella leucomelaena

## Morphologie convexe

### Chapeau convexe simple
Un chapeau convexe présente  une forme bombée.
Cette morphologie peut se rencontrer chez les Boletaceae mais aussi dans le genre Agaricus.

Schéma et exemples de sporophores à chapeau convexe
Chapeau convexe
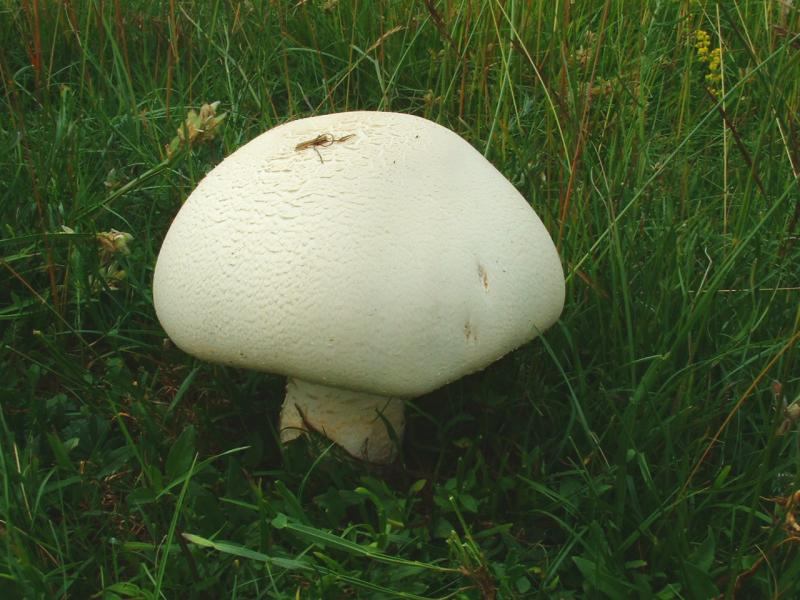
Agaricus xanthodermus
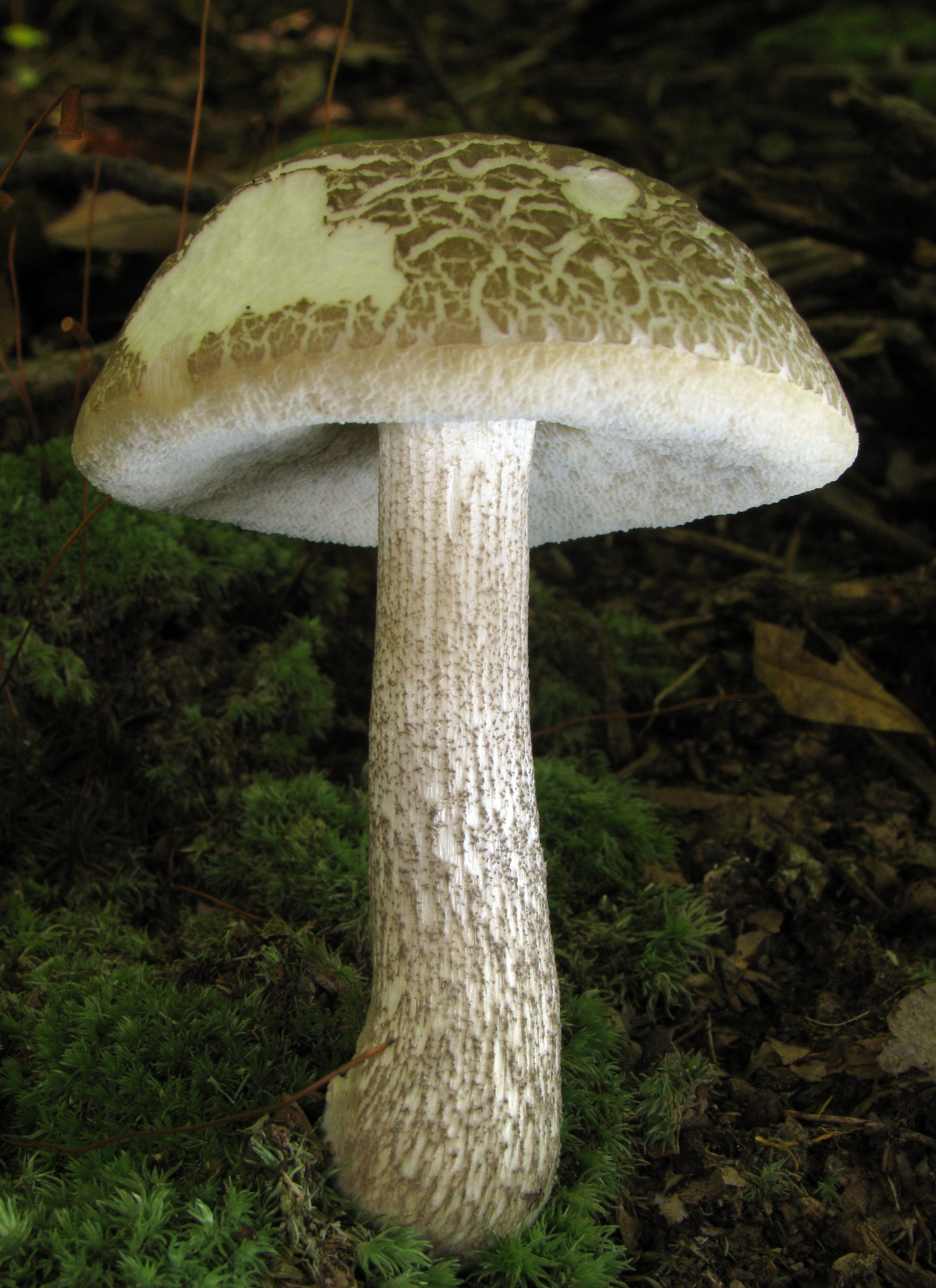
Leccinellum albellum
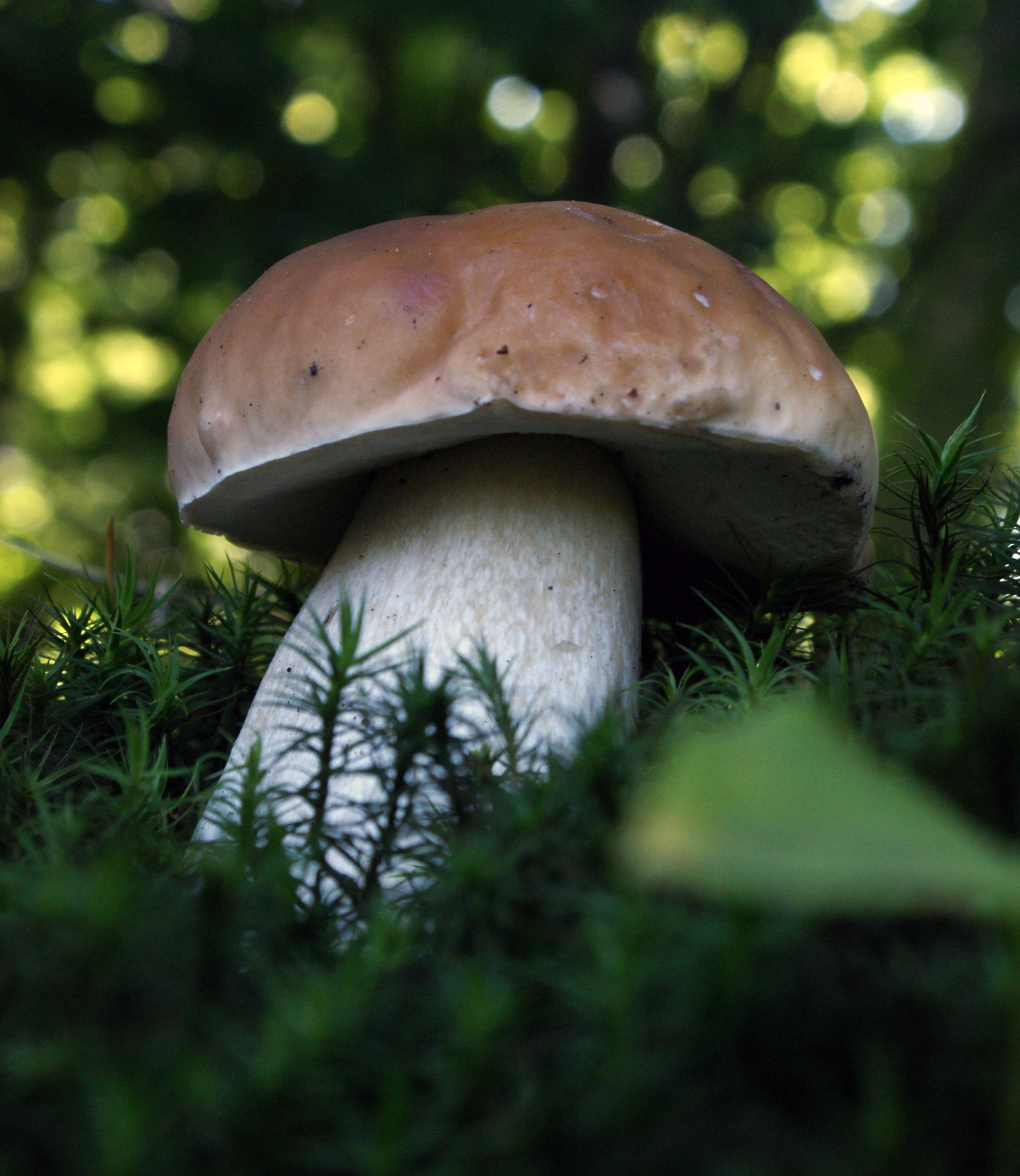
Boletus edulis

### Chapeau cylindrique
Un chapeau est cylindrique ou oblong, parfois allongé quand il présente une forme cylindrique aux bords grossièrement parallèles et atténuée aux deux extrémités.

Schéma et exemples de sporophores à chapeau cylindrique
Chapeau cylindrique
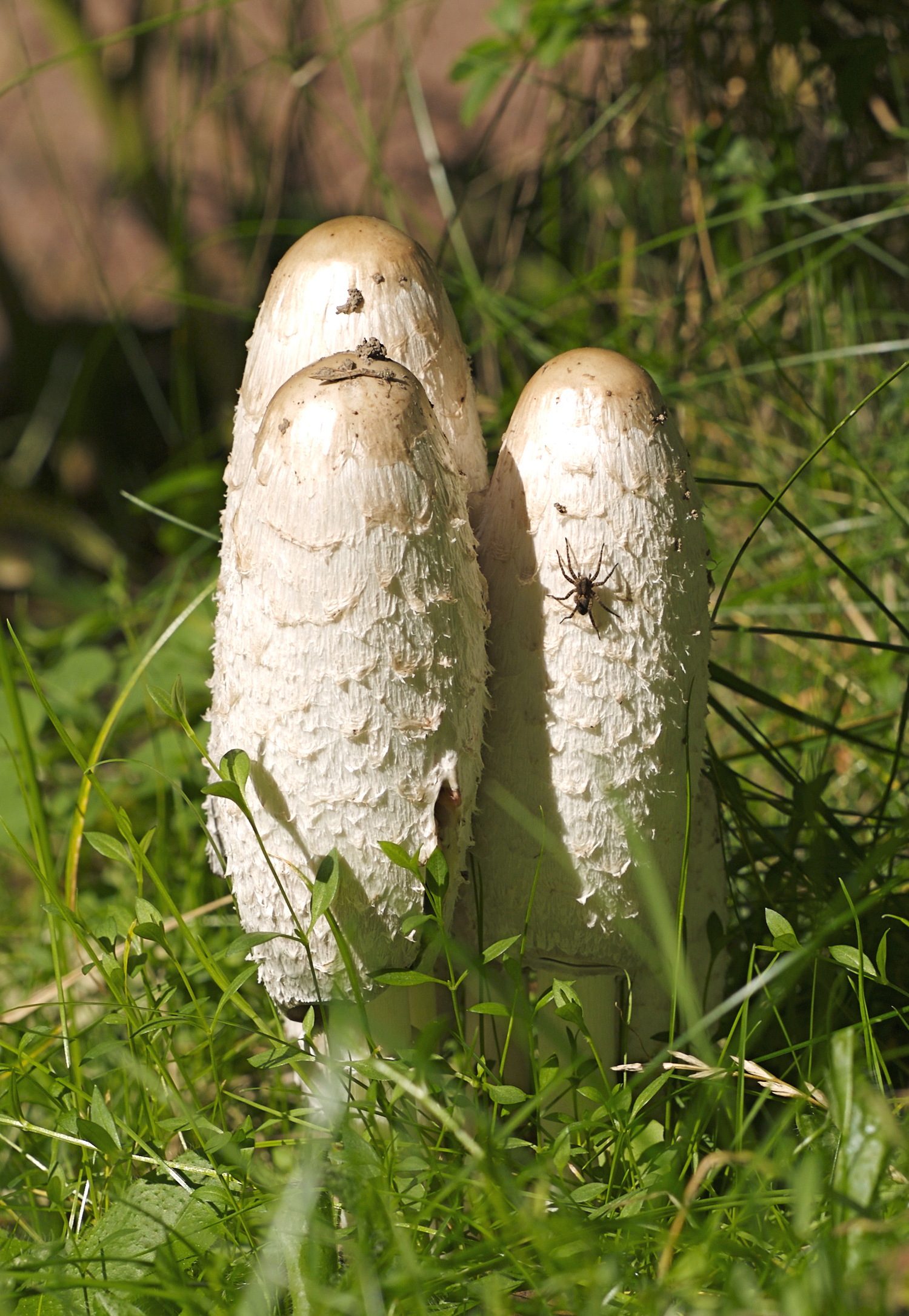
Coprinus comatus

### Chapeau sphérique
Un chapeau est sphérique lorsqu'il présente la forme d'une boule.

Exemples de sporophores à chapeau sphérique
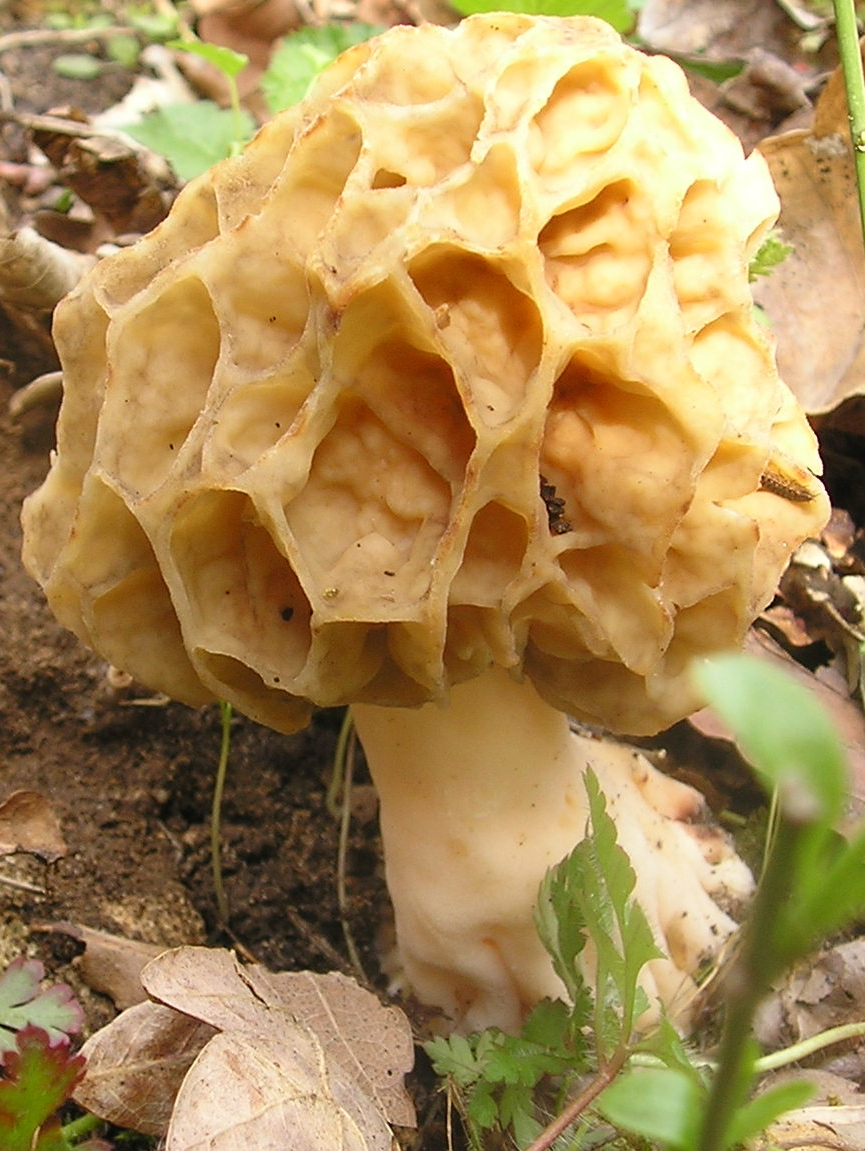
Morchella rotunda
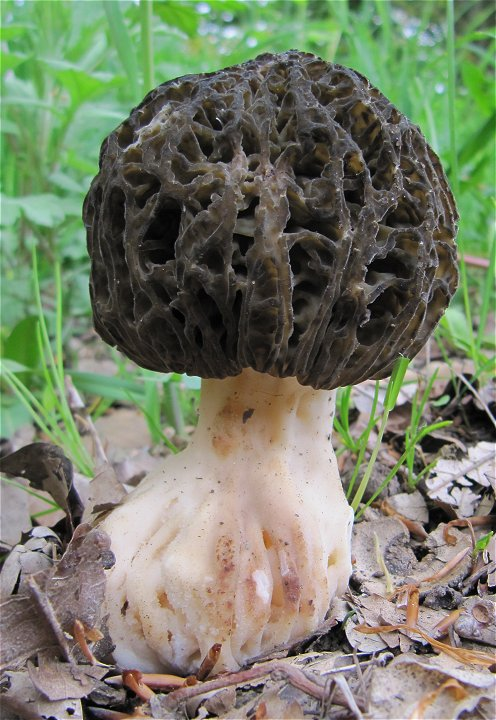
Morchella sp.
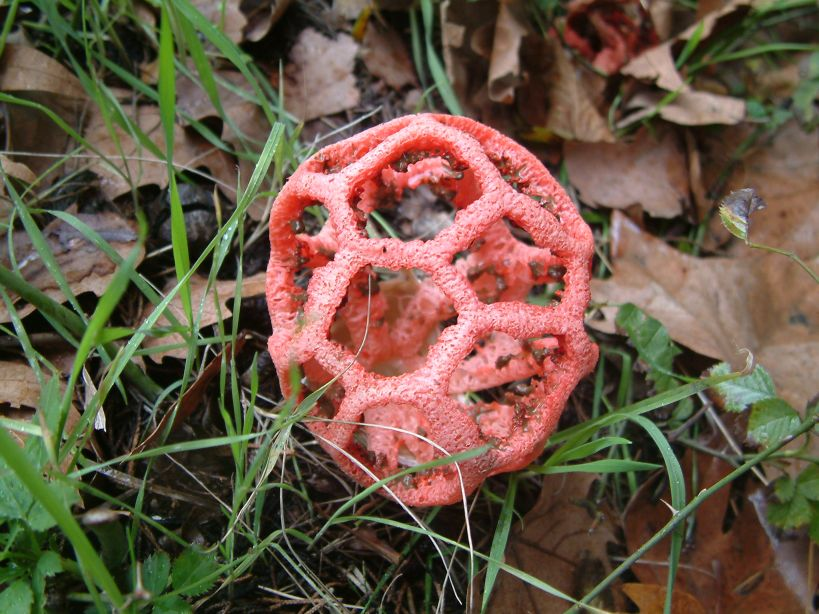
Clathrus ruber spécimen adulte
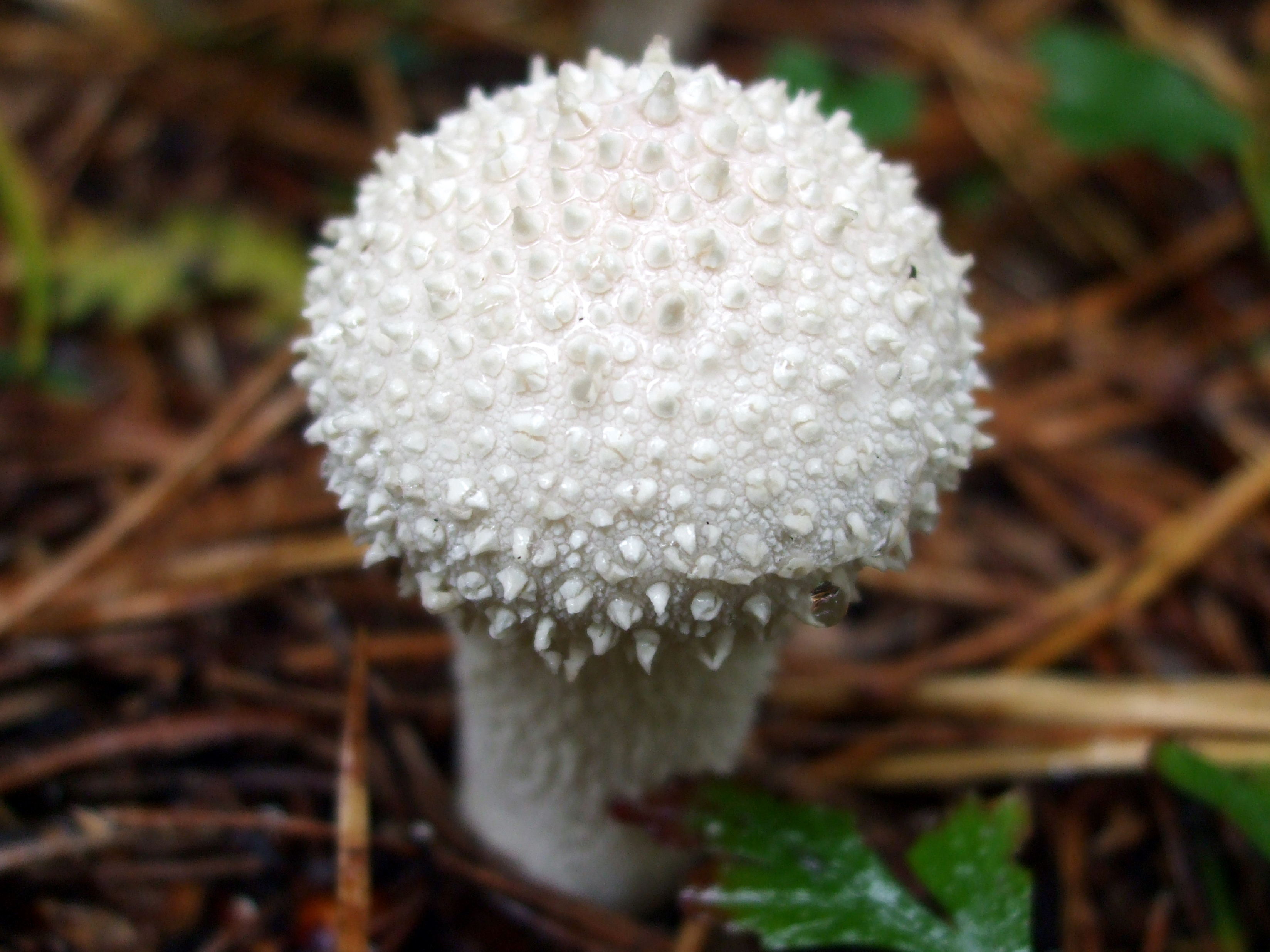
Lycoperdon perlatum

### Chapeau pulviné
Le chapeau est pulviné s'il présente une morphologie en forme de coussin.
Cette morphologie peut se rencontrer chez les Boletaceae et certaines Polyporaceae du genre Cryptoporus. Dans les genres Boletus ou Leccinum, le sporophore peut être convexe jeune et devenir pulviné adulte, l'hyménium développant ses tubes. Le genre Aphelaria peut également présenter cette morphologie chez les sujets adultes.

Schéma et exemples de sporophores à chapeau pulviné
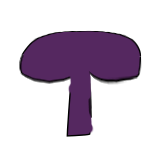
chapeau pulviné
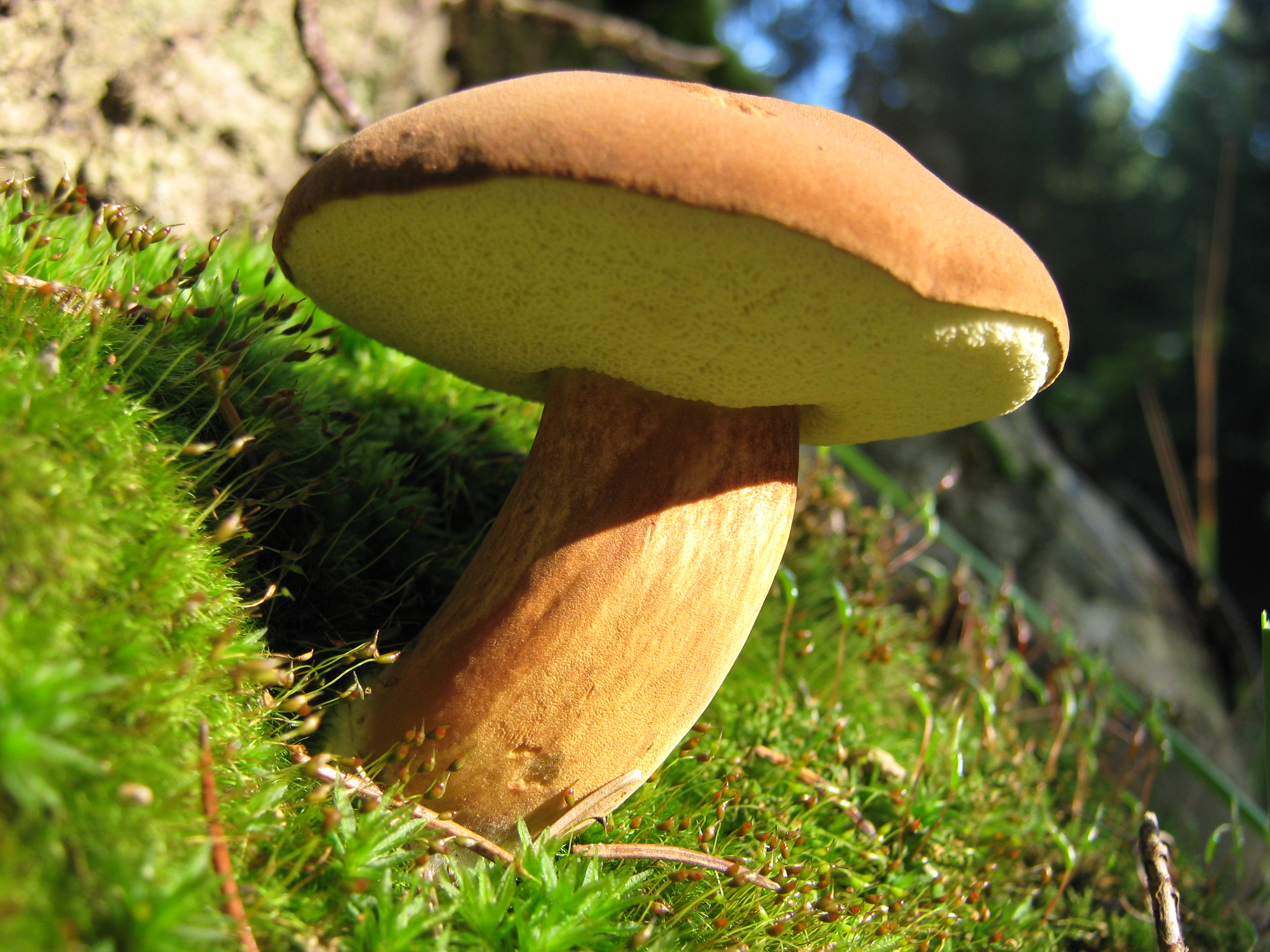
Boletus badius
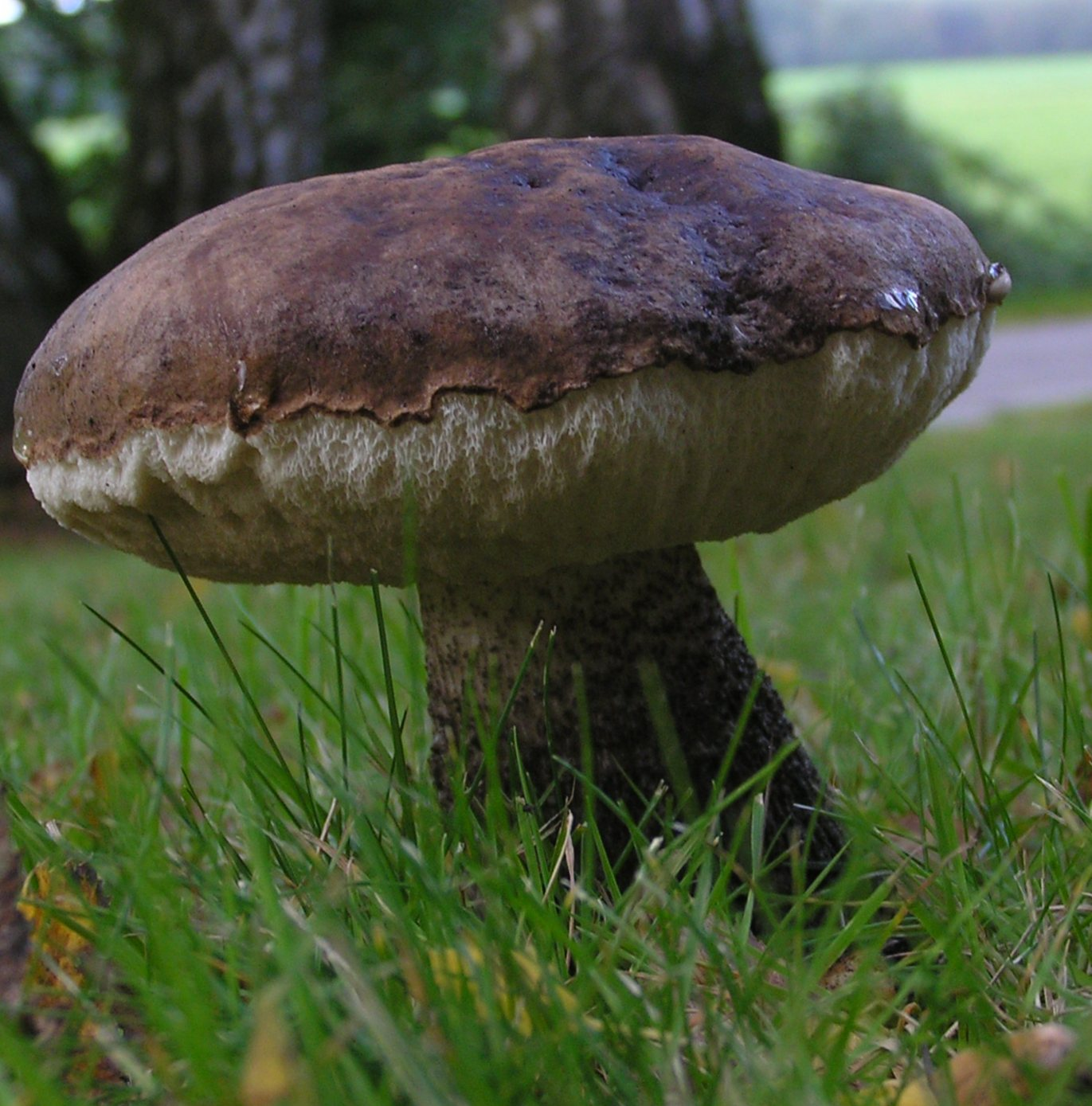
Leccinum sp.
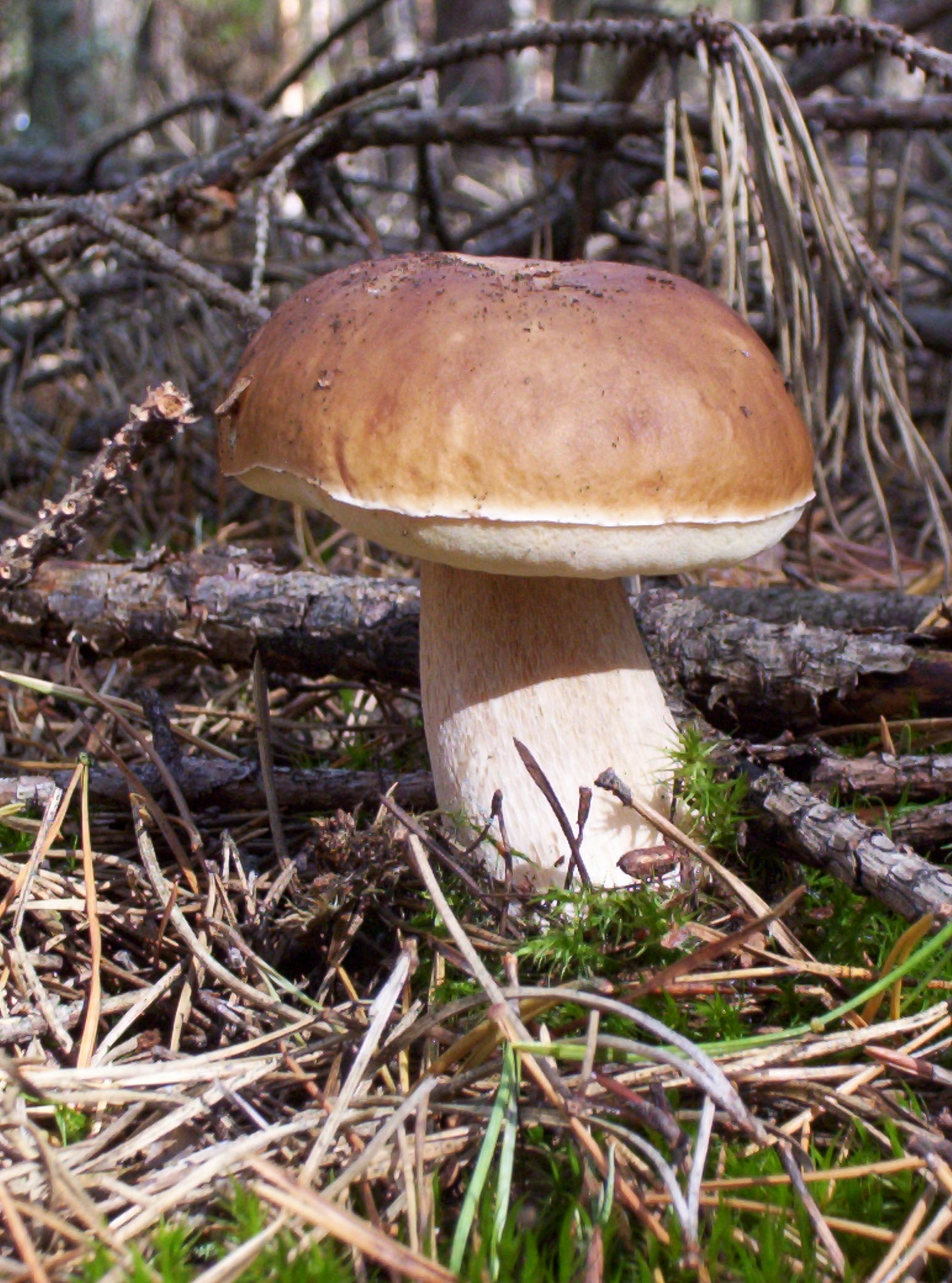
Boletus edulis

### Chapeau étalé
Un chapeau est étalé lorsque sa face supérieure est plate. Cette morphologie apparaît lorsque le champignon arrive à maturité, notamment dans l'ordre des Agaricales, chez Amanita muscaria par exemple. Cette morphologie apparaît parfois dans le genre Boletus par temps sec.

Schéma et exemples de sporophores à chapeau étalé
chapeau étalé
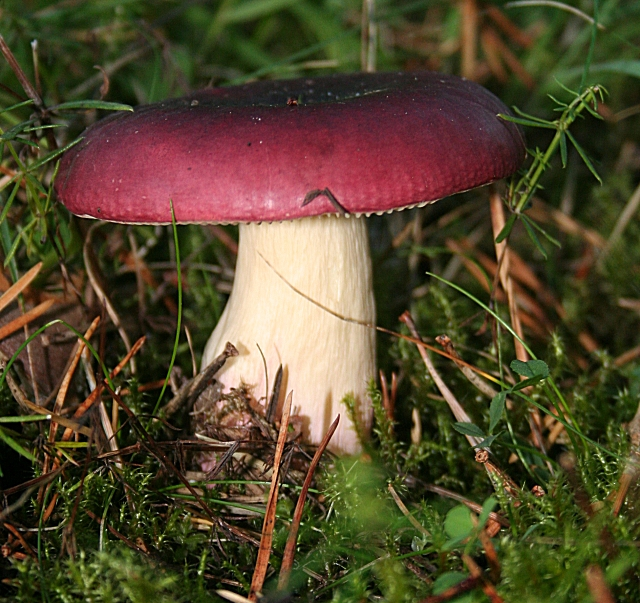
Russula sp.
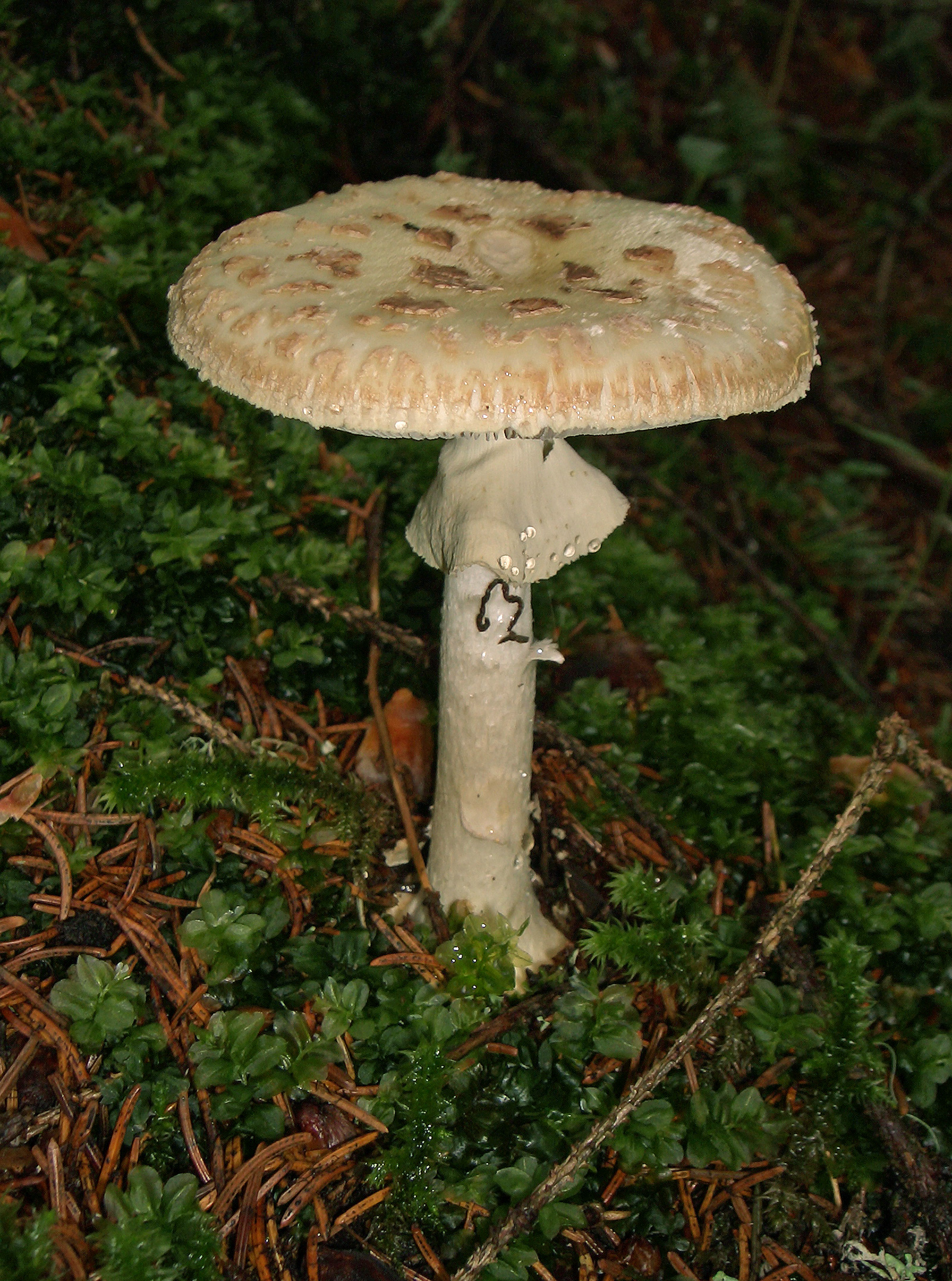
Amanita sp.
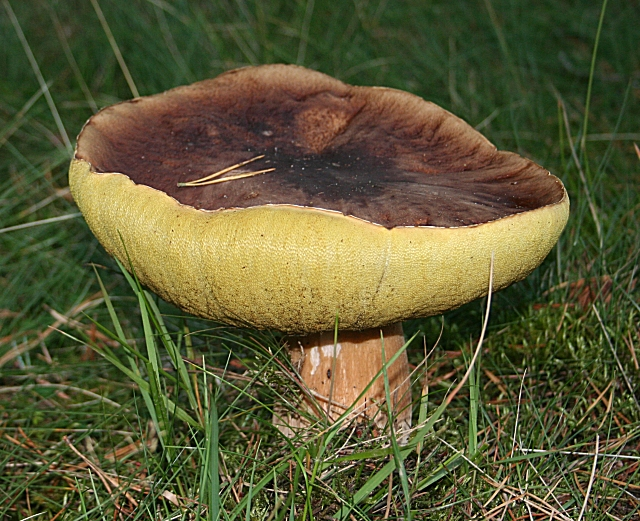
Boletus badius Spécimen étalé à marge relevée
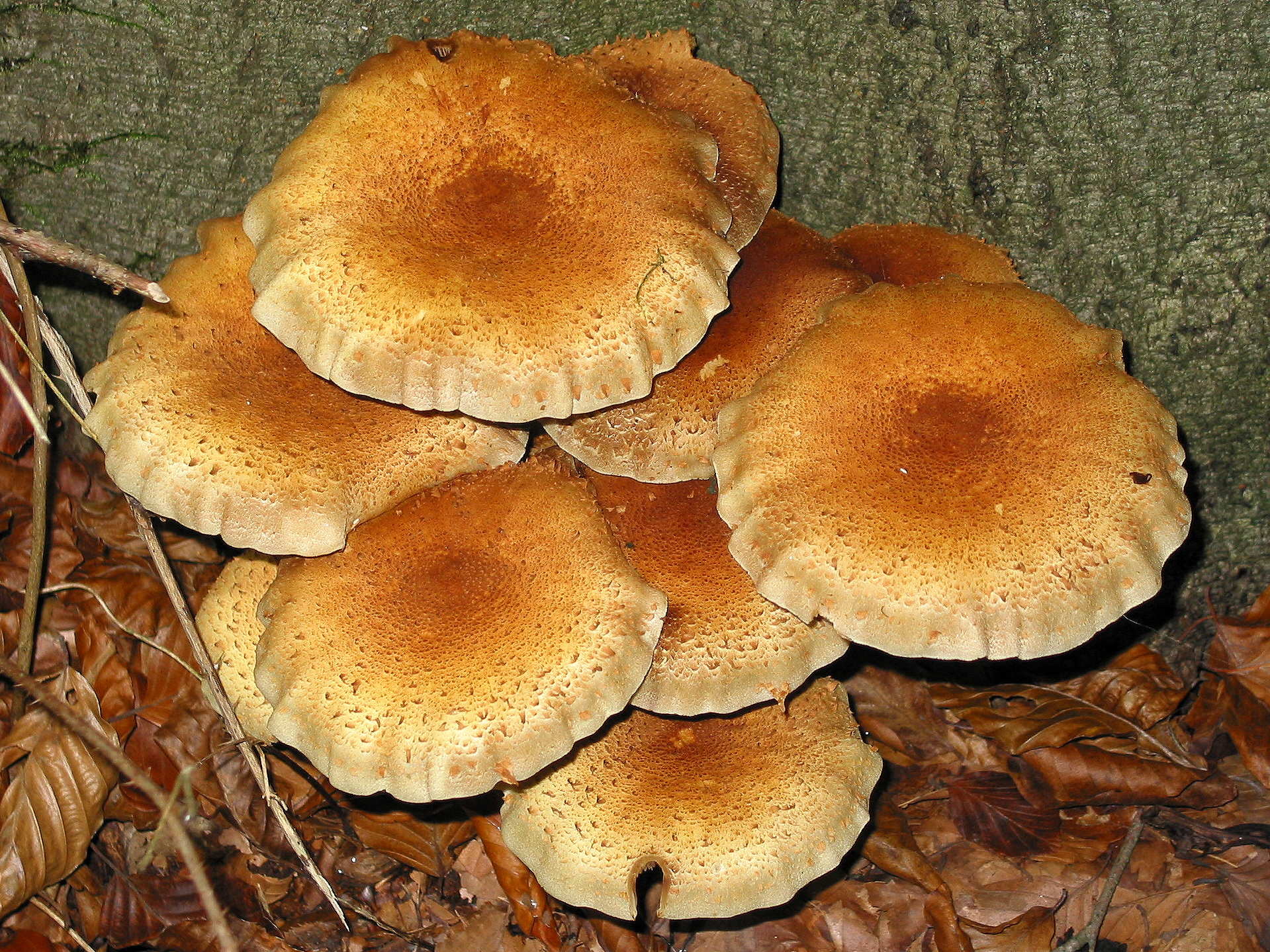
Pholiota sp.

### Chapeau excentré
Le chapeau est excentré ou excentrique si son stipe (pied) est décentré, c'est-à-dire si le pied du champignon n'est pas au milieu du chapeau.
Cette morphologie se rencontre surtout chez le genre Pleurotus et certaines Polyporaceae, ainsi que chez les Ganoderma et les Auriscalpium.

Schéma et exemples de sporophores à chapeau excentré
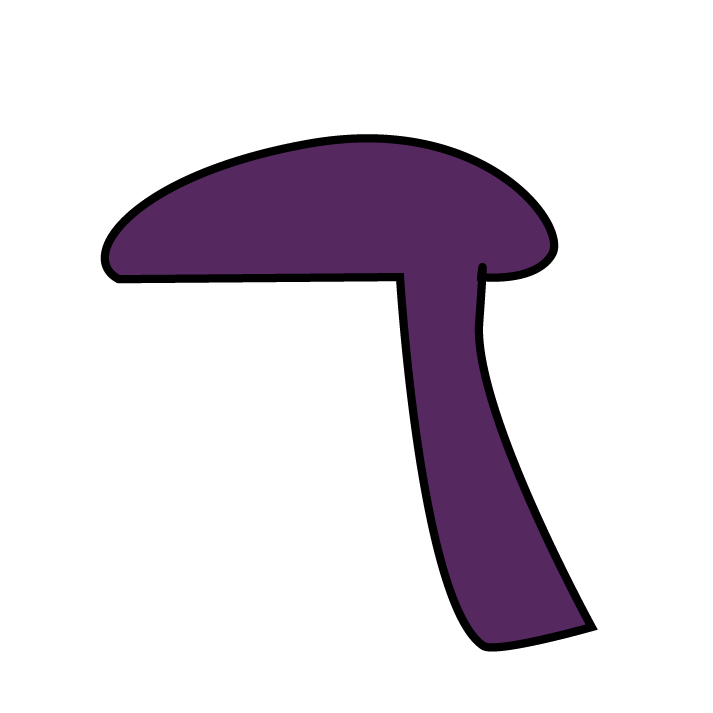
chapeau excentré
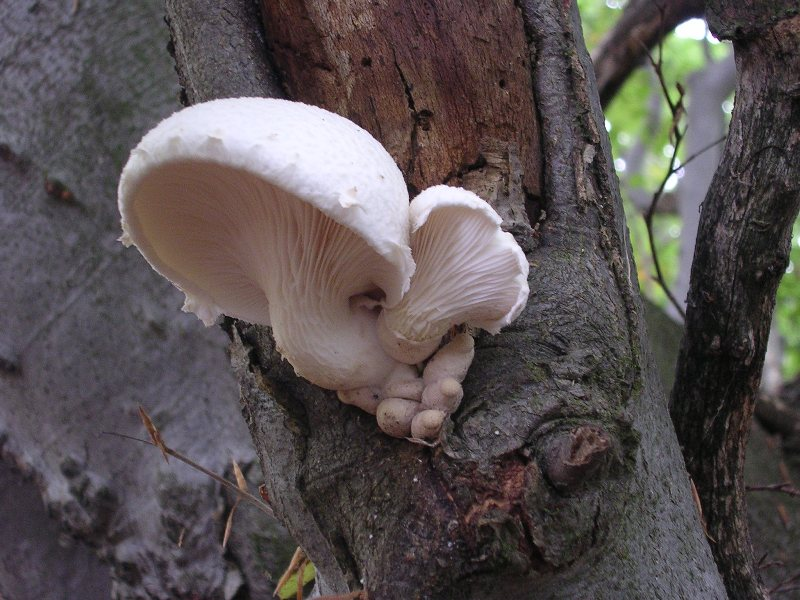
Pleurotus dryinus
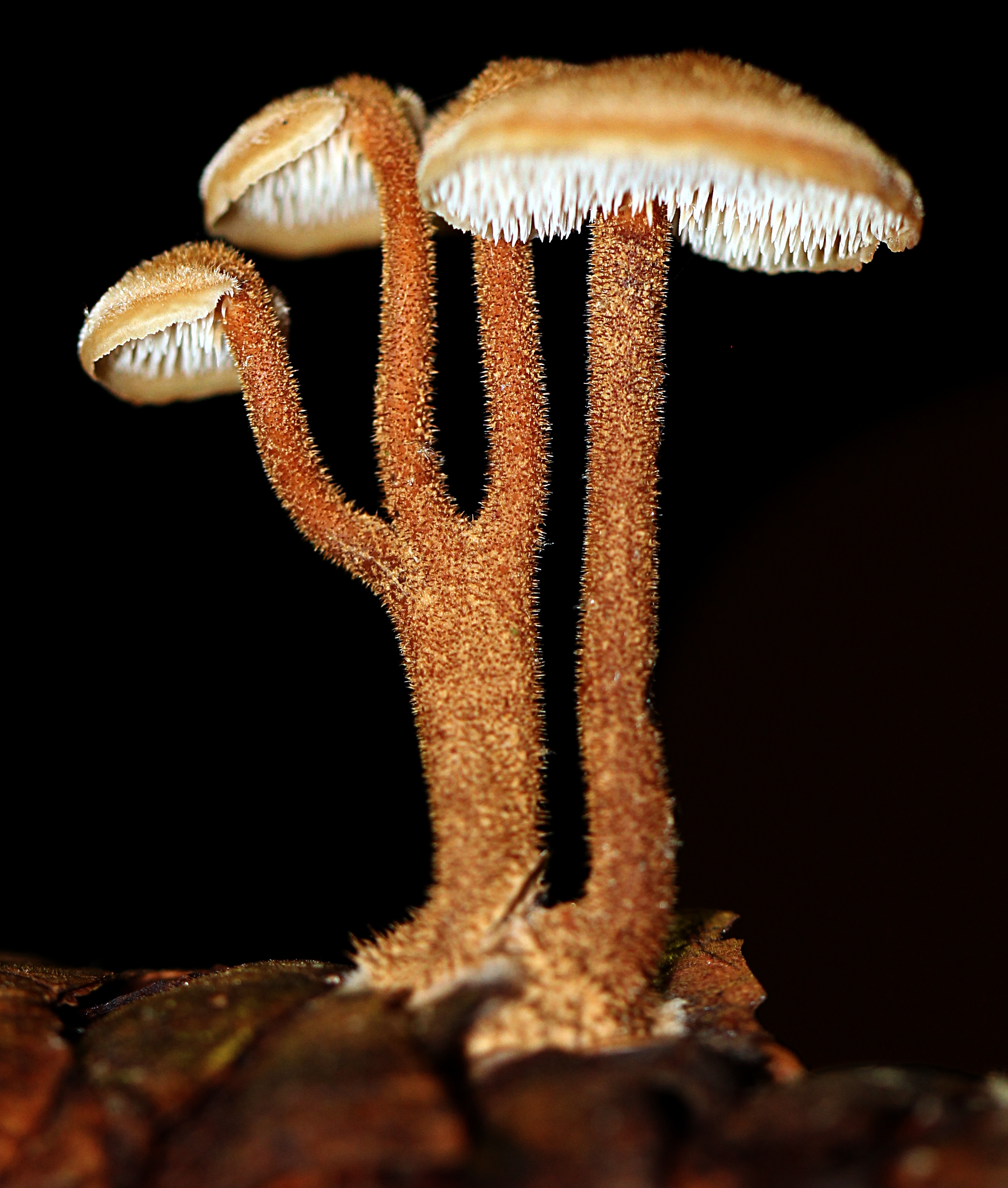
Auriscalpium vulgare

### Chapeau flabelliforme
Un chapeau est flabelliforme s'il présente une morphologie en forme d'éventail.
Cette morphologie se rencontre notamment dans le genre Pleurotus et divers genres de la famille des Polyporaceae, comme Daedaleopsis, Spongipellis, Laetiporus, Trametes et Trichaptum.

Schéma et exemples de sporophores à chapeau flabelliforme
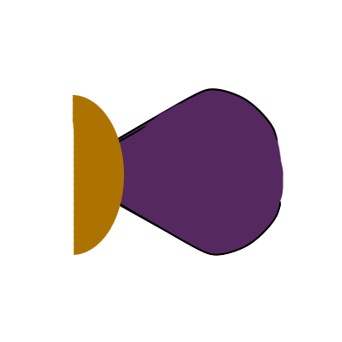
chapeau flabelliforme
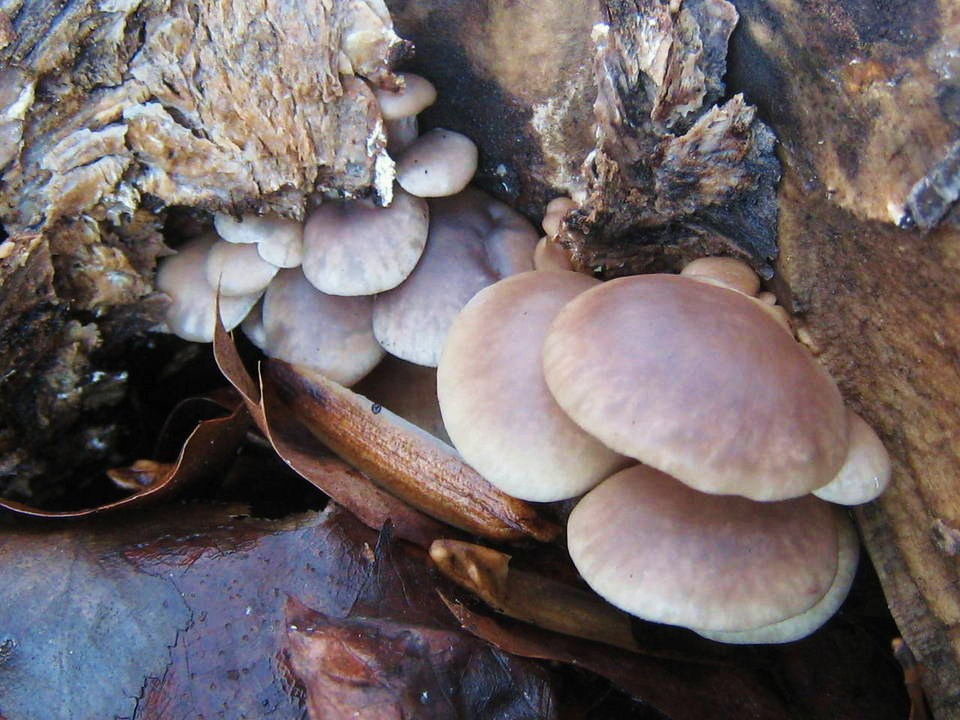
Pleurotus ostreatus
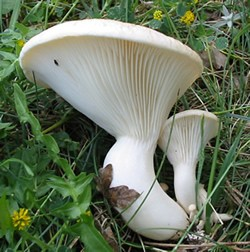
Pleurotus nebrodensis
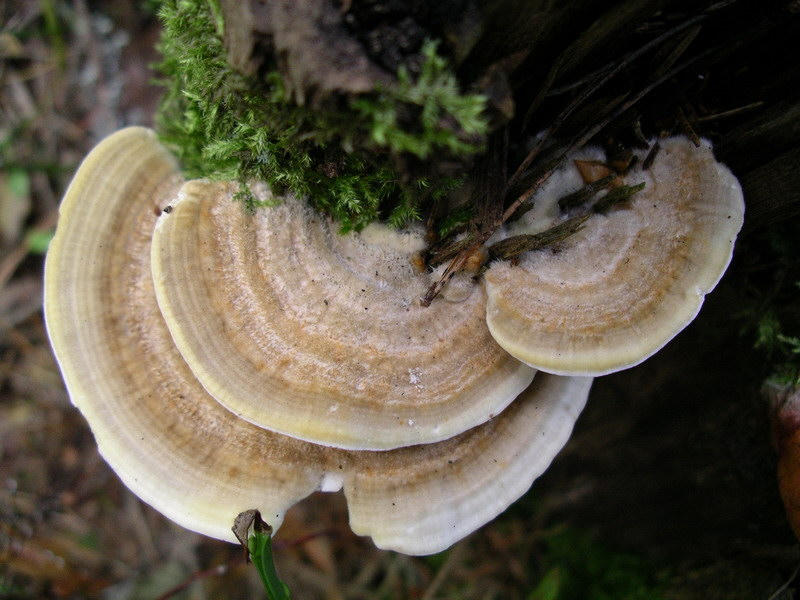
Trametes suaveolens

### Chapeau gibbeux
Un chapeau est gibbeux s'il présente une ou plusieurs bosses à sa surface, conférant souvent un aspect déséquilibré au sporophore.
Les Inocybes possèdent une ou plusieurs bosses irrégulièrement disposées. Chez les Hydnum, les spécimens adultes de l'espèce Hydnum repandum présentent parfois de curieuses protubérances.

Schéma et exemples de sporophores à chapeau gibeux
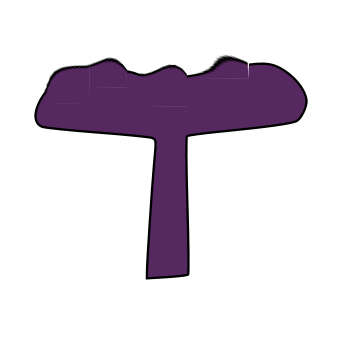
chapeau gibbeux
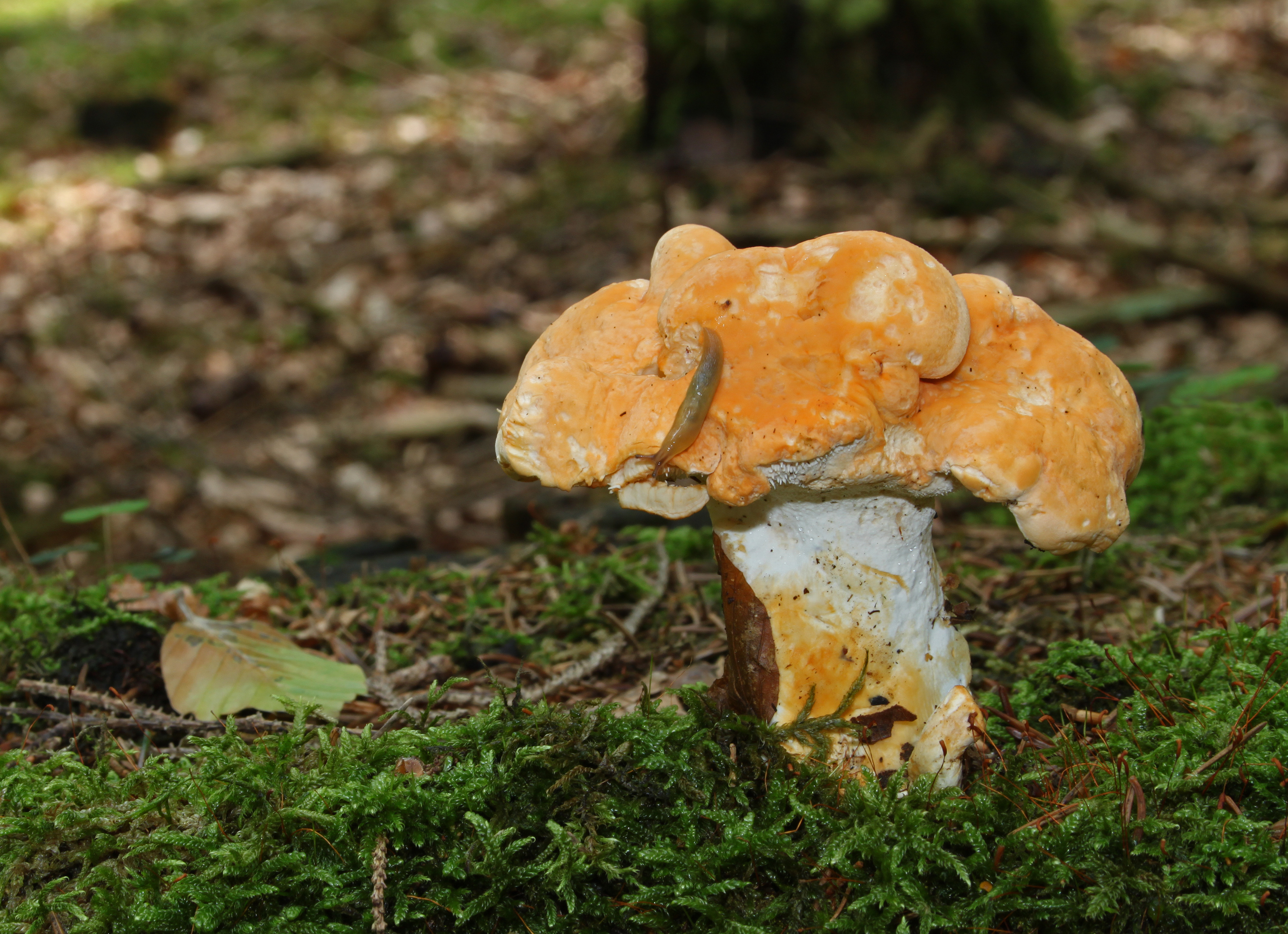
Hydnum repandum
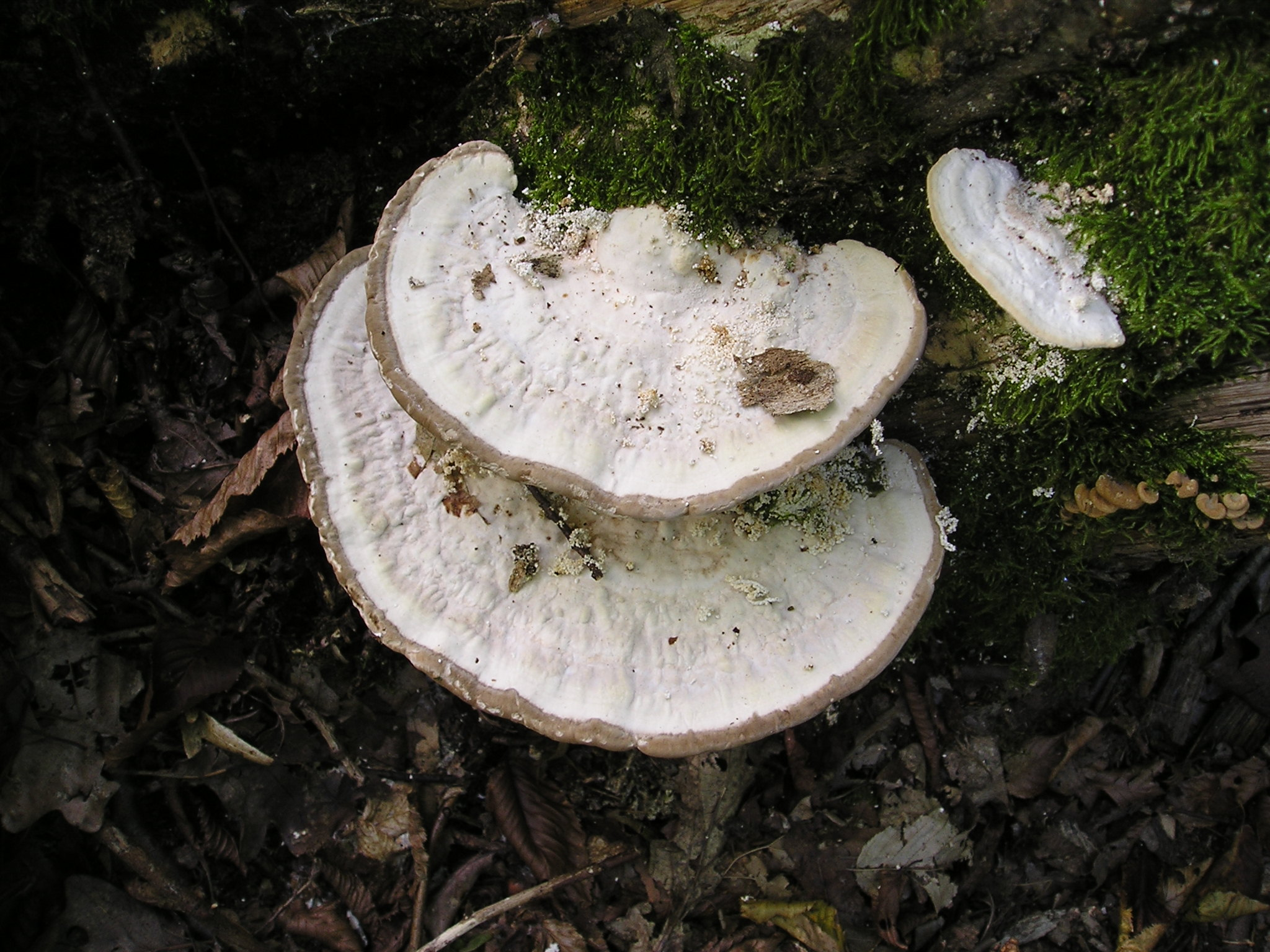
Trametes gibbosa
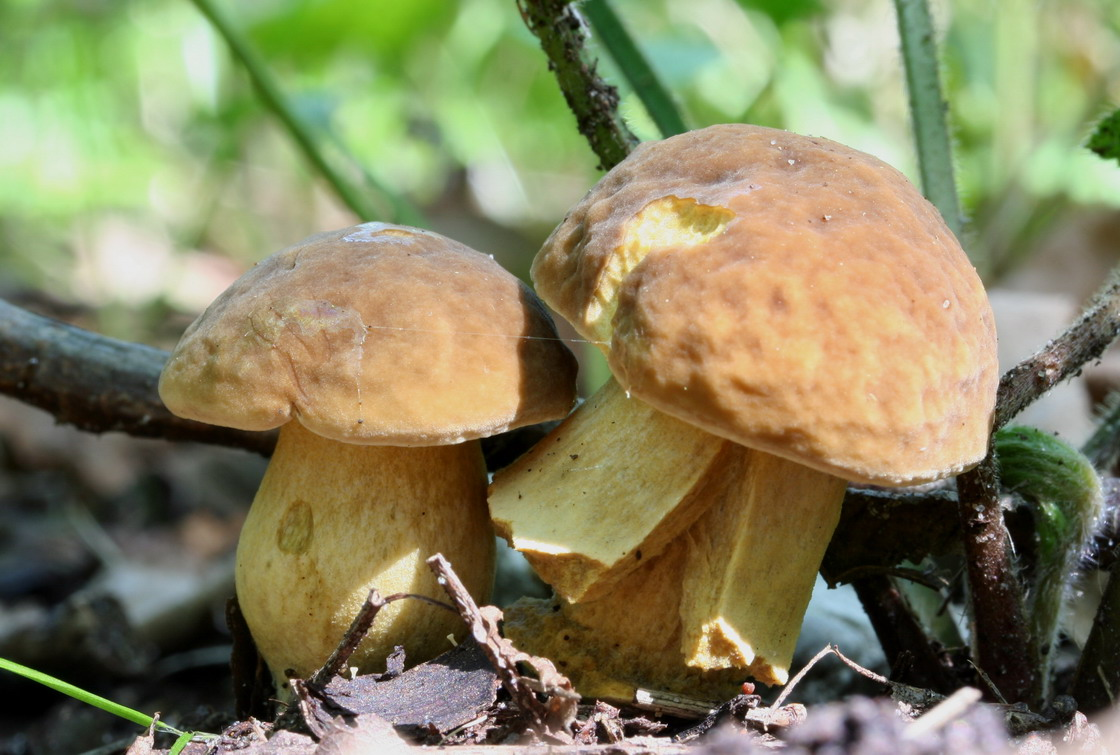
Boletus chippewaensis

## Morphologie crêtée

### Chapeau crêté
Un chapeau est parfois dit crêté présente un relief saillant, en forme de crêtes. Cette morphologie se retrouve chez certains ascomycètes du genre Morchella, comme chez Morchella anatolica et Boletus thibetanus et les helvellaceae, et les gyromitres. Le terme crêté et son diminutif cristulé est généralement consacré à l'ornementation sporale, notamment chez les lactario-russulés!

Exemples de sporophores à chapeau crêté
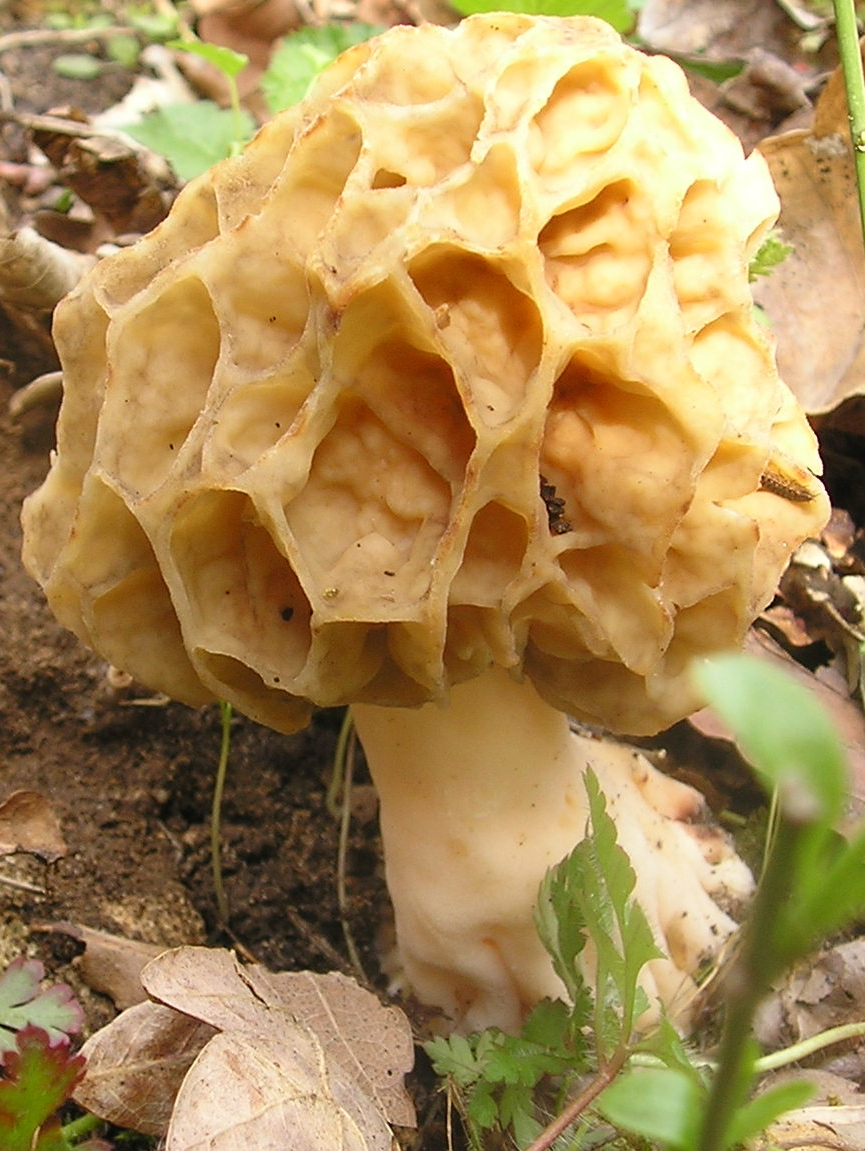
Morchella rotunda
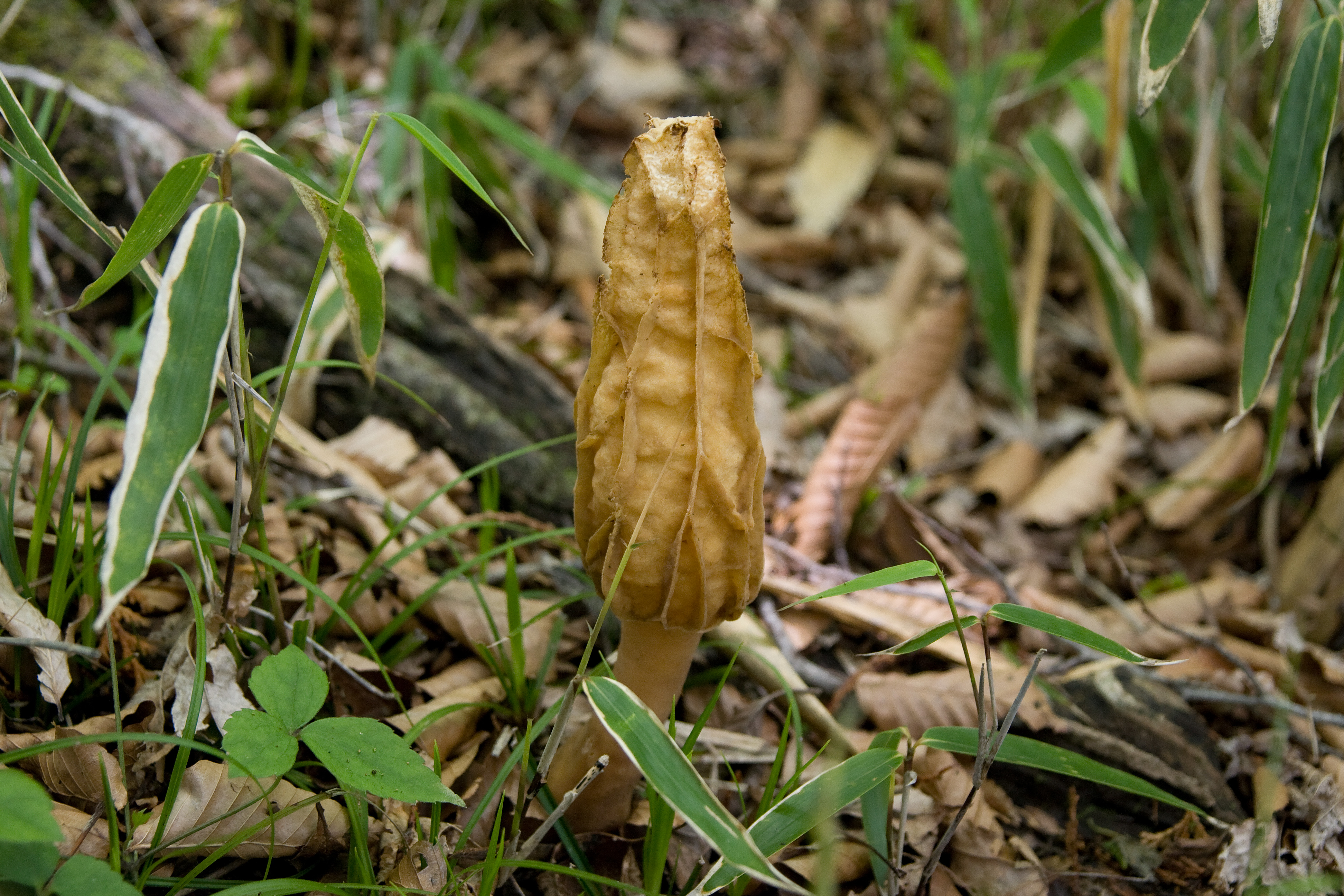
Morchella costata
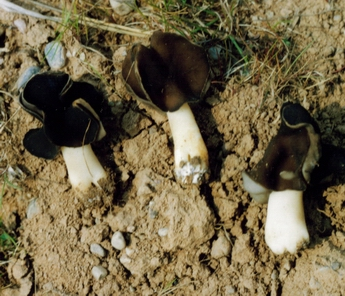
Leptopodia monachella

### Chapeau réticulé
Un chapeau réticulé est nervuré comme un filet formant un réseau. La crête du réseau peut avoir une couleur différente.
Cette morphologie se rencontre chez certains bolets, comme le bolet du Tibet, Boletus reticuloceps. Il ne faut toutefois pas confondre un chapeau réticulé avec un chapeau craquelé du fait de la sécheresse, comme chez Boletus chrysenteron.

Exemples de sporophores à chapeau réticulé
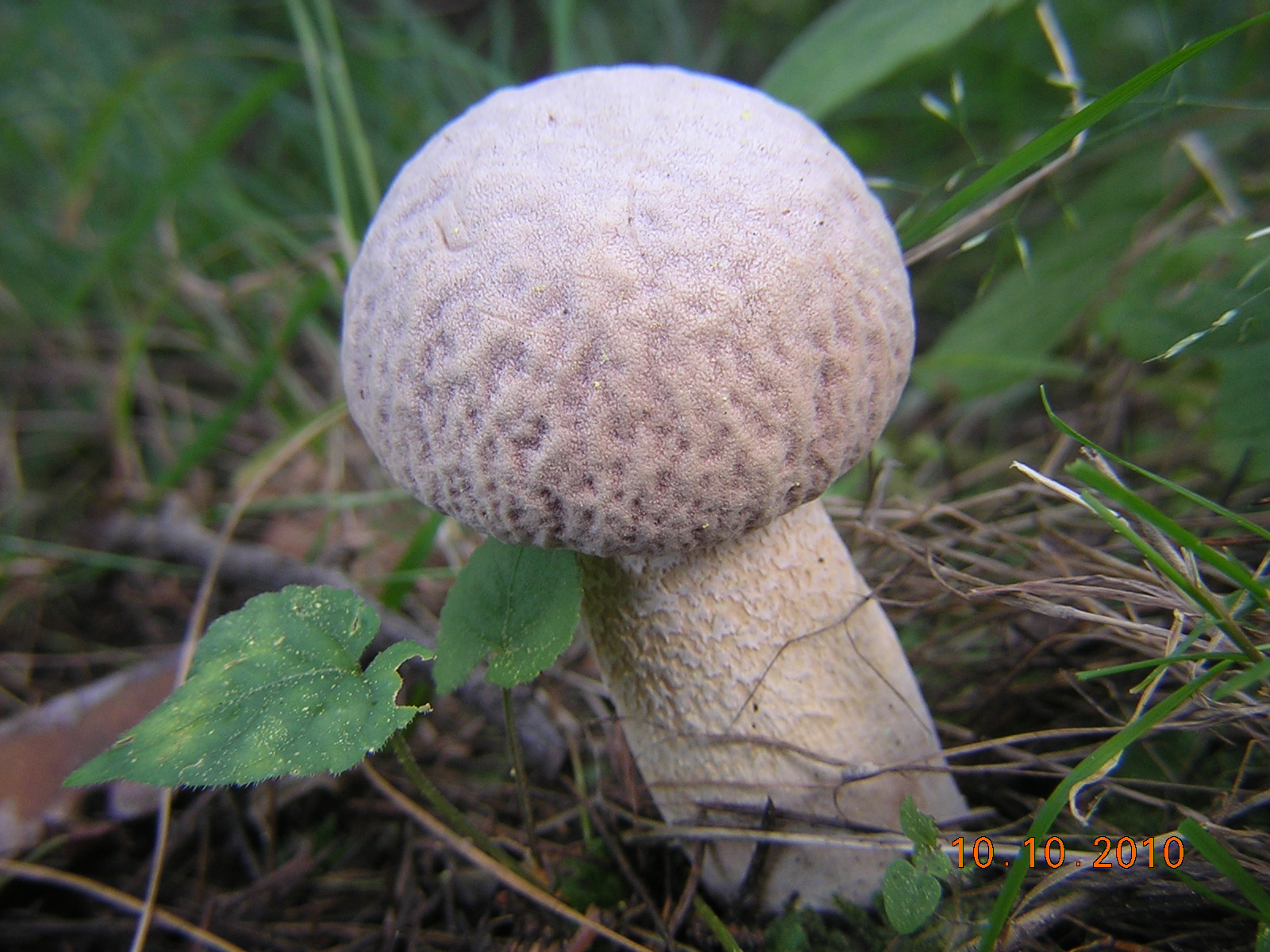
Boletus reticuloceps, chapeau réticulé à crête blanche
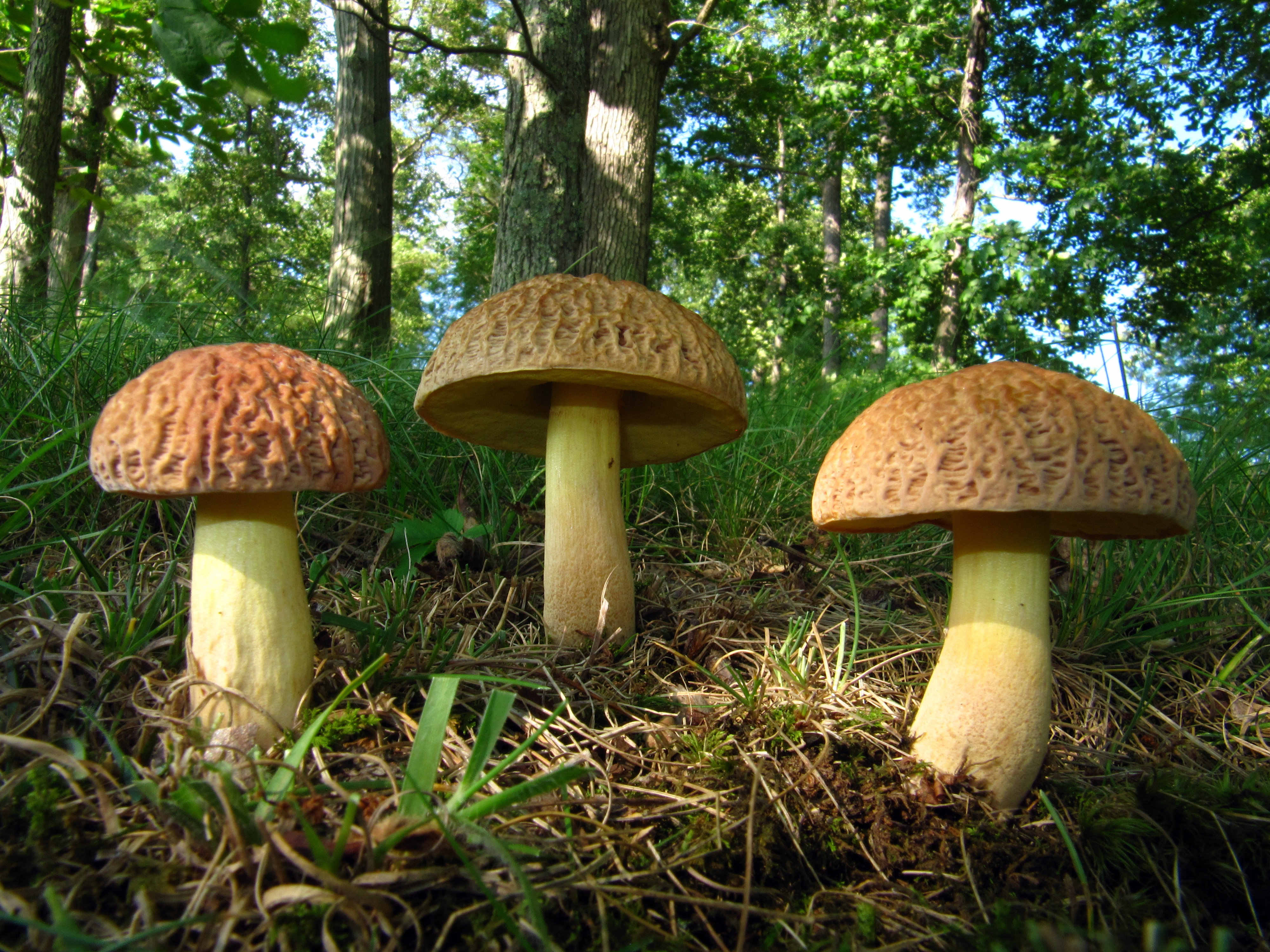
Boletus hortonii
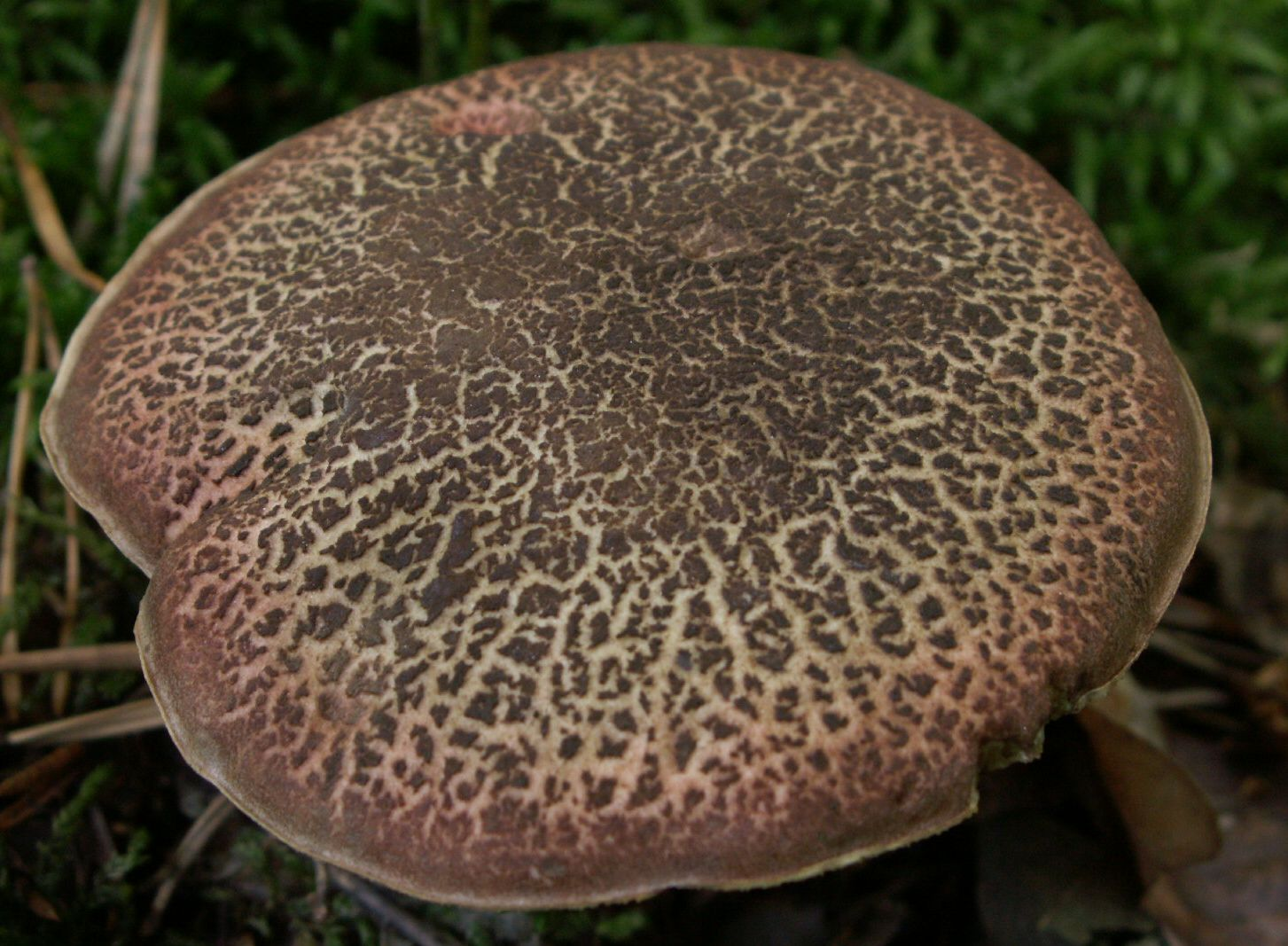
Boletus chrysenteron chapeau craquelé

### Chapeau alveolé
Un chapeau alvéolé présente de petites fosses plus ou moins régulières comme des alvéoles. Les crêtes de ces alvéoles peuvent être d'une couleur différente. Cette morphologie se retrouve chez certains ascomycètes du genre Morchella, la famille des Phallaceae et les gyromitres.

Exemples de sporophores à chapeau alvéolé
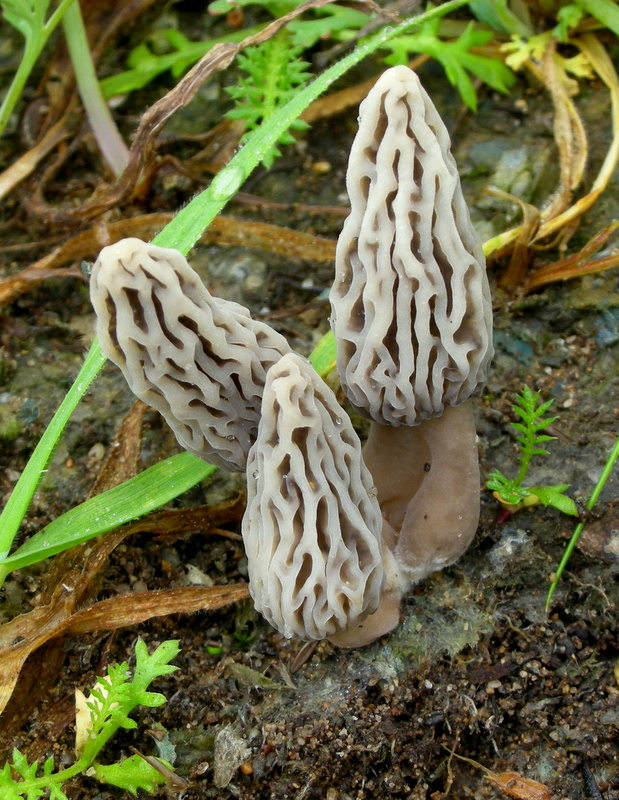
Morchella rufobrunnea chapeau alveolé à crêtes blanches
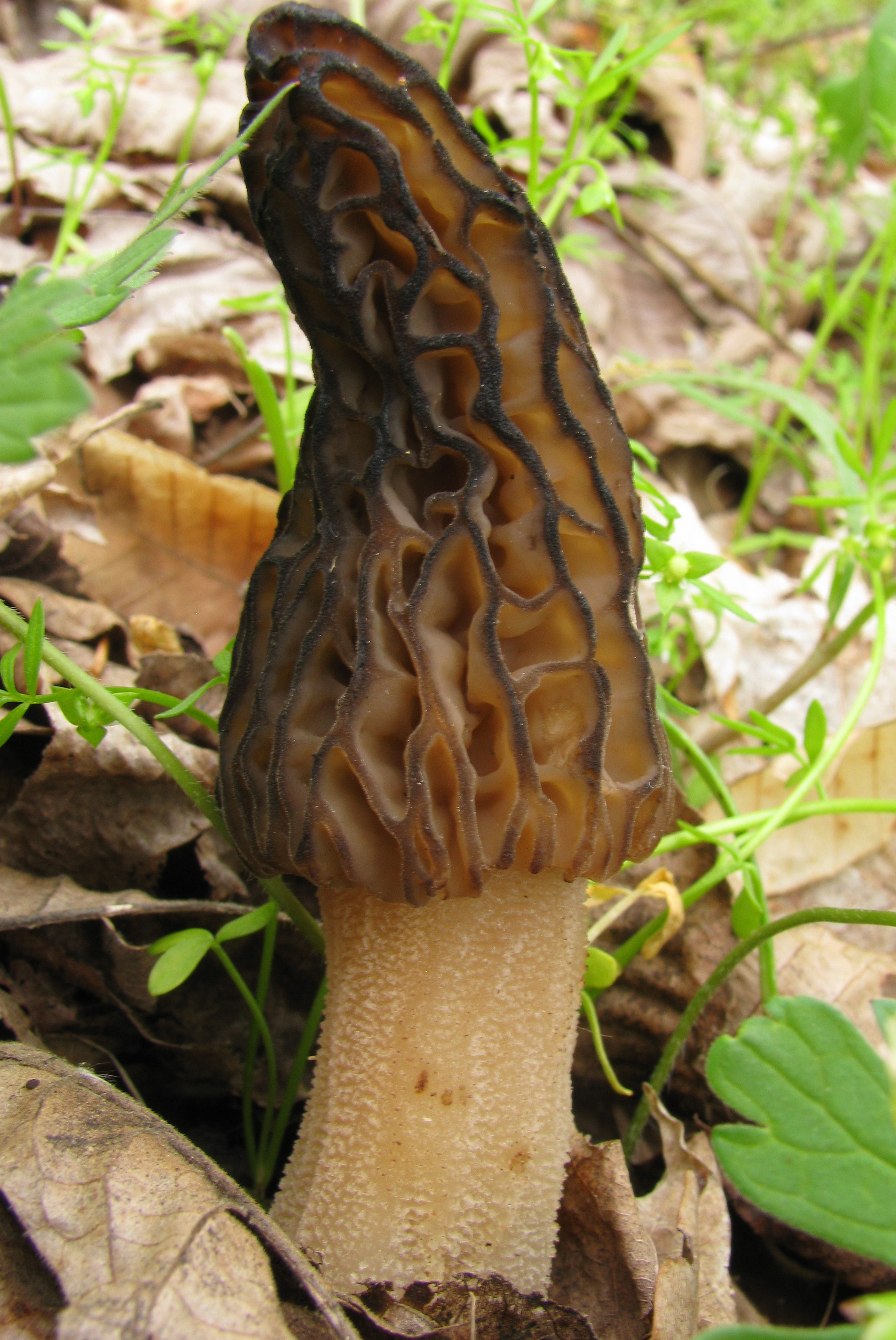
Morchella elata chapeau alveolé à crêtes brun foncé
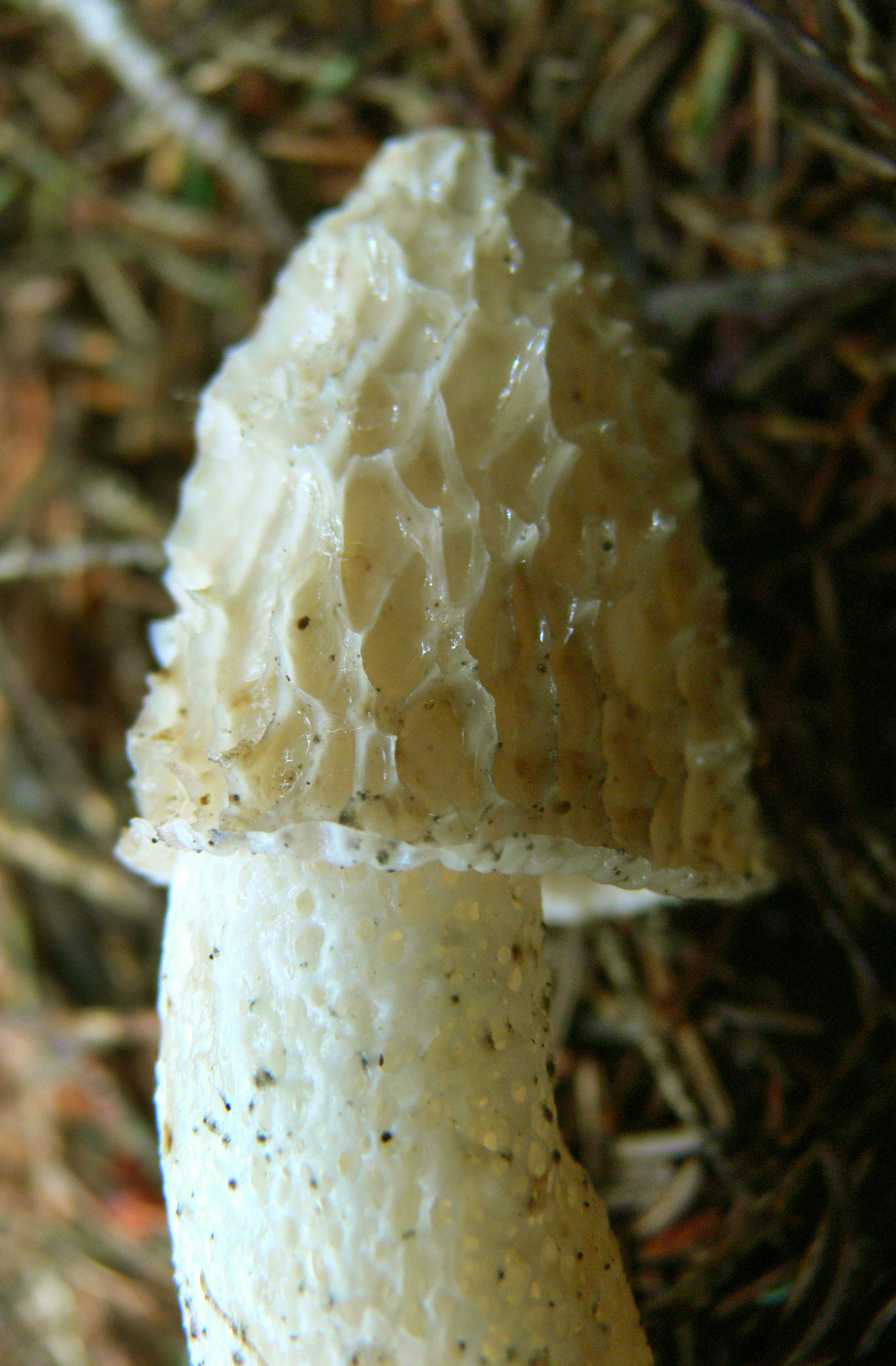
Phallus impudicus chapeau alveolé à crêtes blanches

### Chapeau plissé
Un chapeau est plissé lorsqu'il a une surface présentant des plis.
Cette morphologie se présente chez les basidiomycètes du genre Boletus et les ascomycètes du genre Disciotis

Exemples de sporophores à chapeau plissé
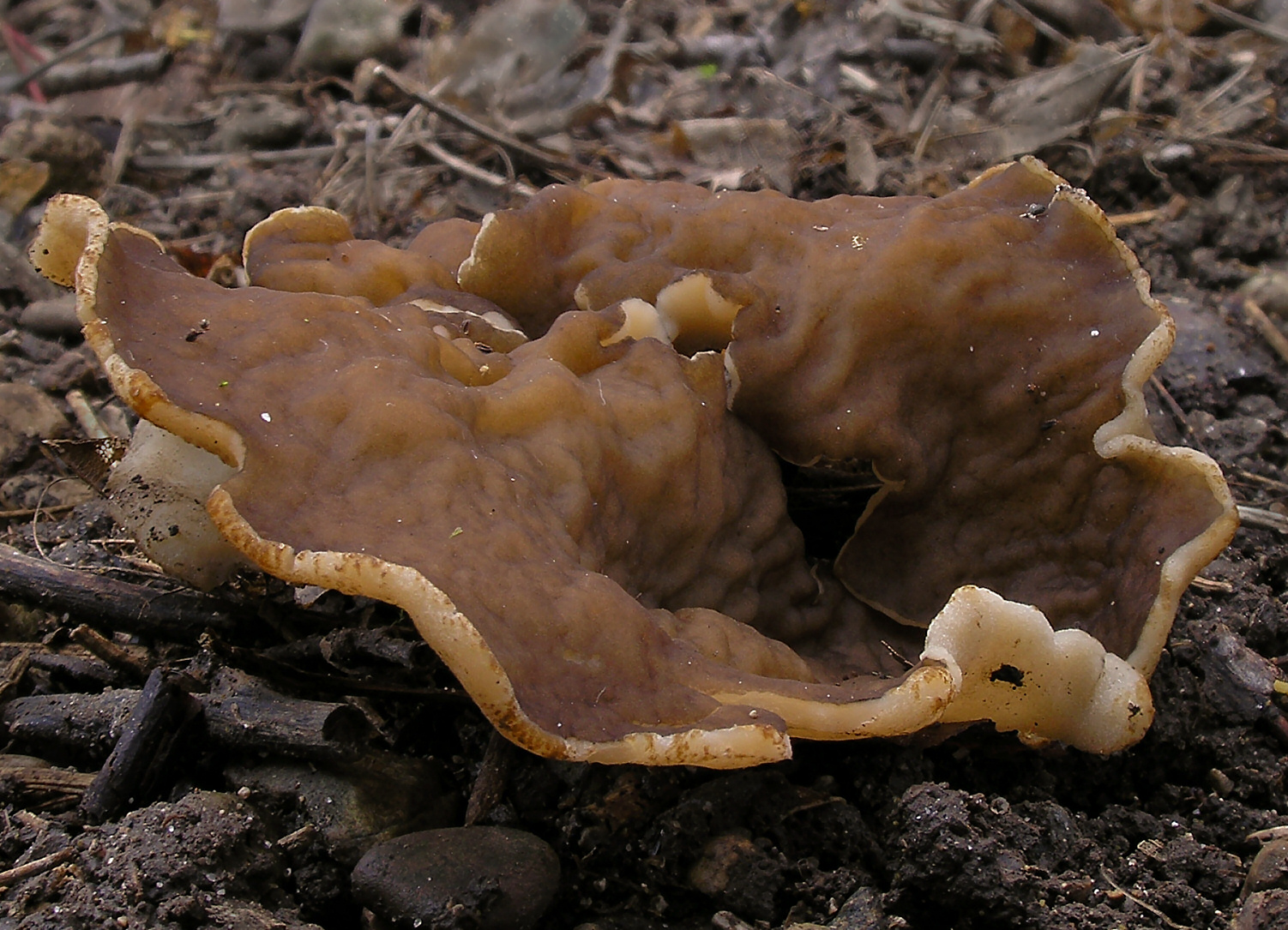
Disciotis venosa
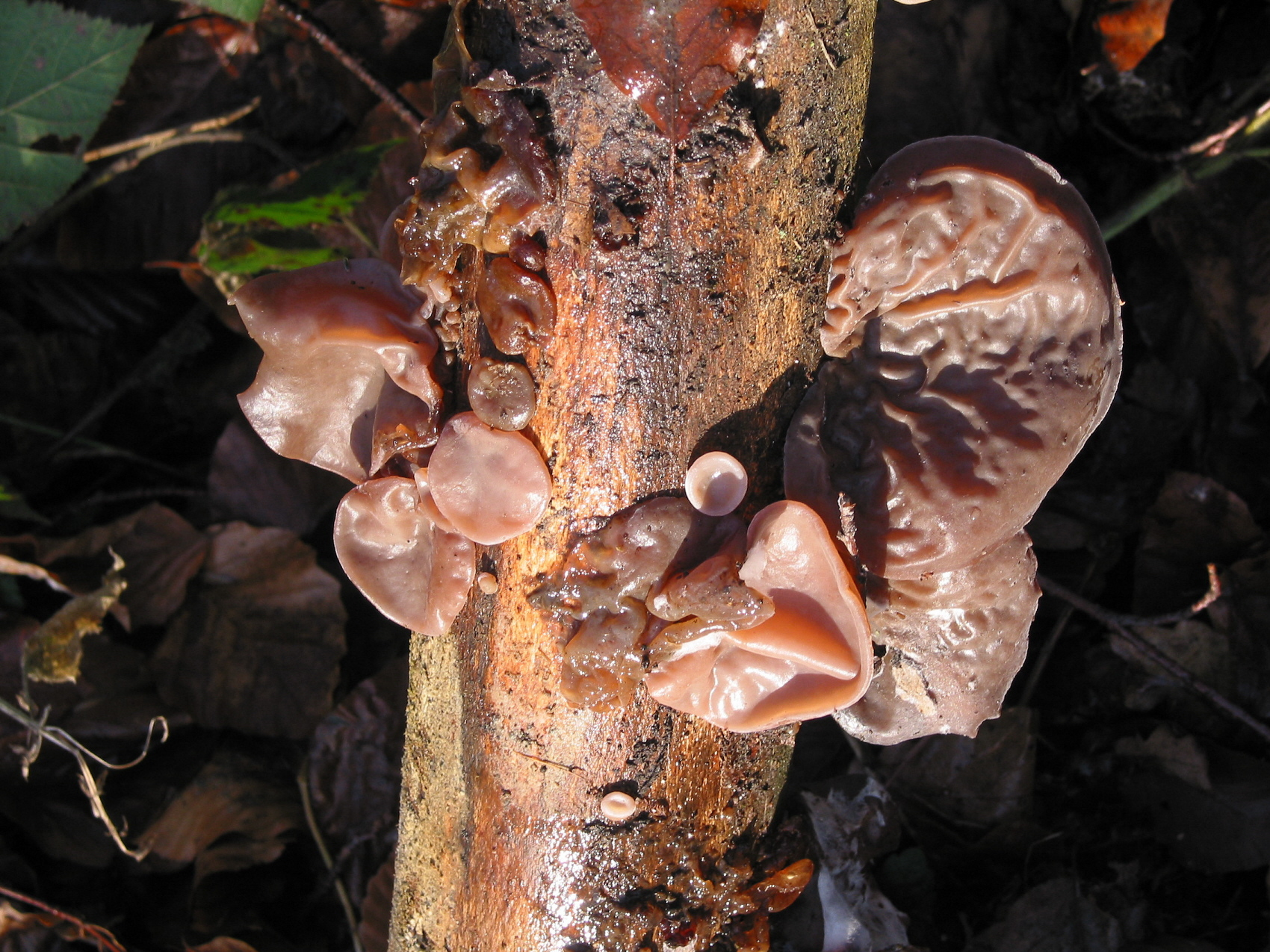
Auricularia auricula-judae
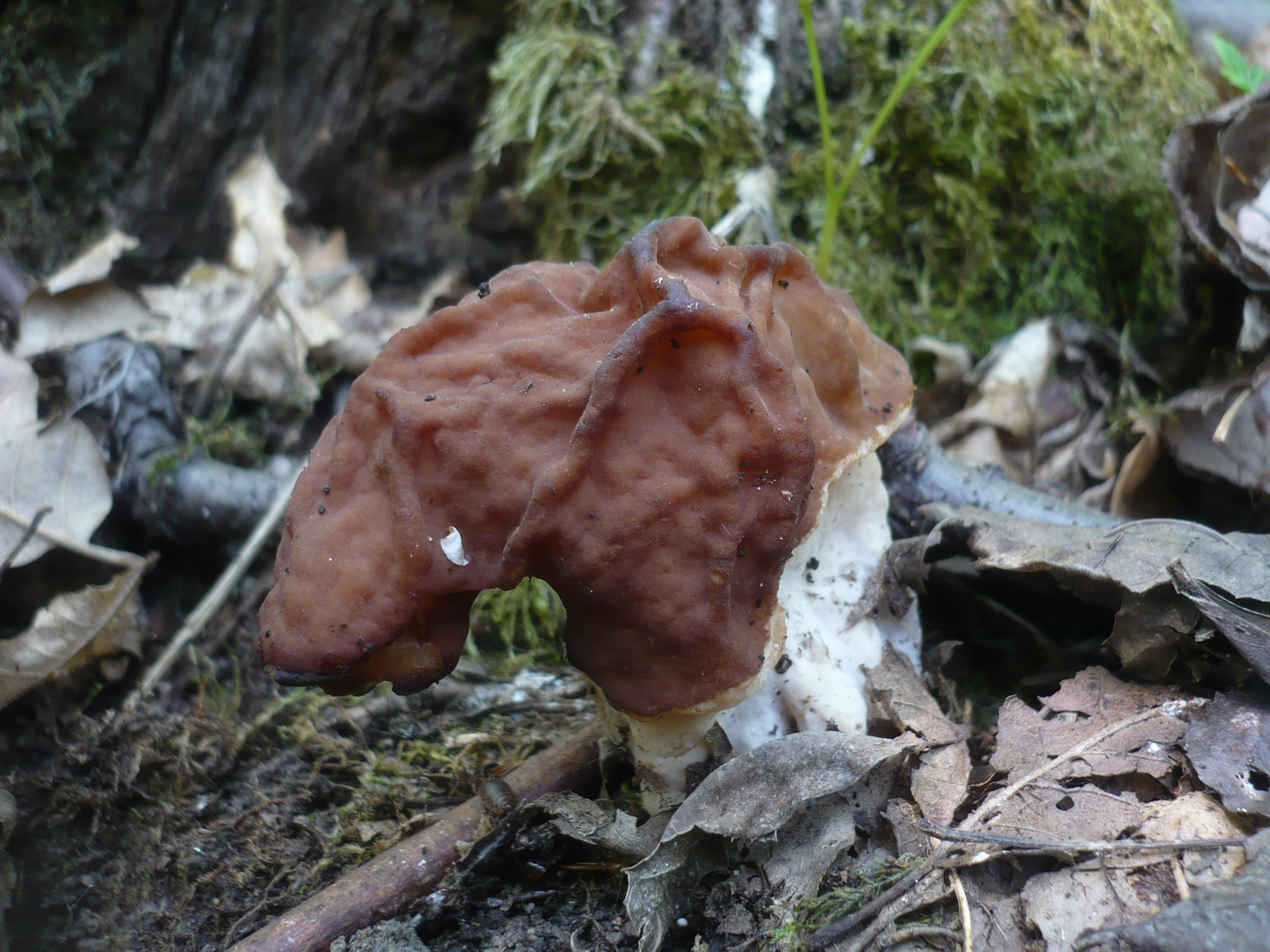
Gyromitra fastigiata

## Autres morphologies

### Chapeaux coalescents
Les chapeaux sont coalescents lorsqu'ils fusionnent pendant le développement des sporophores.

Schéma et exemples de sporophores à chapeaux coalescents
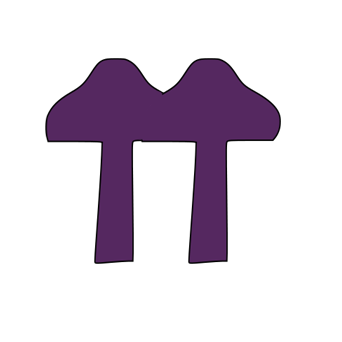
chapeaux coalescents
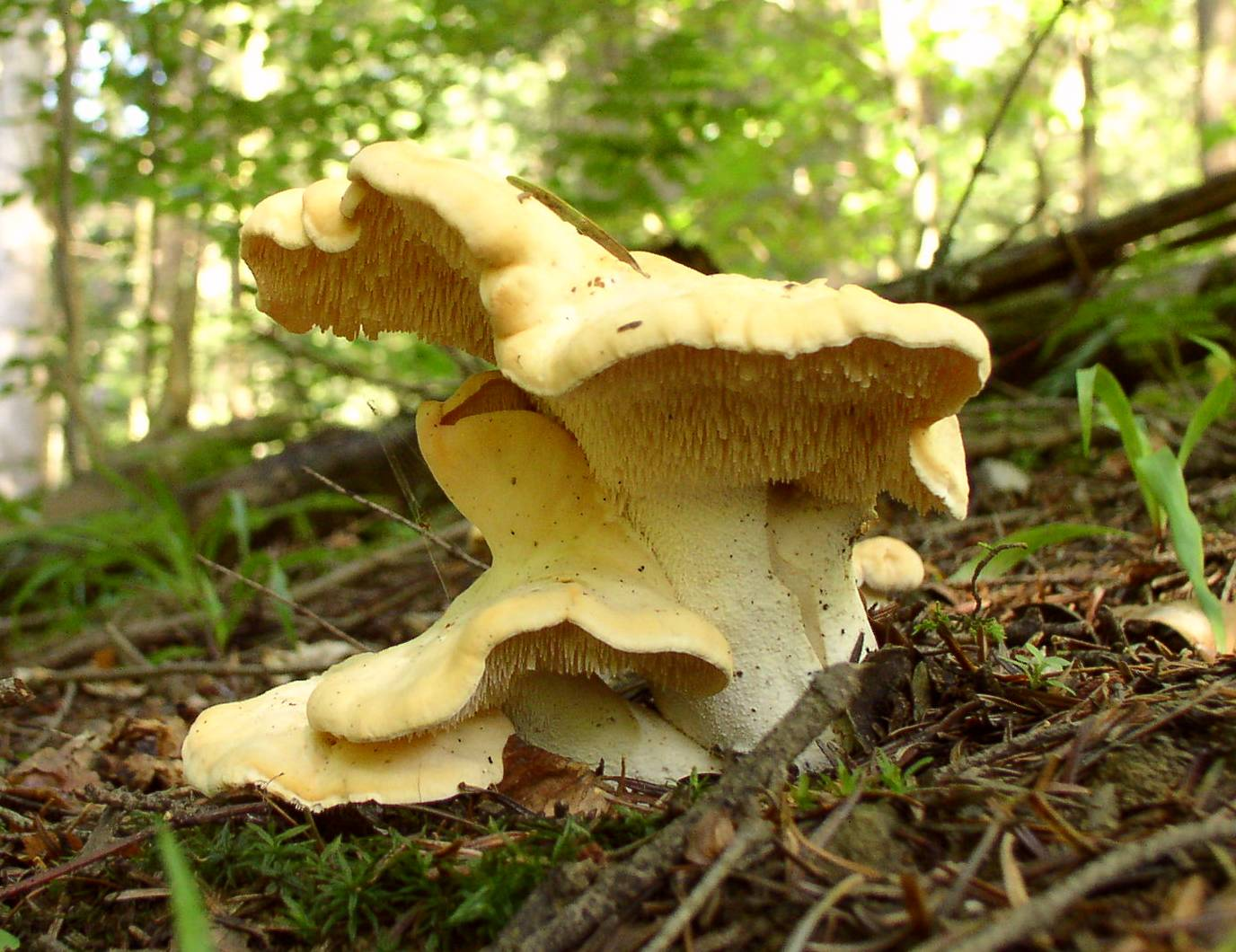
Hydnum repandum

### Chapeau déliquescent
Le chapeau est déliquescent si sa bordure se désagrège progressivement à maturité et sous l'action de l'humidité.

Exemples de sporophores à chapeau déliquescent
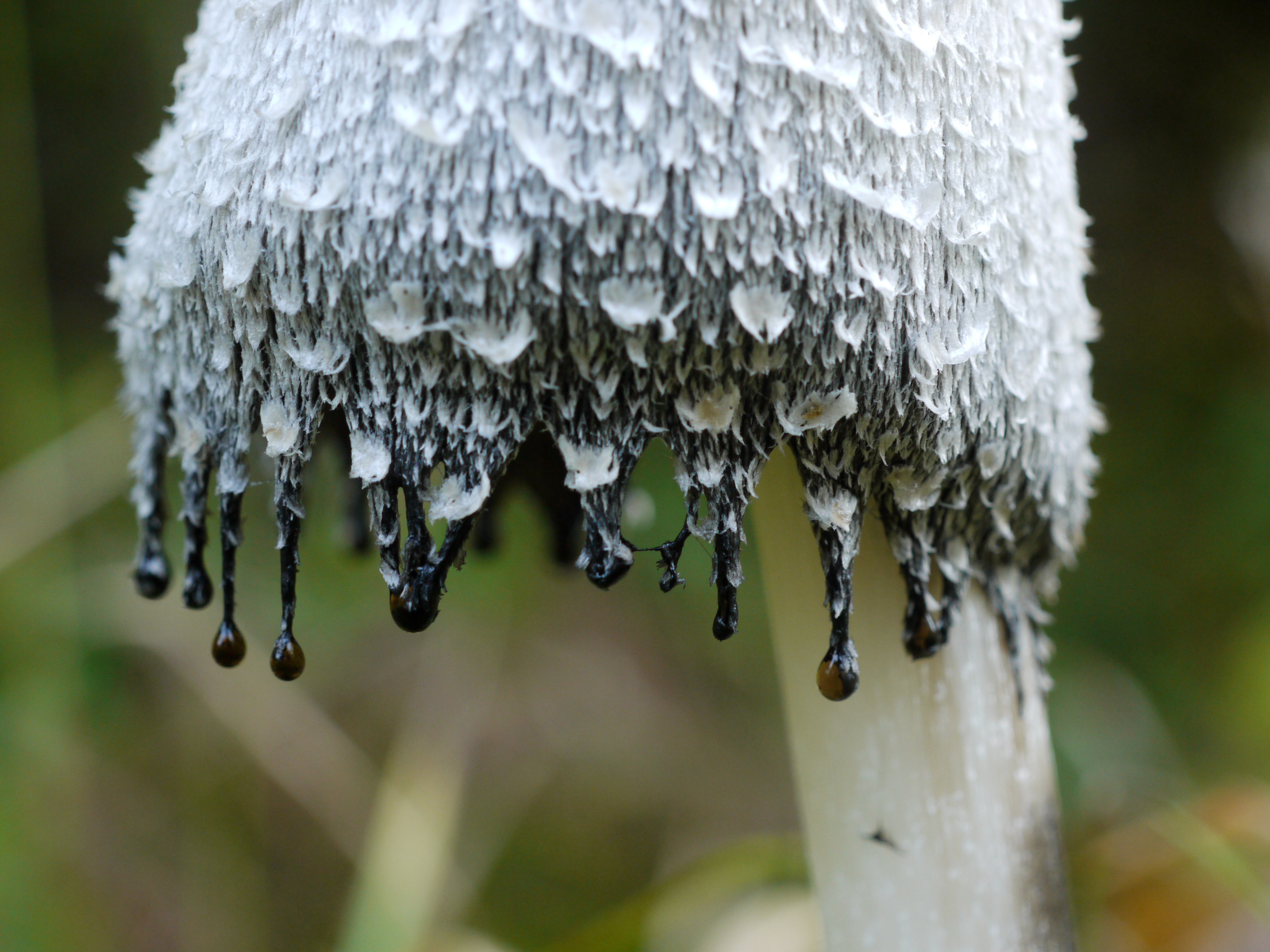
Déliquescence
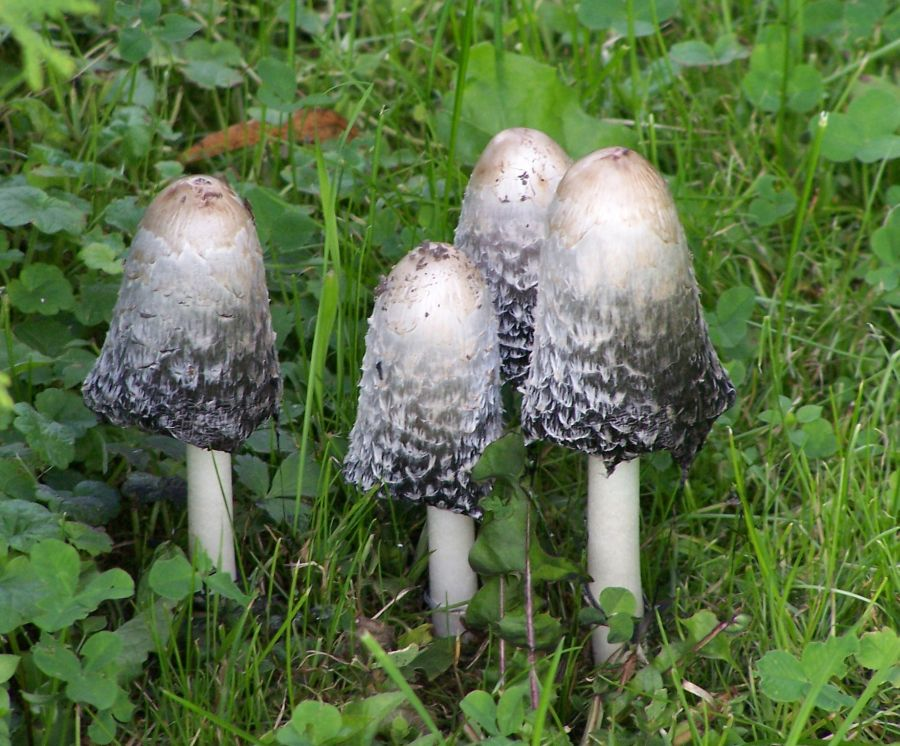
Coprinus comatus Conique et déliquescent adulte
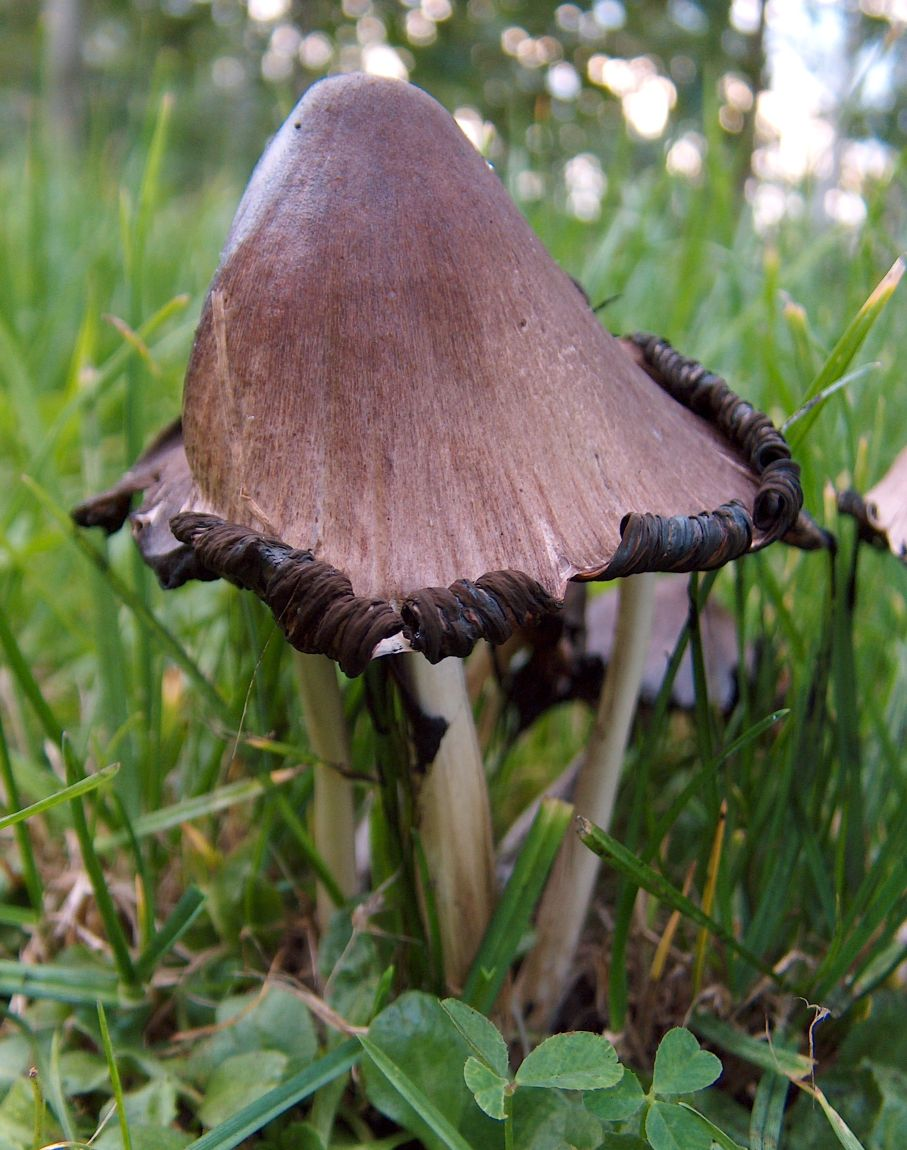
Coprinus atramentarius Conique et déliquescent adulte
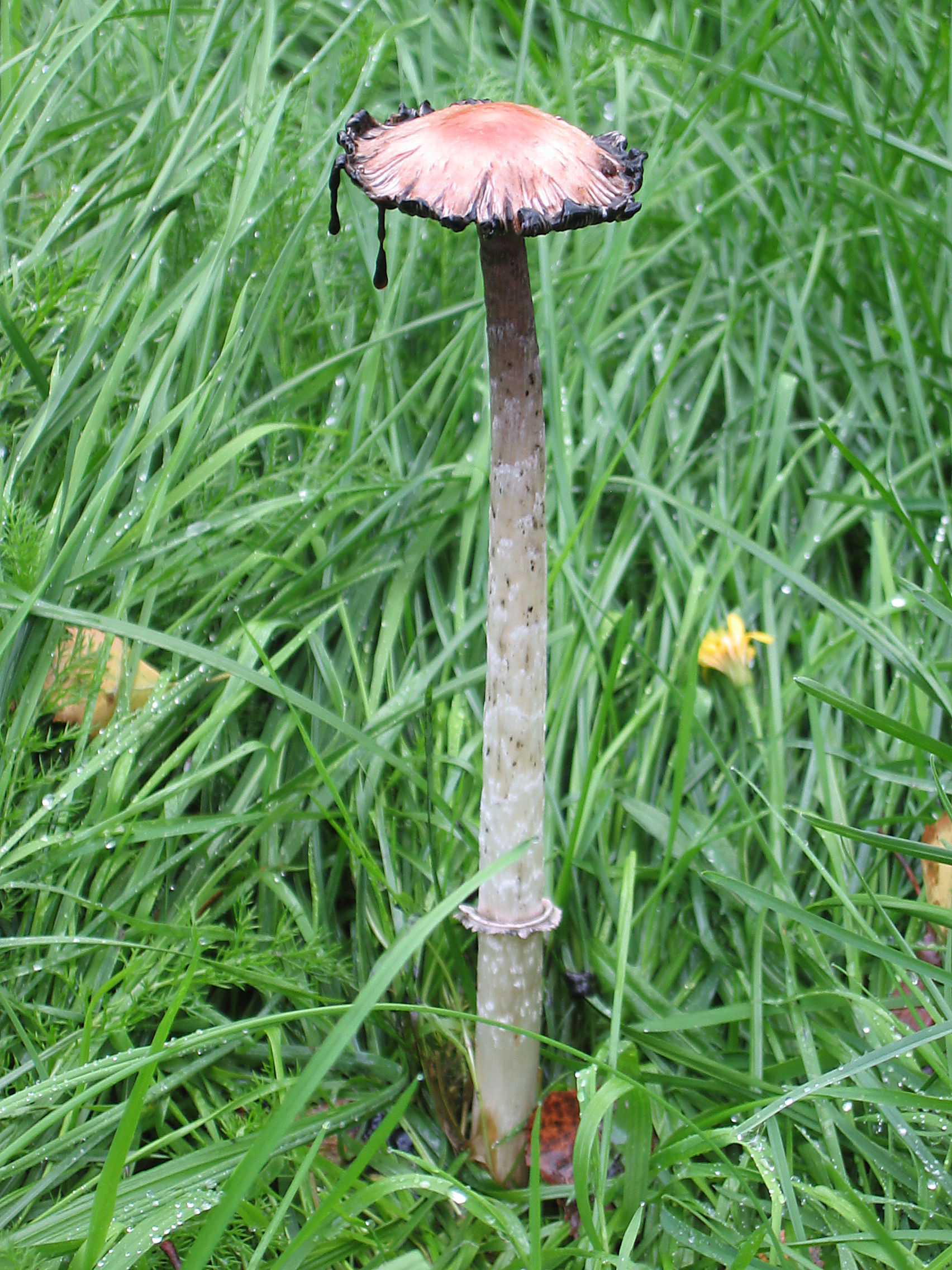
Coprinus comatus État déliquescent avancé

### Chapeau membraneux
Un chapeau est membraneux s'il est réduit à la simple épaisseur de sa cuticule.
Cette morphologie se rencontre notamment dans la famille des Psathyrellaceae et plus particulièrement dans le genre Parasola.

Schéma et exemples de sporophores à chapeau membraneux
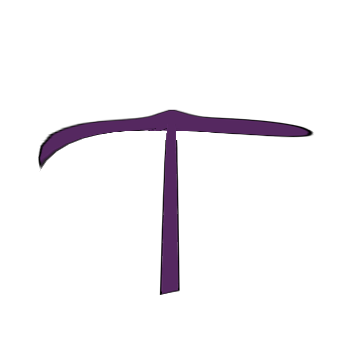
chapeau membraneux
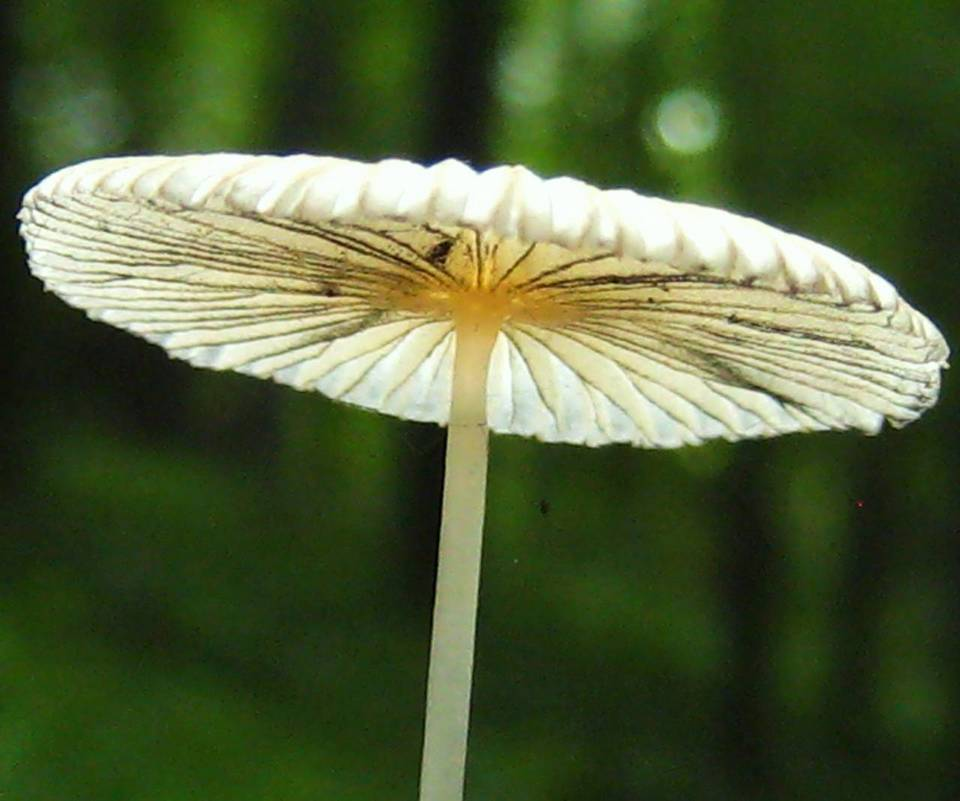
Espèce du genre Parasola
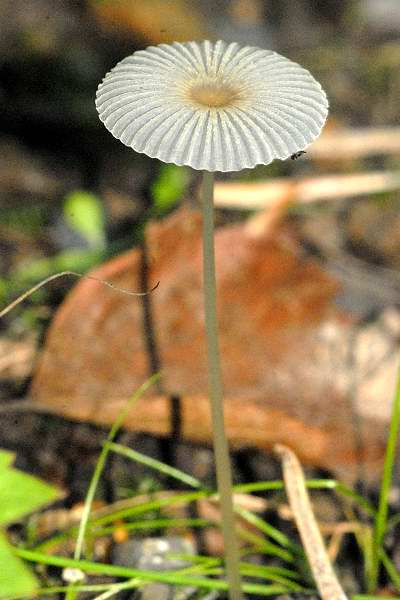
Parasola leiocephala

## Modification de la morphologie
La morphologie peut évoluer au cours du développement et du vieillissement du sporophore. Ainsi la même espèce peut présenter une forme différente selon son âge, jeune, à maturité ou vieux.
On peut observer l'évolution d'un chapeau campanulé jeune pour devenir umboné adulte, ou encore un coprin qui jeune est cylindrique et deviendra conique vieux.

Schémas et exemples de sporophores à chapeau à morphologie évoluant avec l'âge
Campanulé
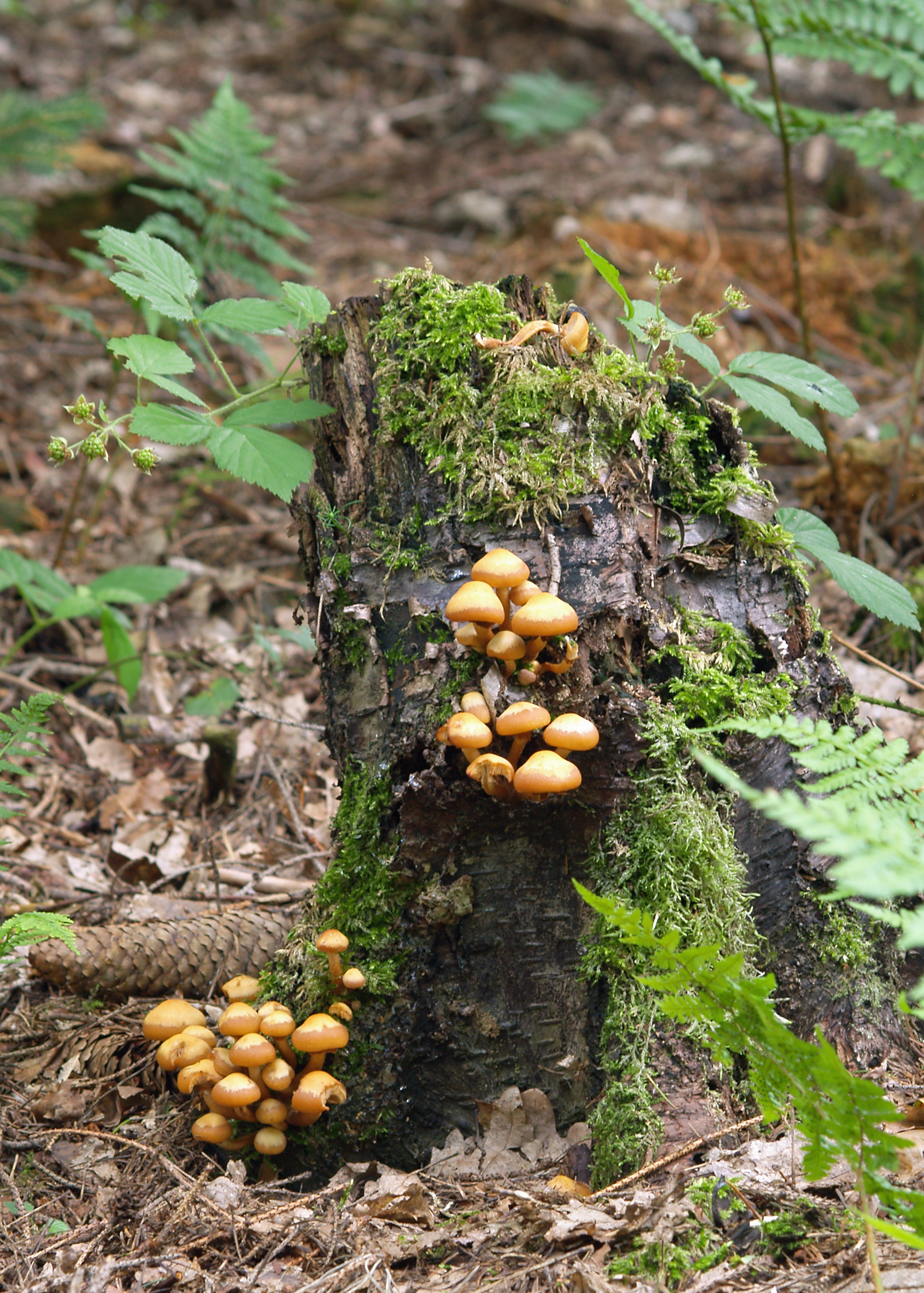
Kuehneromyces mutabilis Campanulé jeune
Umboné
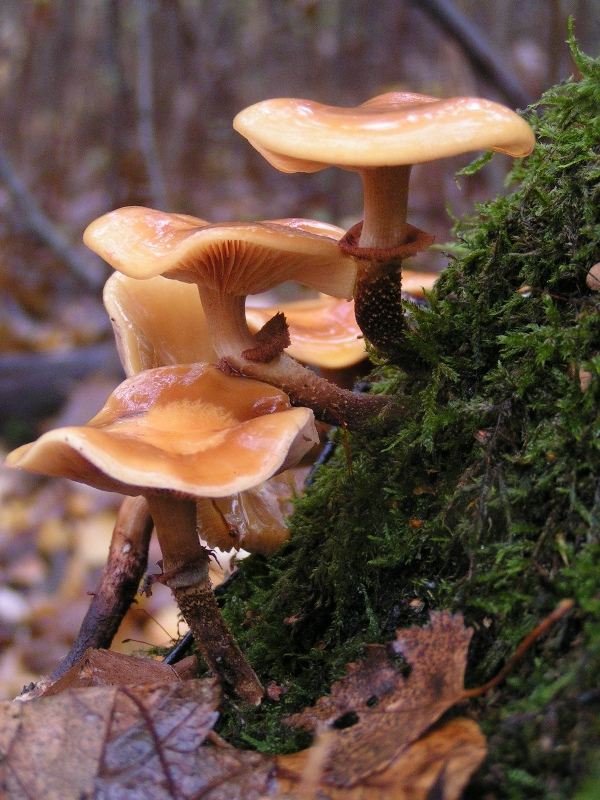
Kuehneromyces mutabilis Umboné adulte

Cylindrique
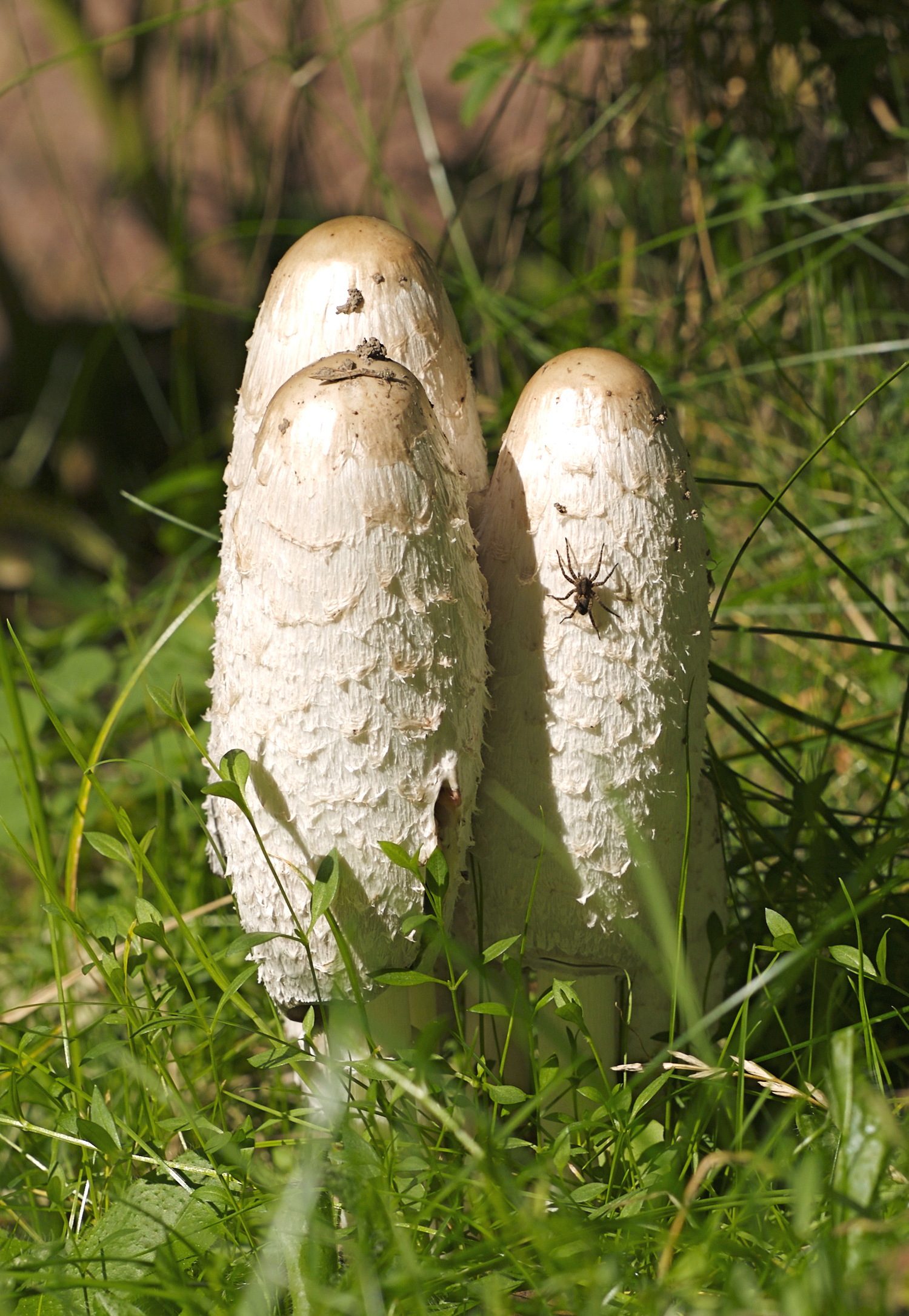
Coprinus comatus Cylindrique jeune
Conique
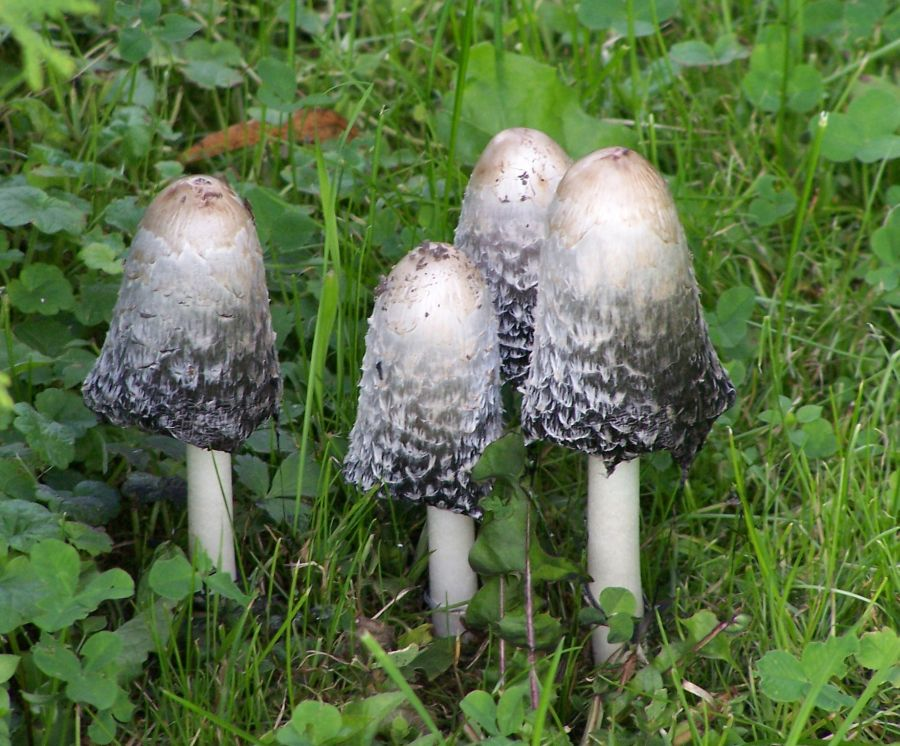
Coprinus comatus Conique et déliquescent adulte